# Văn học Nga
Văn học Nga là thuật ngữ chỉ nền văn học của nước Nga và của người Nga di cư ra nước ngoài, đồng thời cũng chỉ nền văn học được viết bằng tiếng Nga. 
Gốc rễ của văn học Nga phát sinh từ thời Trung cổ, khi đó các ánh thiên anh hùng ca và biên niên sử viết bằng ngôn ngữ Đông Slav cổ bắt đầu xuất hiện. Đến thời Khai sáng, văn học Nga ngày càng nắm giữ vai trò quan trọng, và từ đầu thập niên 1830 trở đi, văn học Nga trải qua thời kỳ hoàng kim về thơ ca, văn xuôi và kịch nghệ. Chủ nghĩa lãng mạn tạo điều kiện cho các tài năng thơ ca xuất hiện: Vasily Zhukovsky và người được ông bảo trợ - Alexander Pushkin. Văn xuôi cũng phát triển hưng thịnh. Mikhail Lerrmontov là một trong những nhà thơ và tiểu thuyết gia quan trọng nhất. Tiểu thuyết gia vĩ đại đầu tiên của nước Nga là Nikolai Gogol. Sau đó phải kể đến Ivan Turgenev, bậc thầy cả mảng truyện ngắn lẫn tiểu thuyết. Hai tiểu thuyết gia Fyodor Dostoevsky và Leo Tolstoy sớm vang danh toàn thế giới. Những nhân vật quan trọng khác của chủ nghĩa hiện thực Nga là Ivan Goncharov, Mikhail Saltykov-Shchedrin và Nikolai Leskov. Trong nửa thứ hai của thế kỷ 19, Antov Chekhov là tác giả xuất chúng trong mảng truyện ngắn và trở thành kịch tác gia hàng đầu. 
Đầu thế kỷ 20 được coi là Thời kỳ Bạch kim của thơ ca Nga. Những nhà thơ gắn liền nhất với thời kỳ này là Konstantin Balmont, Valery Bryusov, Alexander Blok, Anna Akhmatova, Nikolay Gumilyov, Sergei Yesenin, Vladimir Mayakovsky và Marina Tsvetaeva. Thời kỳ Bạch kim cũng sản sinh ra những tiểu thuyết gia và nhà văn truyện ngắn hàng đầu như Aleksandr Kuprin, nhà văn được trao giải Nobel - Ivan Bunin, Leonid Andreyev, Fyodor Sologub, Yevgeny Zamyatin, Andrei Bely và Maxim Gorky.
Sau Cách mạng 1917, văn học Nga chia ra làm hai nhánh: văn học Xô viết và văn học của dân "trắng" di cư (dân "trắng" ám chỉ những người không ủng hộ chính quyền Xô viết). Chính quyền Liên bang Xô viết, trong khi nỗ lực xóa bỏ được nạn mù chữ và phát triển nền công nghiệp in ấn sách, lại tăng cường kiểm duyệt ý thức hệ. Thập niên 1930, chủ nghĩa hiện thực xã hội chủ nghĩa trở thành xu hướng chủ đạo ở nước Nga. Các nhân vật dẫn đầu và xây dựng nên nền tảng của xu hướng này là Nikolay Ostrovsky, Alexander Fadeyev cùng một số nhà văn khác. Một số nhà văn như Mikhail Bulgakov, Andrei Platonov và Daniil Kharms bị phê bình, đến mức rất ít hoặc hoàn toàn không có cơ hội được xuất bản. Nhiều tác giả di cư, như các nhà thơ Vladislav Khodasevich, Georgy Ivanov and Vyacheslav Ivanov; tiểu thuyết gia Gaito Gazdanov, Vladimir Nabokov và Bunin, tiếp tục sáng tác tại nơi đất khách quê người. Một số nhà văn dám đứng lên chống lại ý thức hệ Xô viết, chẳng hạn như tiểu thuyết gia được trao giải Nobel  Aleksandr Solzhenitsyn và Varlam Shalamov, họ viết về cuộc sống trong trại cải tạo gulag. Thời kỳ tan băng Khrushchev, mang tới làn gió mới cho văn học và thơ ca, nhanh chóng trở thành hiện tượng văn hóa đại chúng. Tuy nhiên thời này không kéo dài lâu. Vào thập niên 1970, một số tác giả tiêu biểu bậc nhất bị cấm xuất bản và bị khởi tố vì có tư tưởng chống chính quyền Xô viết. 
Cuối thế kỷ 20 là thời kỳ khó khăn đối với văn học Nga, với rất ít tiếng nói nổi bật. Trong số nhưng tác giả được nhắc đến nhiều nhất trong thời kỳ này có Victor Pelevin, khá nổi tiếng với thể loại truyện vắn và tiểu thuyết; tiểu thuyết gia và kịch tác gia Vladimir Sorokin và nhà thơ Dmitri Prigov. Sang thế kỷ 21, một thế hệ tác giả Nga mới xuất hiện, cực kỳ khác biệt với các nhà văn Nga hậu hiện đại hồi cuối thế kỷ 20, họ khiến cho giới phê bình phải thảo luận về "chủ nghĩa hiện thực mới".
Các tác giả Nga có những đóng góp vô cùng lớn cho rất nhiều thể loại văn học. Nước Nga có năm người được trao giải Nobel văn học. Vào năm 2011, Nga là nơi phát hành sách lớn thứ tư trên thế giới, tính theo số lượng tựa sách được xuất bản. Một câu nói phổ biến gọi Nga là "quốc gia đọc sách nhiều nhất thế giới".

## Thời kỳ sơ khai

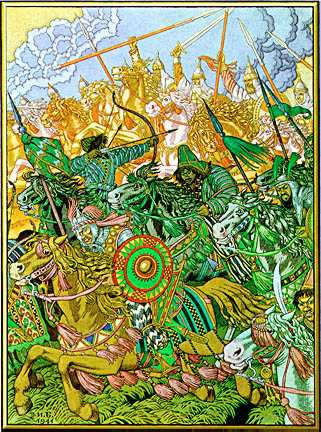
Minh họa của họa sĩ Ivan Bilibin (1876-1942) về tác phẩm Câu chuyện về cuộc hành binh của Igor.

Văn học Nga cổ bao gồm một số kiệt tác viết bằng ngôn ngữ Đông Xla-vơ cổ (đây là ngôn ngữ của nước Nga Kiev, đừng nhầm với ngôn ngữ Xla-vơ Nhà thờ đương thời hay nhầm với tiếng Nga, tiếng U-krai-na và tiếng Bê-la-rút hiện đại). Thể loại chính của văn học sử thi Nga cổ là biên niên sử, phần lớn khuyết danh. 
Các tác phẩm khuyết danh cũng gồm cả Câu chuyện về cuộc hành binh của Igor và Nguyện cầu cho Daniel đang bị giam hãm. Thánh sử (tiếng Nga: жития святых, zhitiya svyatykh, "cuộc đời của các vị thánh")  là thể loại phổ biến trong văn học cổ của Nga. Cuộc đời Aleksandr Nevsky (Житие Александра Невского) được xem là một điển hình nổi tiếng của thể loại này. Các tác phẩm khác trong văn học cổ của Nga là Zadonschina, Physiologist, Synopsis và Hành trình qua ba vùng biển. Đó là các tác phẩm anh hùng ca—truyền miệng trong dân gian—hòa trộn giữa đạo Cơ đốc với đa thần giáo truyền thống. Văn học Nga thời kỳ trung cổ mang dấu ấn tôn giáo cực kỳ đậm nét và thường dùng một dạng mô phỏng ngôn ngữ Xla-vơ nhà thờ, với nhiều âm hưởng Nam Xla-vơ. Tự truyện của tổng linh mục Avvakum - tác phẩm đầu tiên viết bằng tiếng Nga thông tục - chỉ mới xuất hiện từ giữa thế kỷ 17.

## Thế kỷ 18
Lên nối ngôi vào cuối thế kỷ 17, ảnh hưởng của Pyotr Đại đế (Pyotr I) trong văn hóa Nga vẫn tiếp tục mở rộng trong thế kỷ 18. Triều đại của Pyotr trong những năm đầu thế kỷ 18 đánh dấu khởi đầu của hàng loạt thay đổi theo hướng hiện đại hóa trong văn hóa Nga. Cuộc cải cách do Pyotr khởi xướng khuyến khích giới nghệ sĩ và nhà khoa học Nga đổi mới sản phẩm và lĩnh vực họ tham gia, với mục tiêu thúc đẩy nền văn hóa phát triển song hành với nền kinh tế. Tấm gương Pyotr Đại đế tạo nên tiền lệ cho suốt phần còn lại của thế kỷ 18, giờ đây các nhà văn Nga bắt đầu hình thành ý tưởng rõ ràng về cách sử dụng và sự phát triển của ngôn ngữ Nga. 
Qua những cuộc tranh luận về Vị trí đứng đầu của ngôn ngữ Nga và "sắc độ" của văn học Nga, giới nhà văn hồi nửa đầu thế kỷ 18 đã có thể đặt nền tảng cho sự hình thành của các tác phẩm sâu sắc hơn, đậm đà bản sắc địa phương hơn ra đời ở cuối thế kỷ này. 
Nhà văn châm biếm Antiokh Dmitrievich Kantemir, 1708–1744, là một trong những nhà văn Nga đầu tiên không chỉ ca ngợi cuộc cải cách của Pyotr I mà còn tôn vinh những lý tưởng của phong trào Khai sáng đang nở rộ ở châu Âu. Tác phẩm của Kantemir thường biểu lộ lòng ngưỡng mộ Pyotr Đại đế, thể hiện rõ nhất trong thiên anh hùng ca dâng tặng hoàng đế mang tên Petrida. Kantemir thường gián tiếp ca ngợi ảnh hưởng của Pyotr qua việc phê phán trào phúng "tính thiển cận và chính sách ngu dân" ở nước Nga. Ông xem đó là biểu hiện của sự lạc hậu mà Pyotr cố gắng thay đổi qua hàng loạt cải cách. Kantemir tôn vinh truyền thống cải cách này không chỉ bằng việc ủng hộ Pyotr, mà còn bằng việc khởi xướng cuộc tranh luận kéo dài hàng thập kỷ về lối làm thơ âm tiết tiếng Nga.  
Vasily Kirillovich Trediakovsky - nhà thơ, nhà viết kịch, nhà văn tiểu luận, dịch giả sống cùng thời với Antiokh Kantemir, cũng chịu ảnh hưởng sâu đậm từ phong trào Khai sáng, thể hiện rõ trong các tác phẩm của ông ở Viện Hàn lâm Khoa học Nga, các dịch phẩm xuất sắc từ tiếng Pháp và công trình kinh điển về tiếng Nga. 
Trong khi cách tiếp cận với công việc viết lách của Trediakovsky thường được nhận xét là "cực kỳ uyên bác", có một nhà văn trẻ tuổi, một đối thủ trong giới học thuật của Trediakovsky tên là Alexander Petrovich Sumarokov, 1717–1777, lại đi theo phong cách kinh điển Pháp. Mối quan tâm của Sumarokov với kiểu văn học Pháp phản ánh sự tận tâm ông dành cho tinh thần Âu hóa của thời đại Pyotr Đại đế. 

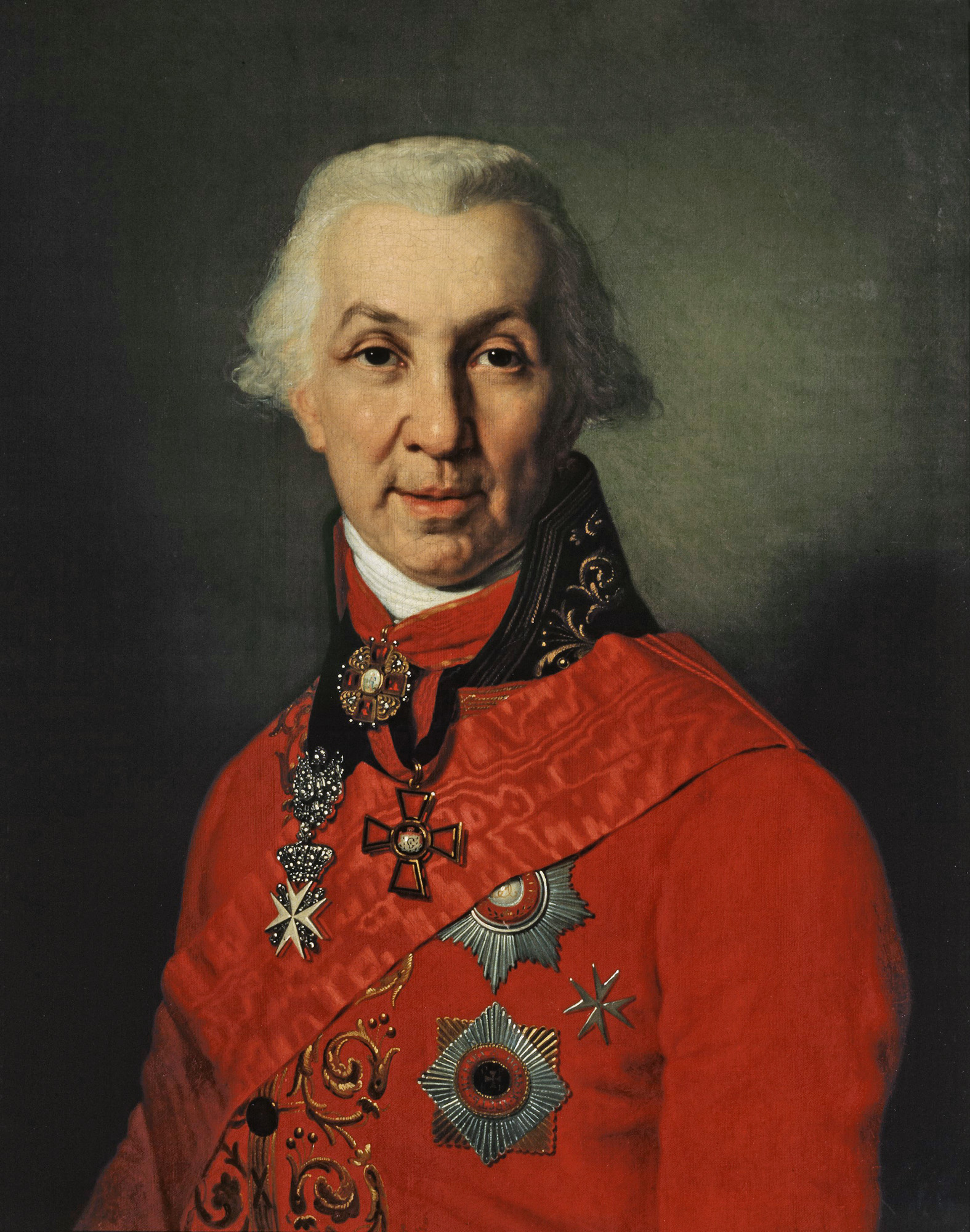
Chân dung của nhà thơ Gavrila Romanovich Derzhavin, vẽ năm 1811.

Mikhail Vasilyevich Lomonosov đặc biệt diễn tả lòng biết ơn và công nhận di sản của Pyotr trong tác phẩm chưa hoàn thành mang tên Pyotr Đại đế. Các tác phẩm của Lomonosov thường tập trung vào bản chất hùng vĩ, choáng ngợp, và vì vậy thường hướng đến Pyotr do những kỳ công về quân sự, văn hóa, kiến trúc vĩ đại của ông. Khác với phong cách đơn giản của Sumarokov, Lomonosov thích ý tưởng phân cấp phong cách văn học thành cao, trung bình và thấp. Lý do này thúc đẩy Lomonosov sáng tác những tác phẩm phô trương, mẫu mực về luân lý và sử dụng cả ngôn ngữ bản xứ lẫn Xla-vơ Nhà thờ. 
Ảnh hưởng của Pyotr I và những cuộc tranh luận về chức năng và hình thức của văn học liên quan đến ngôn ngữ Nga ở nửa đầu thế kỷ 18, đã tạo nên tiền lệ cho giới văn sĩ sống trong triều đại Ekaterina Đại đế (Ekaterina II) hồi nửa cuối thế kỷ này. Tuy nhiên, đề tài và phạm vị của các tác phẩm  thường sâu sắc hơn, đậm chất chính trị và gây nhiều tranh cãi hơn.  Alexander Nikolayevich Radishchev là một ví dụ, ông đã khiến công chúng Nga kinh ngạc với việc mô tả điều kiện kinh tế-xã hội của nông nô. Nữ hoàng Ekaterina II kết tội Radishchev vì sự miêu tả này, rồi đầy ông đến Siberia. 
Các nhà văn khác thường chọn những đề này ít xung đột với chế độ chuyên quyền. Ví dụ Nikolay Karamzin, 1766–1826, nổi tiếng vì ủng hộ quan điểm các nhà văn Nga nên đưa "các nét" như tình cảm, hợm hĩnh về vật chất vào thơ ca và văn xuôi.
Một số nhà văn, trái lại, đi theo hướng ca ngợi nữ hoàng Ekaterina II. Gavrila Romanovich Derzhavin, nổi tiếng với những bài thơ tán dương, thường dâng tặng thơ cho nữ hoàng Ekaterina II. Trái với hầu hết tác giả cùng thời, Derzhavin hết lòng với đất nước, ông phục vụ trong quân ngũ, sau đó nắm giữ nhiều trọng trách khác nhau trong triều đình Ekaterina II, gồm có vị trí thư ký cho nữ hoàng và bộ trưởng bộ tư pháp. Không giống phong cách "hùng vĩ" của Mikhail Lomonosov và Alexander Sumarokov, Derzhavin thường miêu tả rất ít về đề tài ông chọn. 
Denis Fonvizin, gắn liền với thể loại hài kịch, tiếp cận đề tài giới quý tộc Nga dưới góc độ phê bình. Ông cảm thấy quý tộc nên giữ phẩm cách như dưới thời Pyotr Đại đế, khi đó lòng tận tụy với quốc gia luôn được trọng đãi. Các tác phẩm của ông phê phán cơ chế tặng thưởng cho qúy tộc mà không buộc họ chịu trách nhiệm về những việc họ làm. Dùng nghệ thuật châm biếm và hài kịch, Fonvizin ủng hộ cơ chế ban thưởng cho những nhà quý tộc tài năng dựa trên công trạng của họ, chứ không theo thiên vị cấp bậc - tình trạng đang lan tràn rộng khắp dưới triều đại Ekaterina Đại đế. 

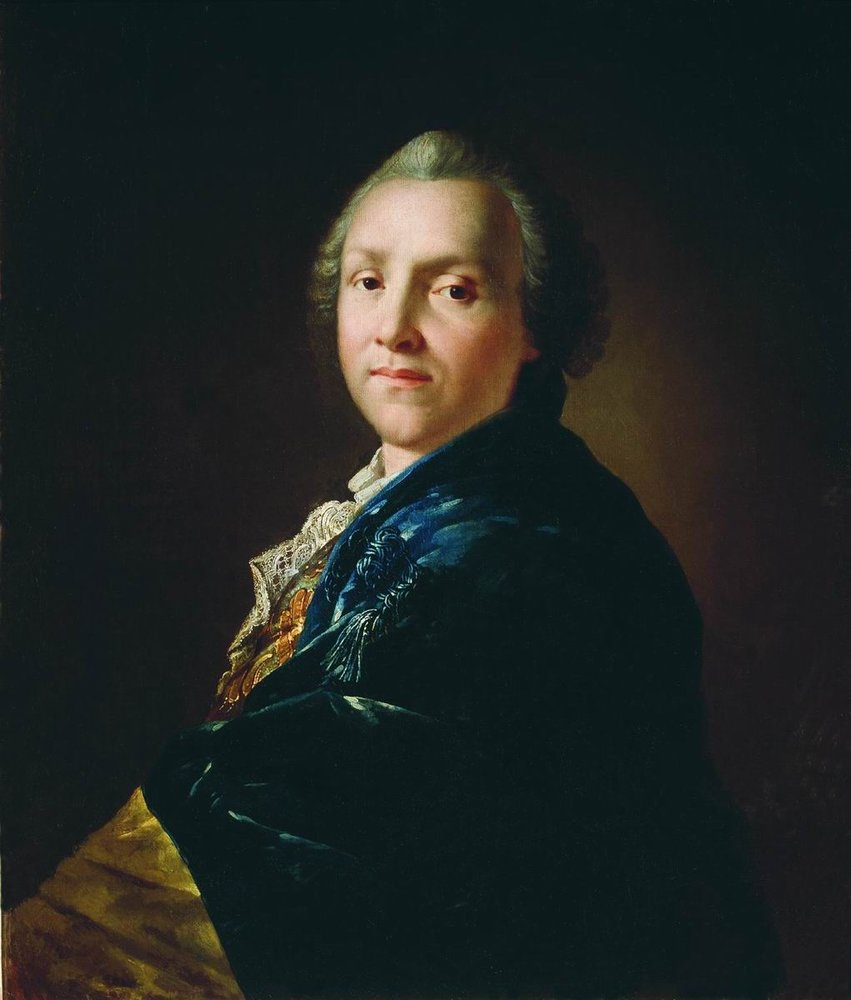
Alexander Sumarokov
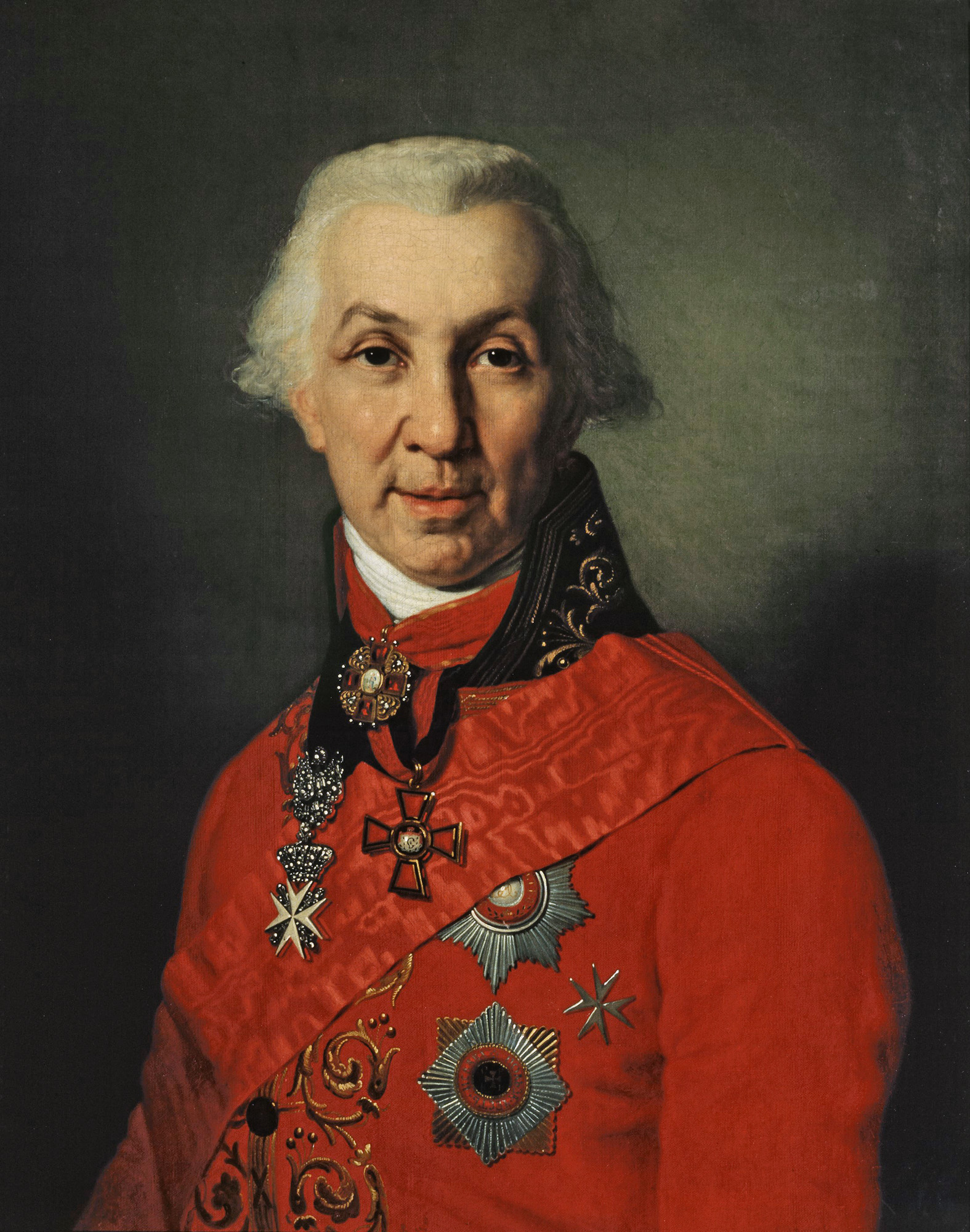
Gavrila Derzhavin
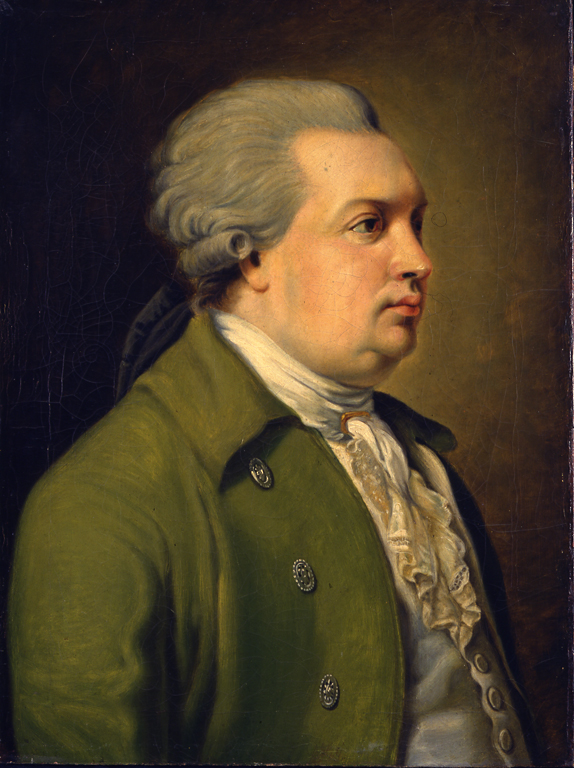
Denis Fonvizin
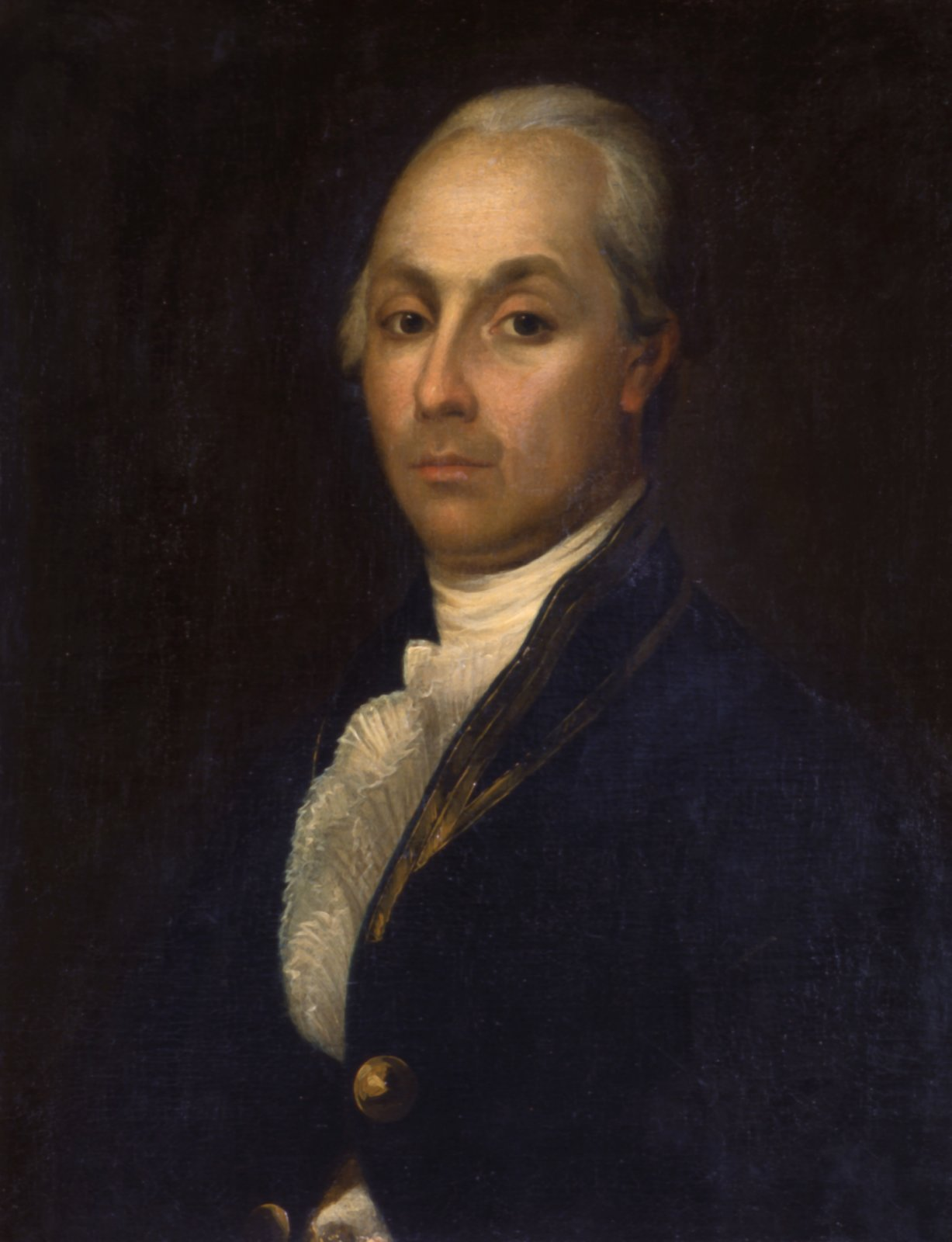
Alexander Radishchev
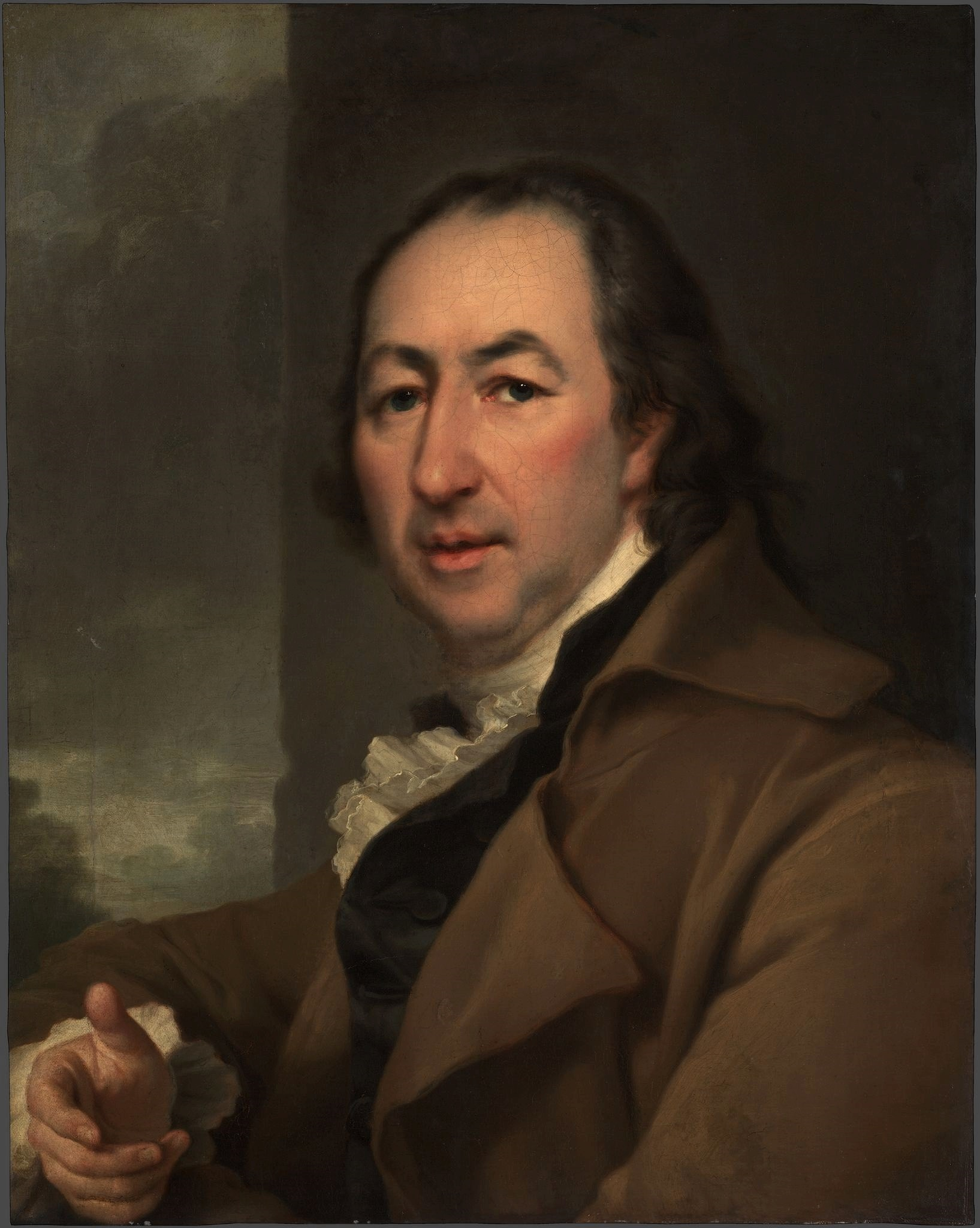
Nikolay Novikov
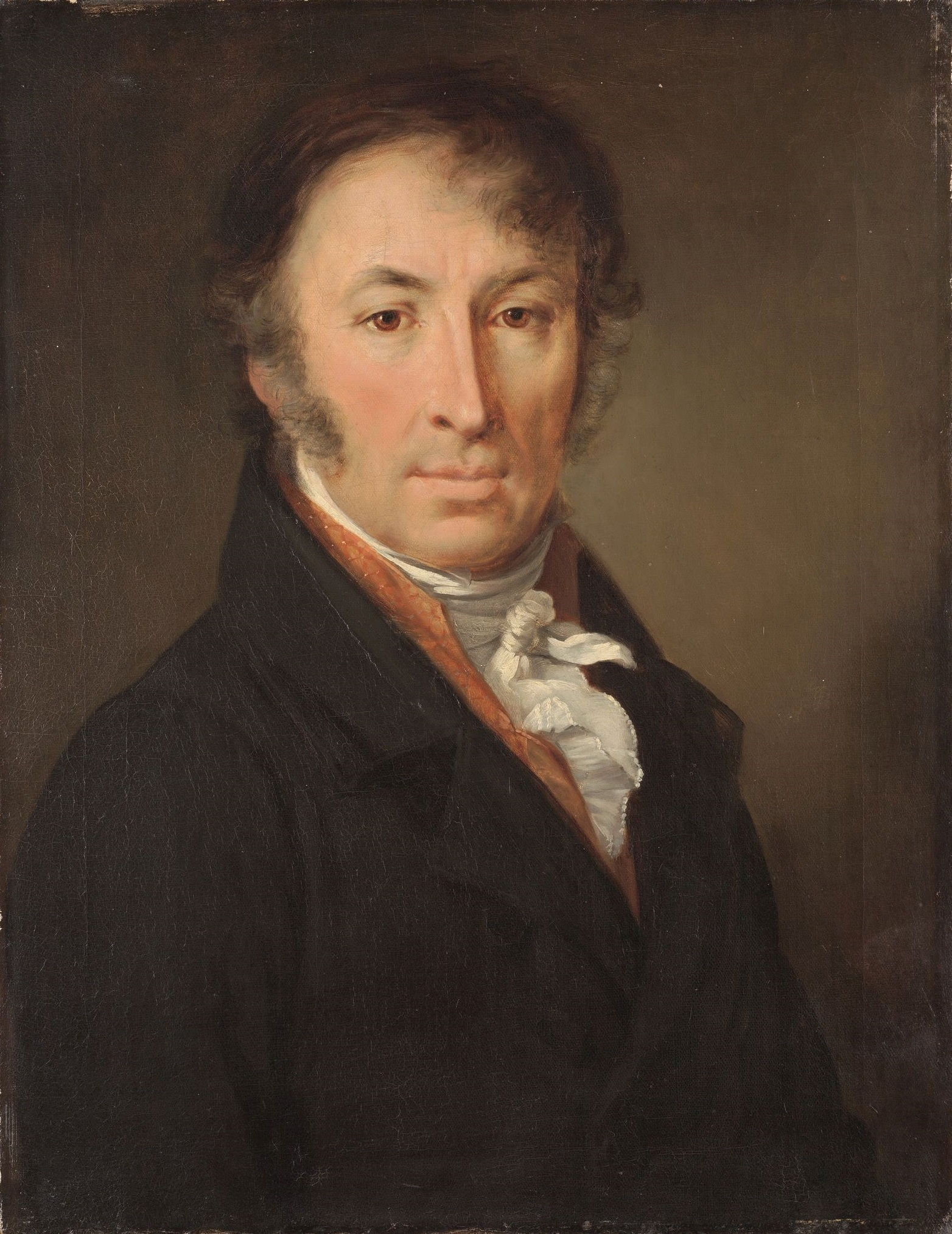
Nikolay Karamzin
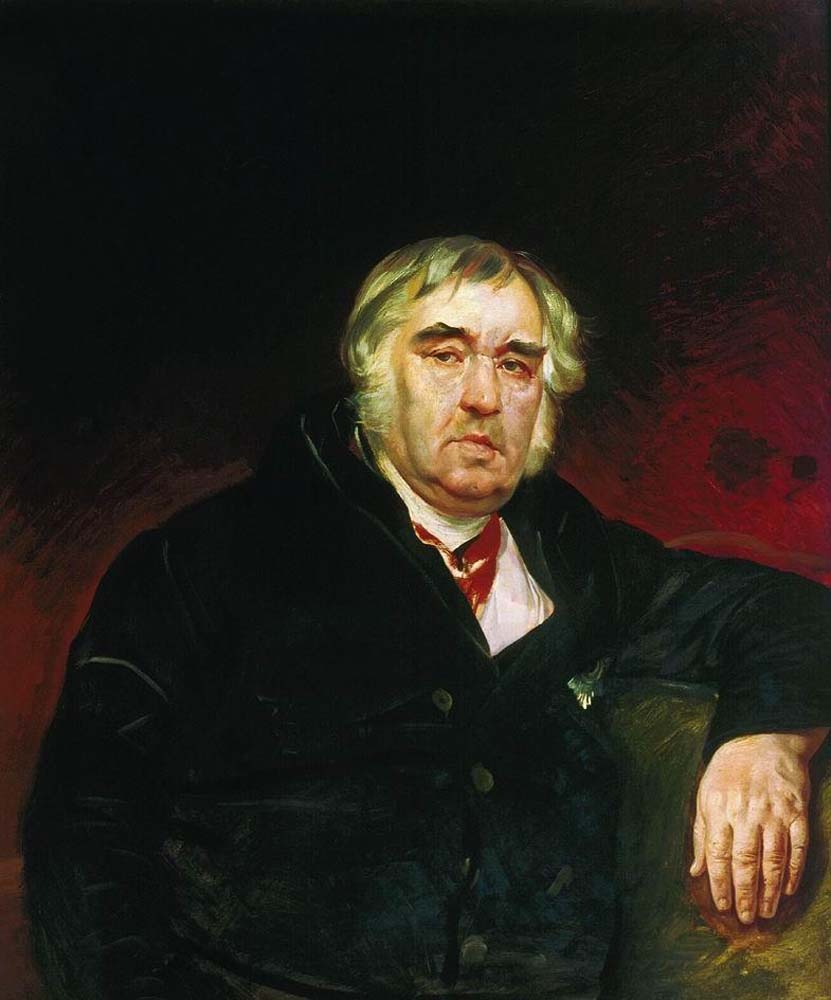
Ivan Krylov

## Thời kỳ Hoàng kim

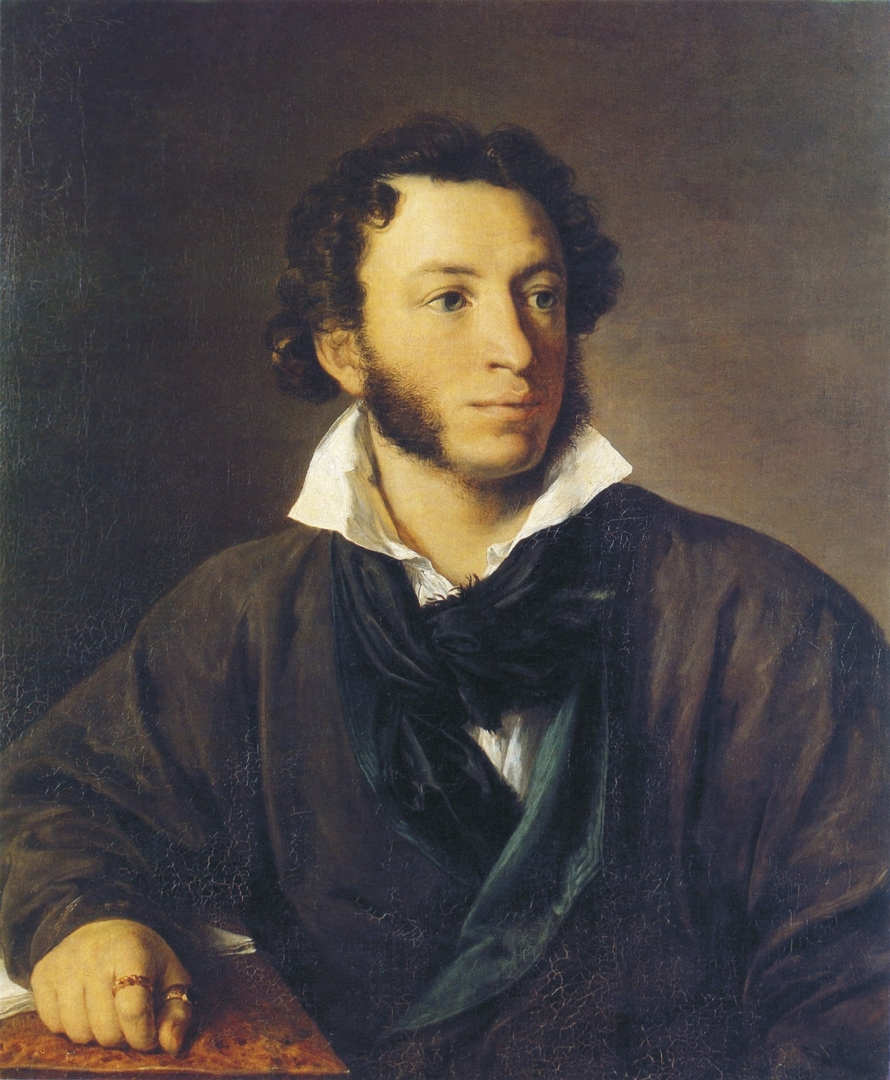
Aleksandr Sergeyevich Pushkin một thiên tài thơ ca của Nga

Thế kỷ 19 được coi là Thời kỳ Hoàng kim (Thời kỳ Vàng), rực rỡ nhất của văn học Nga. Chủ nghĩa lãng mạn mang tới thời kỳ nở rộ của các tên tuổi lớn về thơ ca: Vasily Zhukovsky và sau đó là học trò của ông - Alexander Pushkin xuất hiện trên văn đàn. Pushkin không chỉ nâng tầm ngôn ngữ văn chương Nga mà còn xây dựng một đẳng cấp nghệ thuật mới cho văn học Nga. Tác phẩm nổi tiếng nhất của ông là tiểu thuyết thơ Eugene Onegin. Một thế hệ nhà thơ hoàn toàn mới gồm Mikhail Lermontov, Yevgeny Baratynsky, Konstantin Batyushkov, Nikolay Nekrasov, Aleksey Konstantinovich Tolstoy, Fyodor Tyutchev và Afanasy Fet kế tục sự nghiệp của Pushkin. 
Thể loại văn xuôi cũng phát triển mạnh mẽ. Người có công lớn nhất trong việc dân chủ hóa văn xuôi Nga, đưa nó đến gần hơn với thực tại đời sống là nhà văn vĩ đại Nikolai Gogol. Tiểu thuyết "trường cao" Những linh hồn chết của Nikolai Gogol được coi là tiểu thuyết vĩ đại đầu tiên của nền văn học Nga. Truyện ngắn Chiếc áo khoác, ra đời năm 1842, với phong cách vừa trào lộng vừa trữ tình đặc trưng cho Gogol, đã tạo dấu ấn quan trọng trong nền văn học Nga.  
Có thể nói trường phái văn học hiện thực ra đời cùng với tên tuổi của Ivan Turgenev. Fyodor Dostoyevsky và Leo Tolstoy sớm vang danh toàn thế giới, đến mức nhiều học giả như F.R. Leavis cho rằng một trong hai người xứng đáng là tiểu thuyết gia vĩ đại nhất mọi thời đại. Ivan Goncharov tạo dấu ấn chủ yếu nhờ tiểu thuyết Oblomov. Mikhail Saltykov-Shchedrin sáng tác văn học trào phúng, còn Nikolai Leskov được nhớ đến nhiều nhất nhờ tiểu thuyết ngắn. Cuối thế kỷ, Anton Chekhov xuất hiện như một bậc thầy thể loại truyện ngắn và đồng thời là nhà soạn kịch hàng đầu thế giới. 
Những thành tựu quan trọng khác của thế kỉ 19 gắn liền với nhà văn chuyên viết truyện ngụ ngôn Ivan Krylov; các nhà văn thể loại phi hư cấu như nhà phê bình Vissarion Belinsky và nhà cải cách chính trị Alexander Herzen; các nhà viết kịch Aleksandr Griboyedov, Aleksandr Ostrovsky và nhà văn châm biếm Kozma Prutkov (bút danh dùng chung).

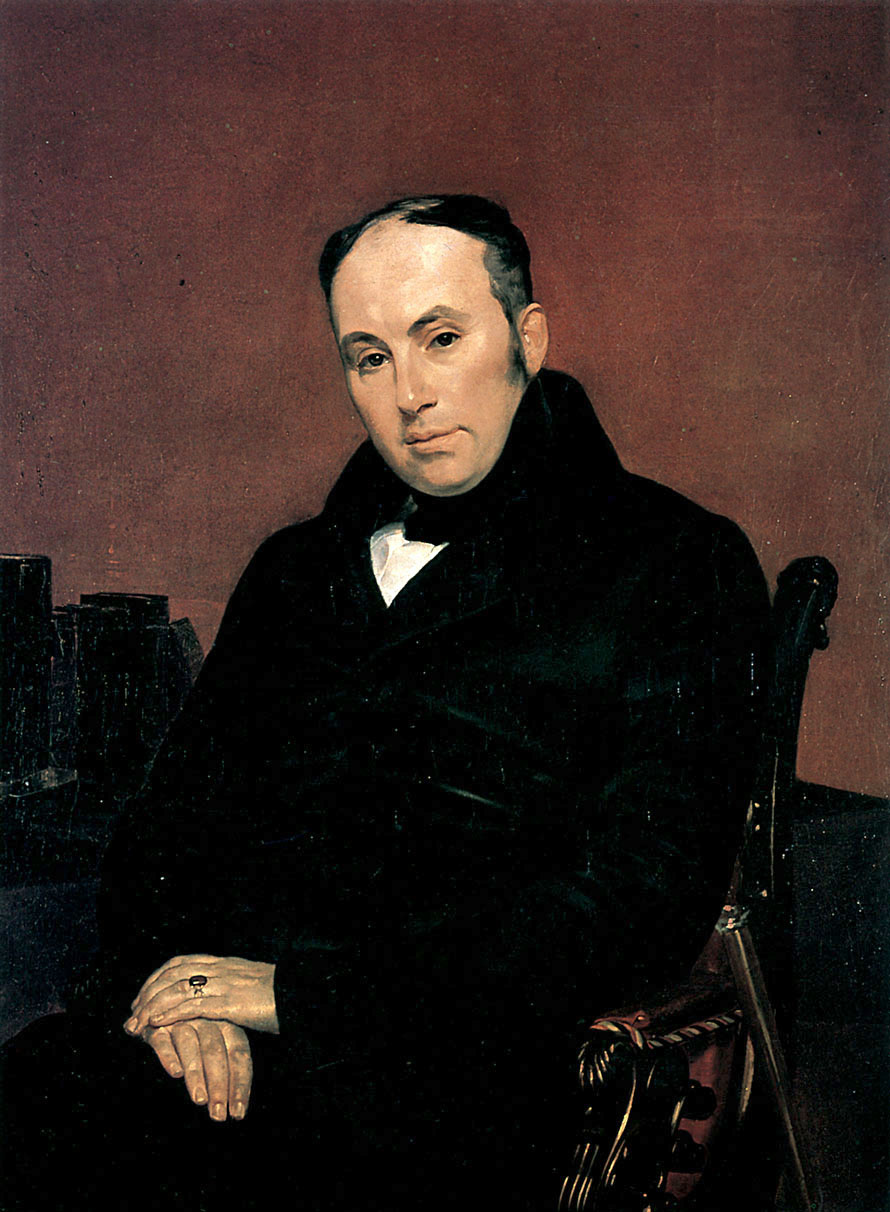
Vasily Zhukovsky
Alexander Griboyedov
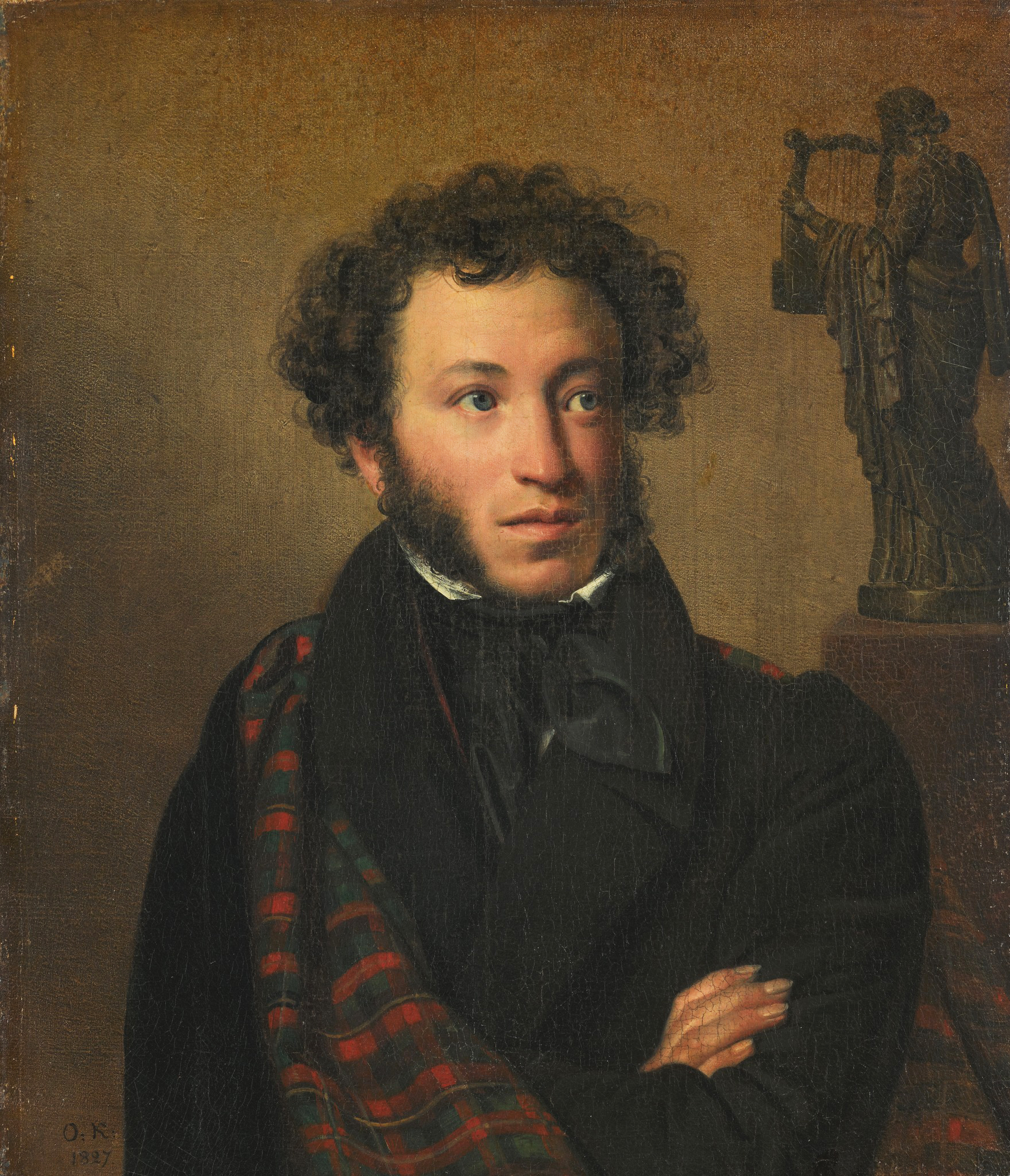
Alexander Pushkin
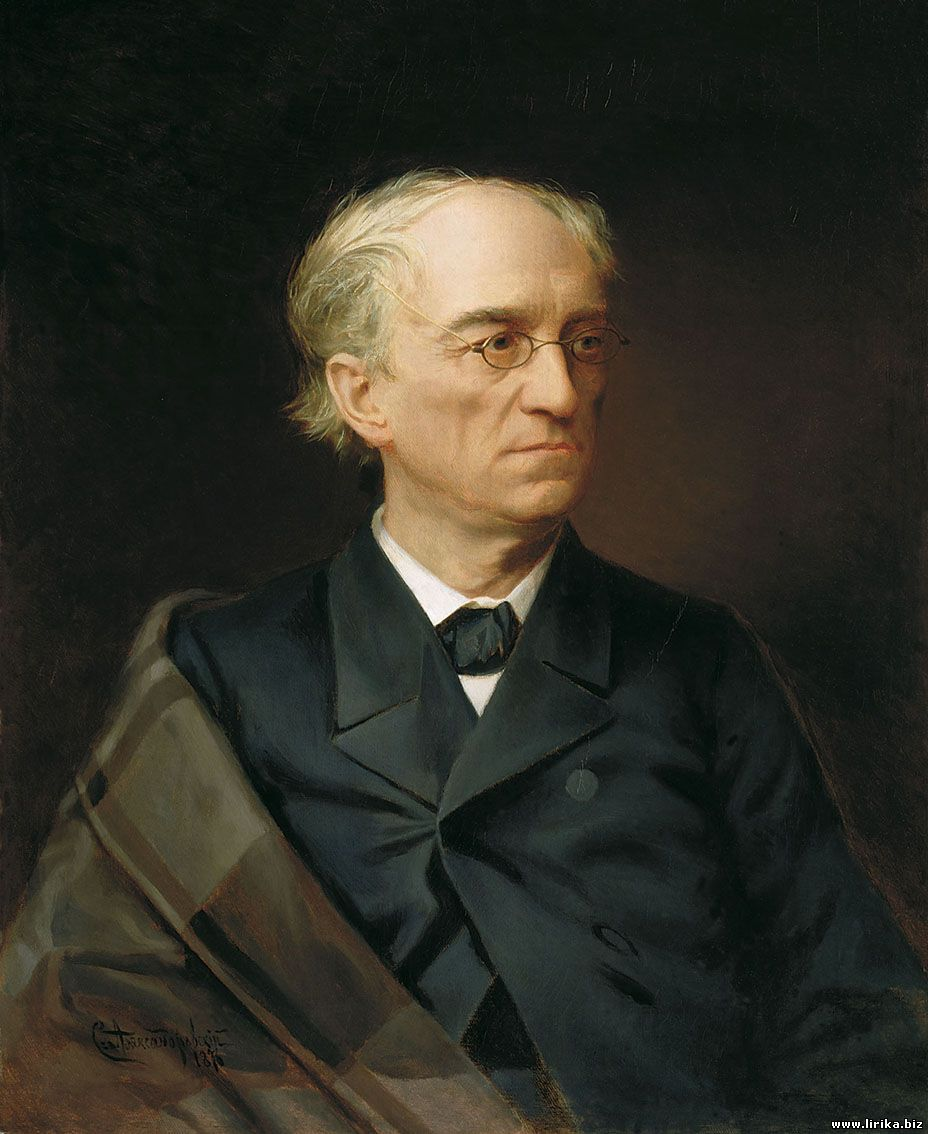
Fyodor Tyutchev
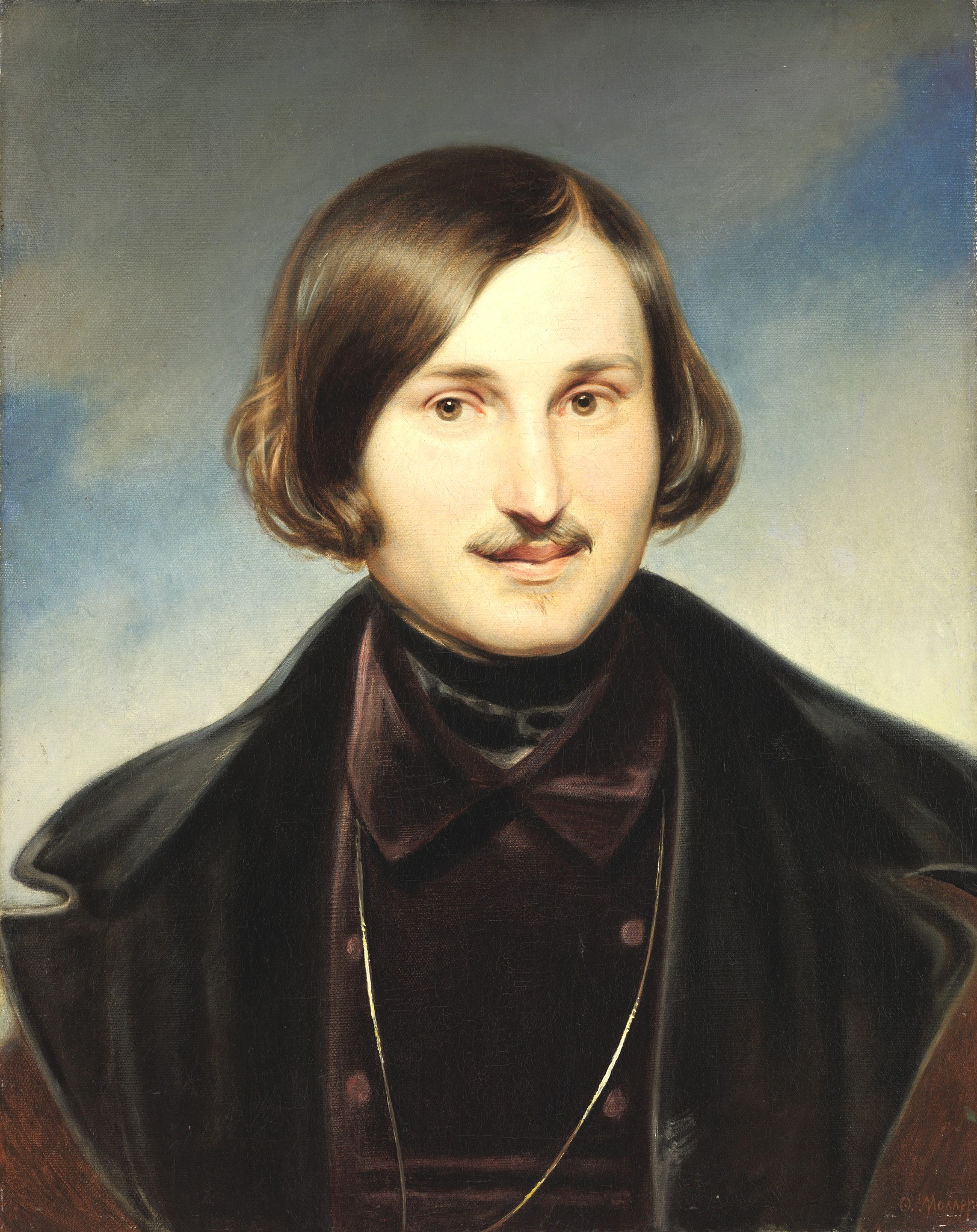
Nikolai Gogol
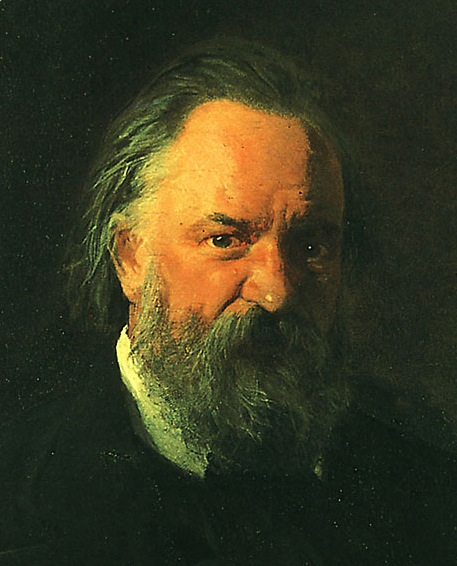
Alexander Herzen
Ivan GoncharovIvan Goncharov
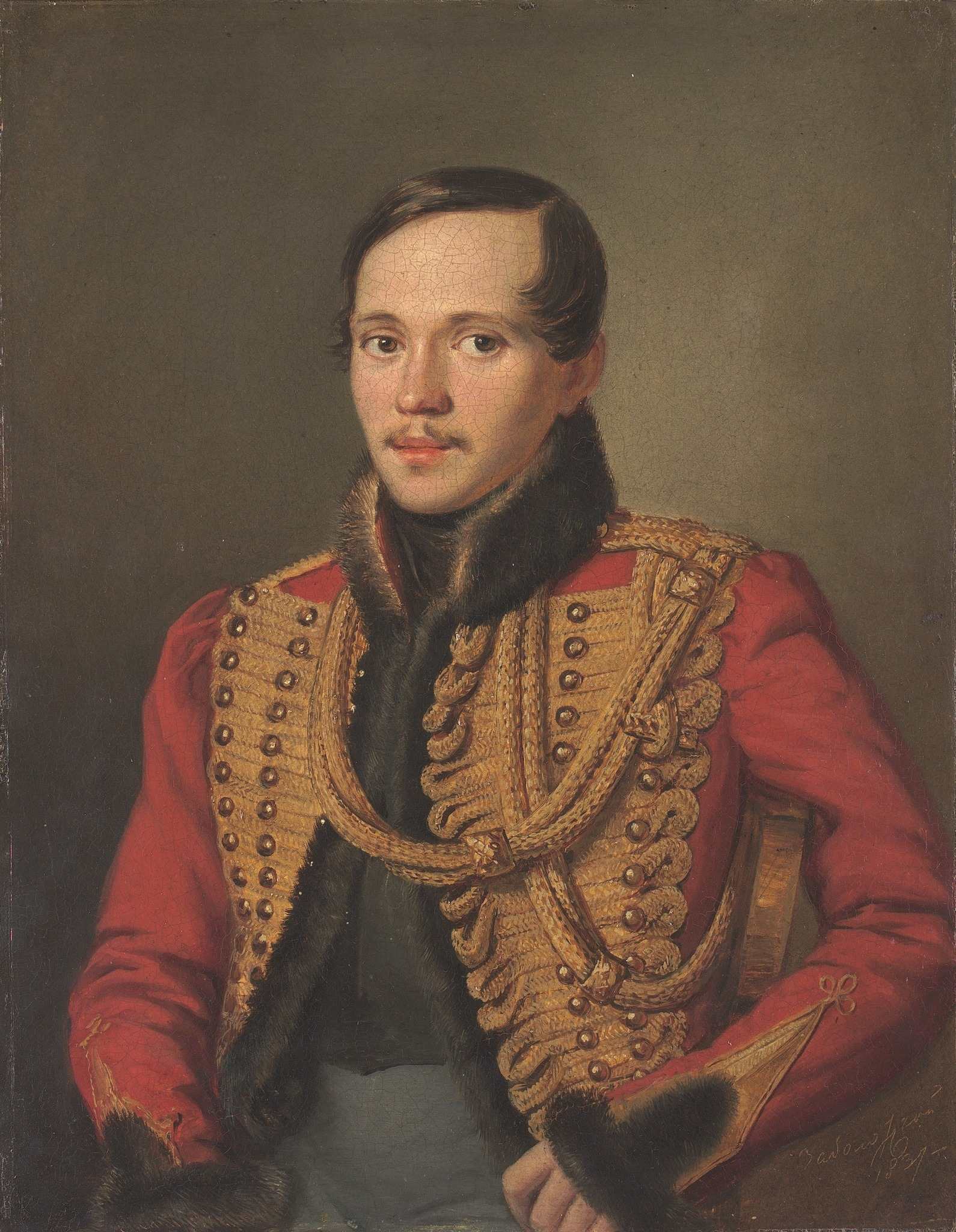
Mikhail Lermontov
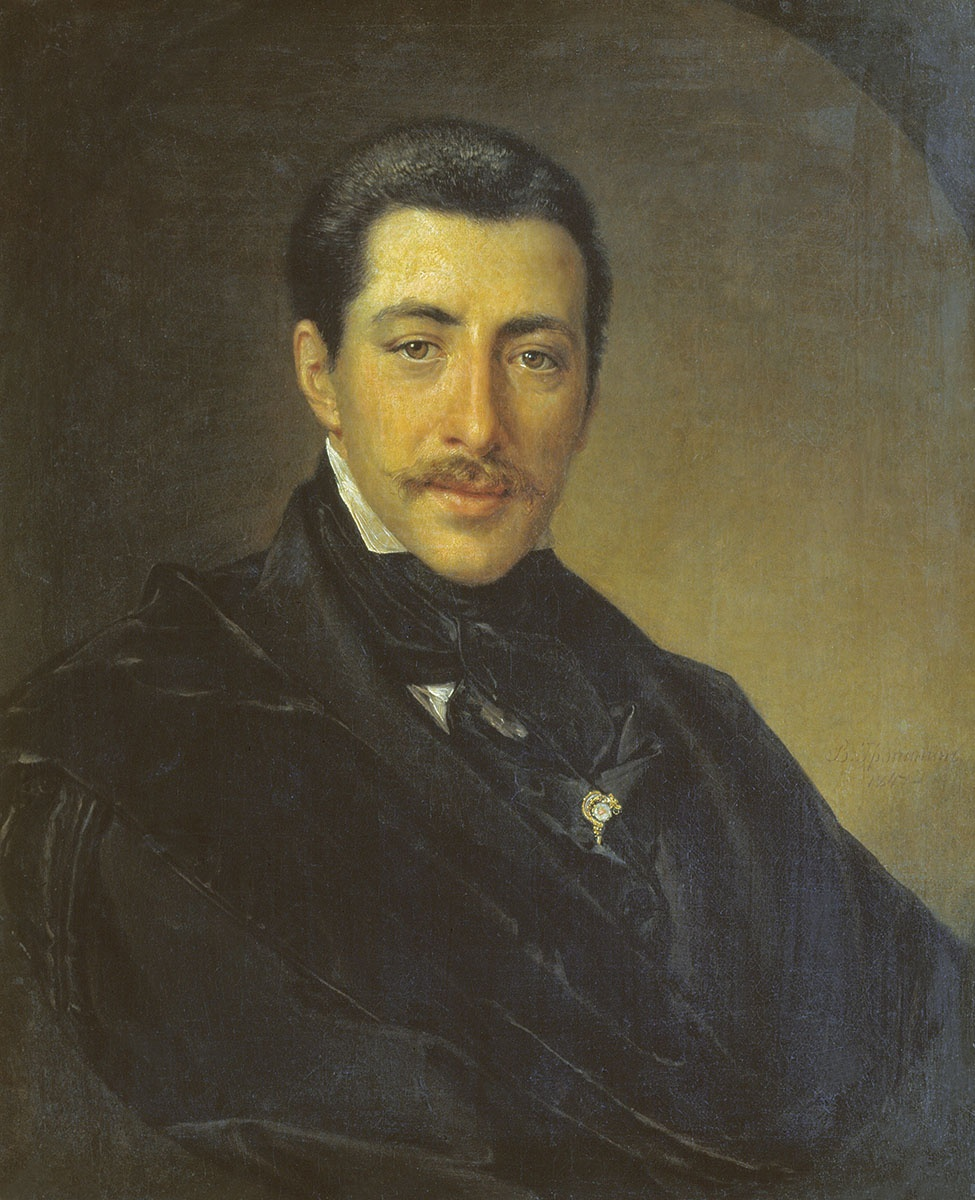
Alexander Sukhovo-Kobylin
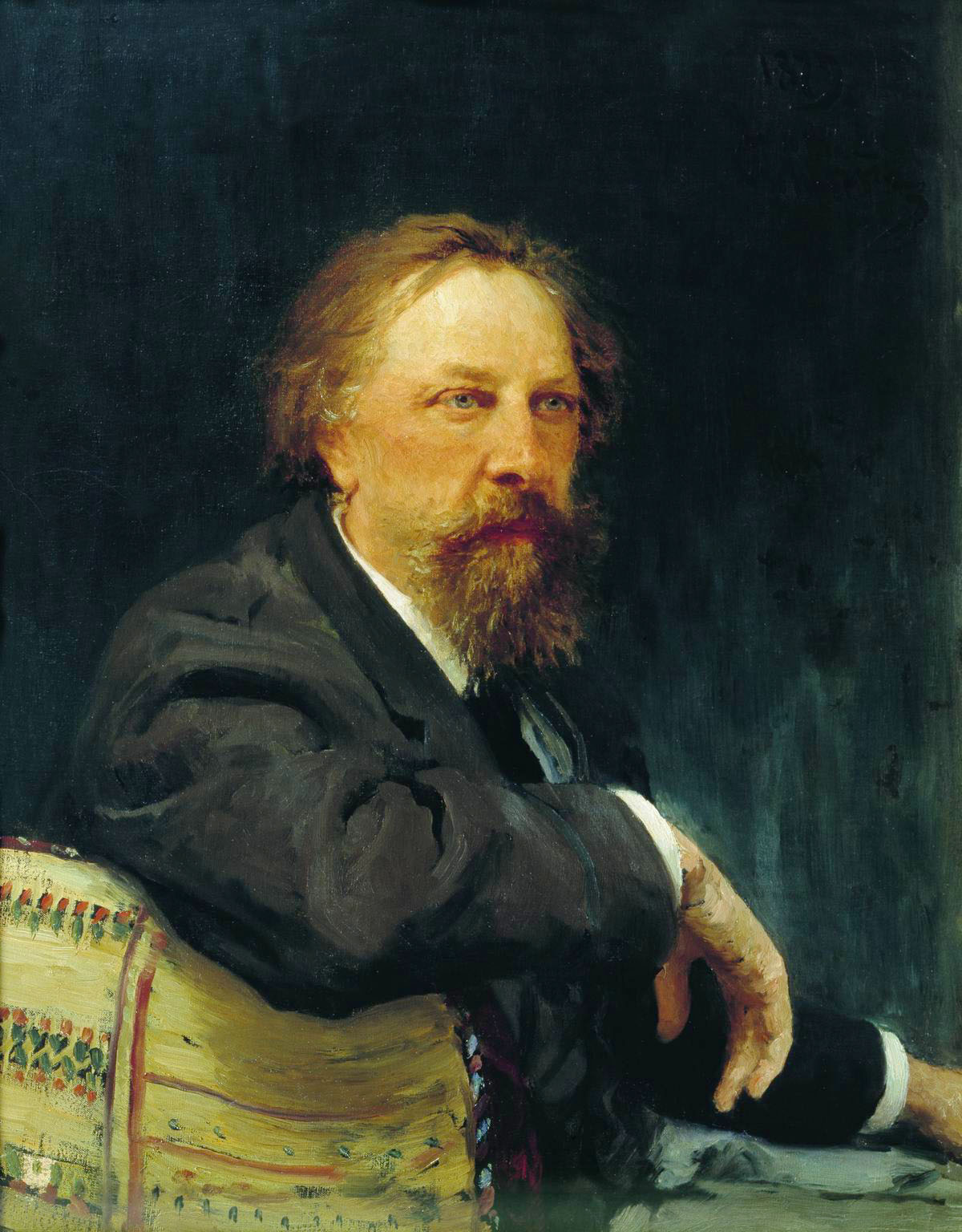
A. K. Tolstoy
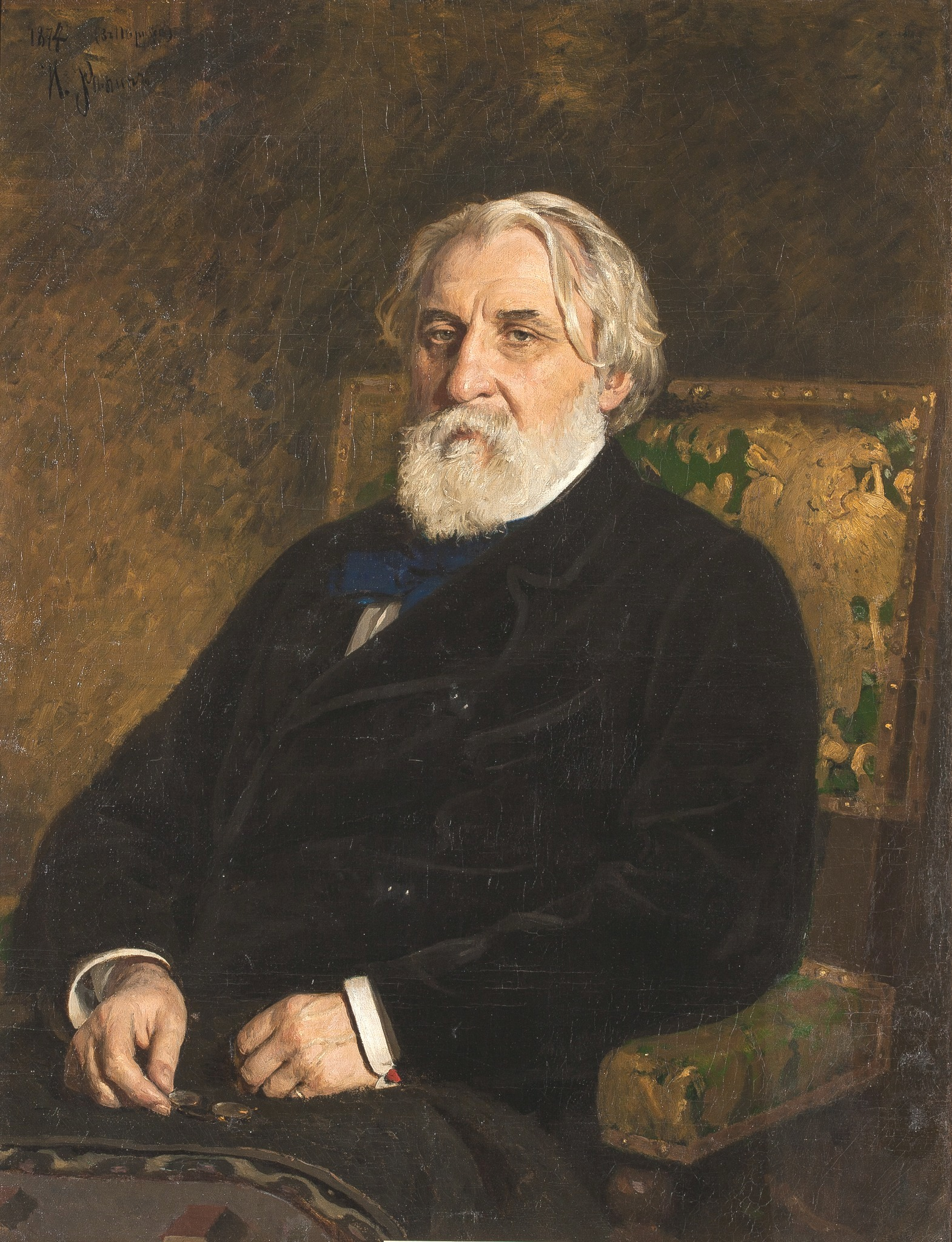
Ivan Turgenev
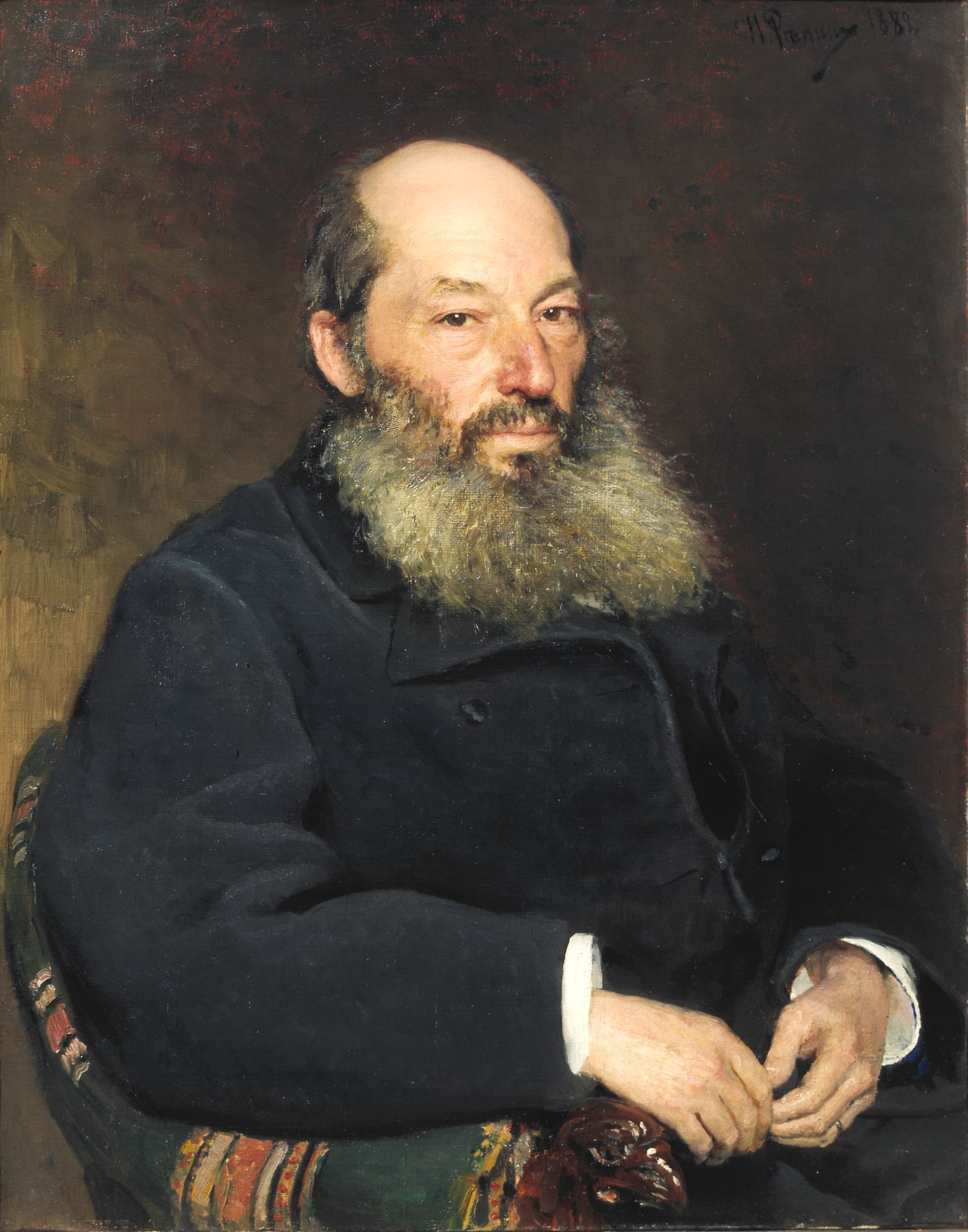
Afanasy Fet
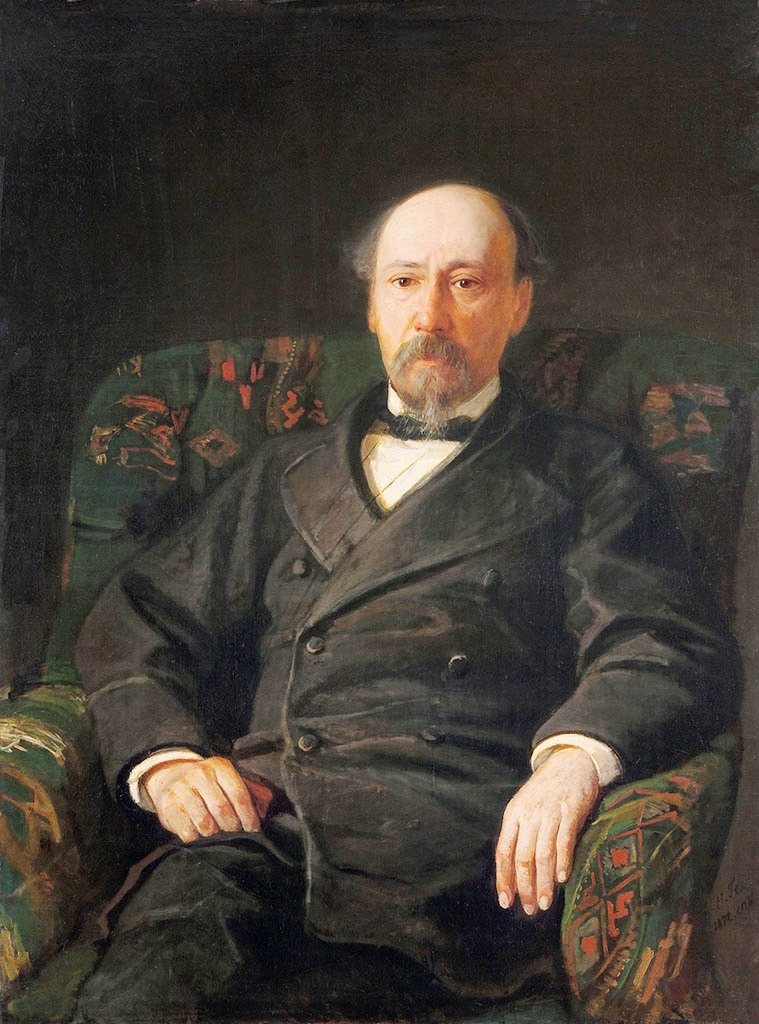
Nikolai Nekrasov
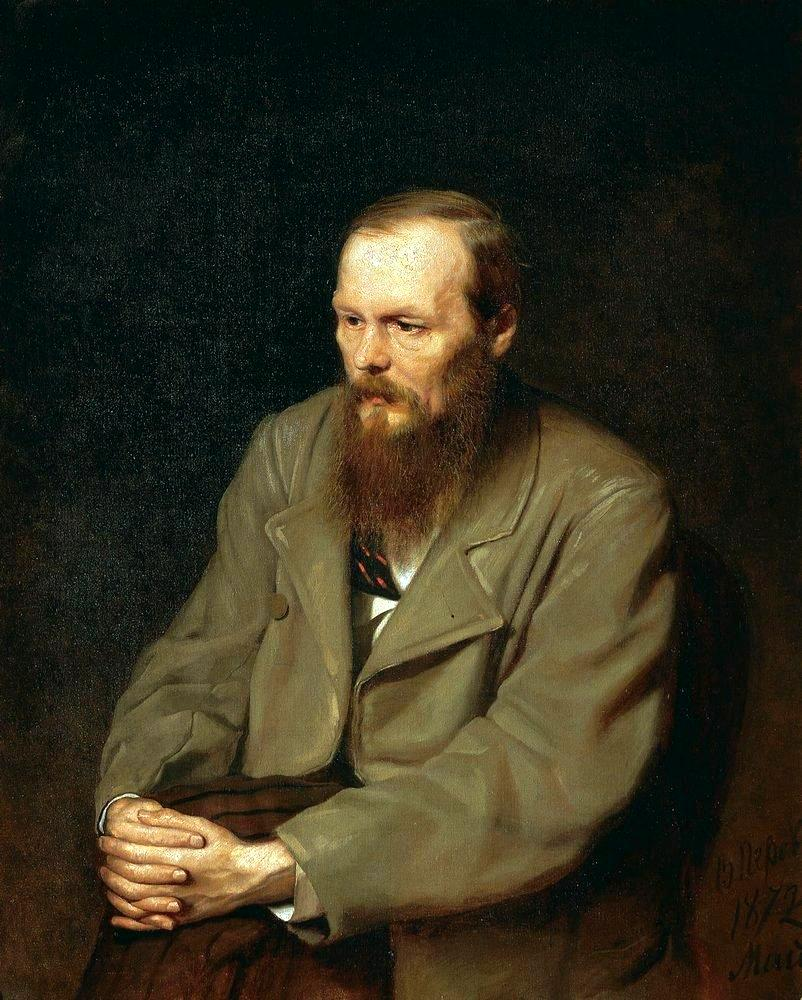
Fyodor Dostoyevsky
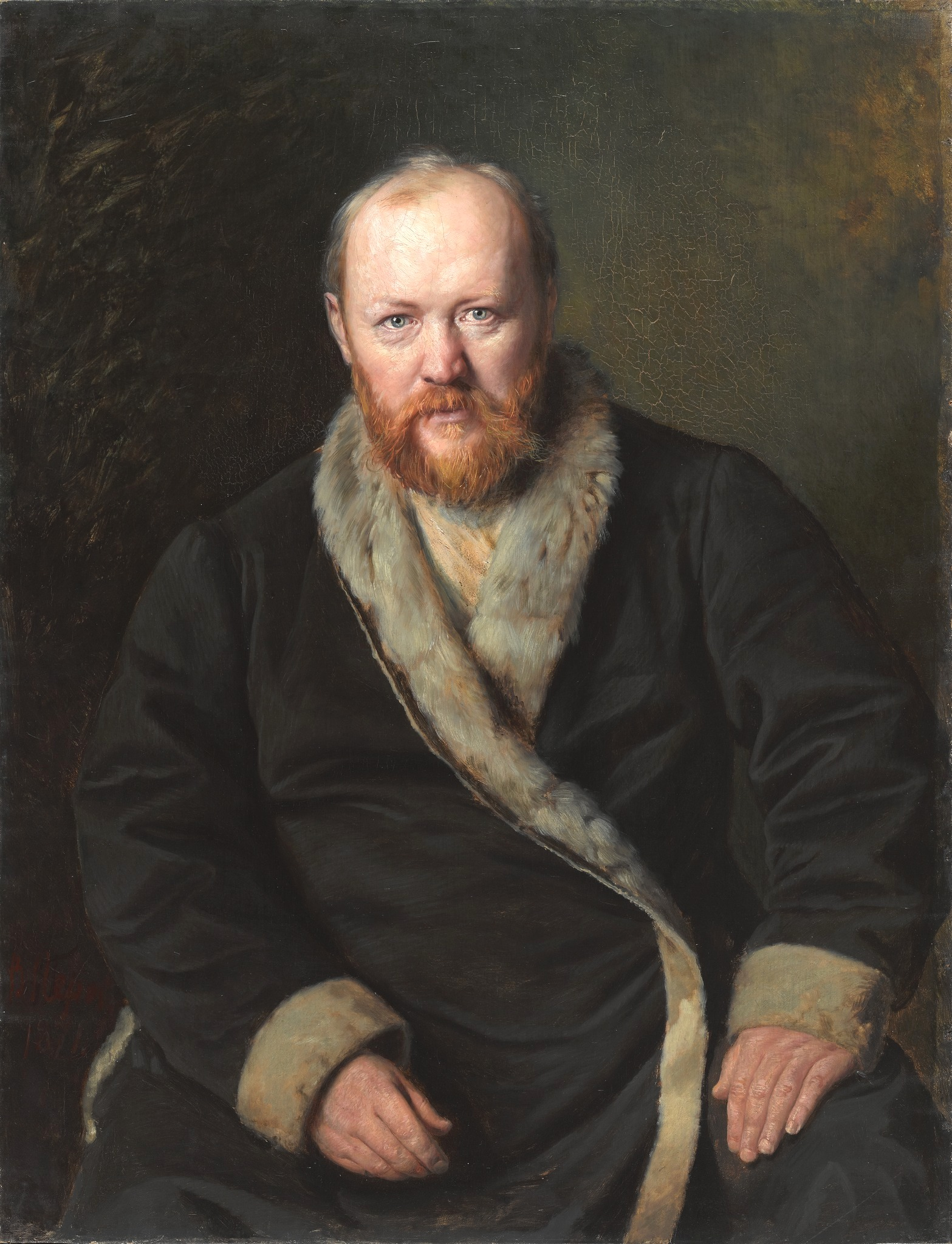
Alexander Ostrovsky
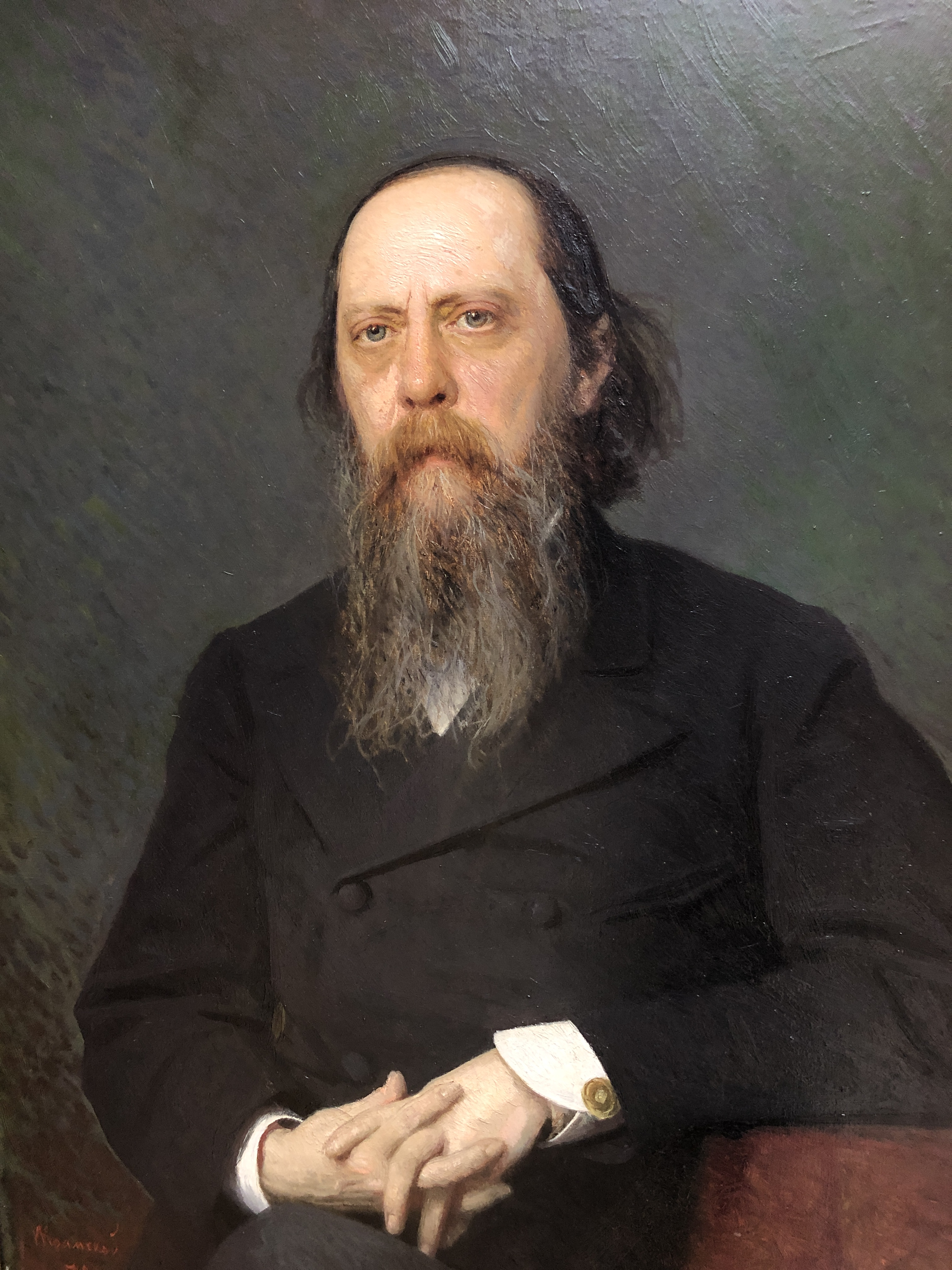
Mikhail Yevgrafovich Saltykov-Shchedrin
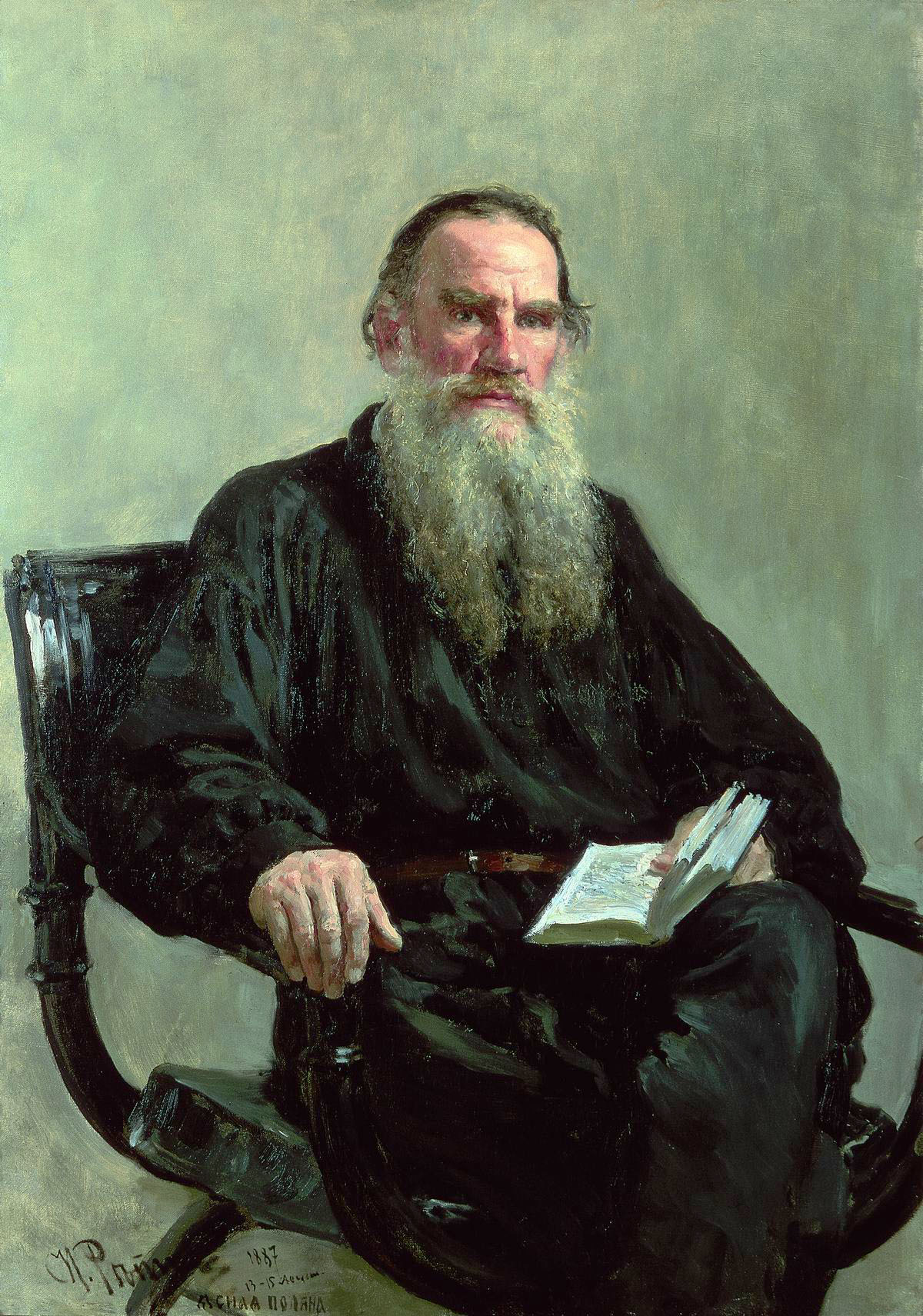
Lev Tolstoy
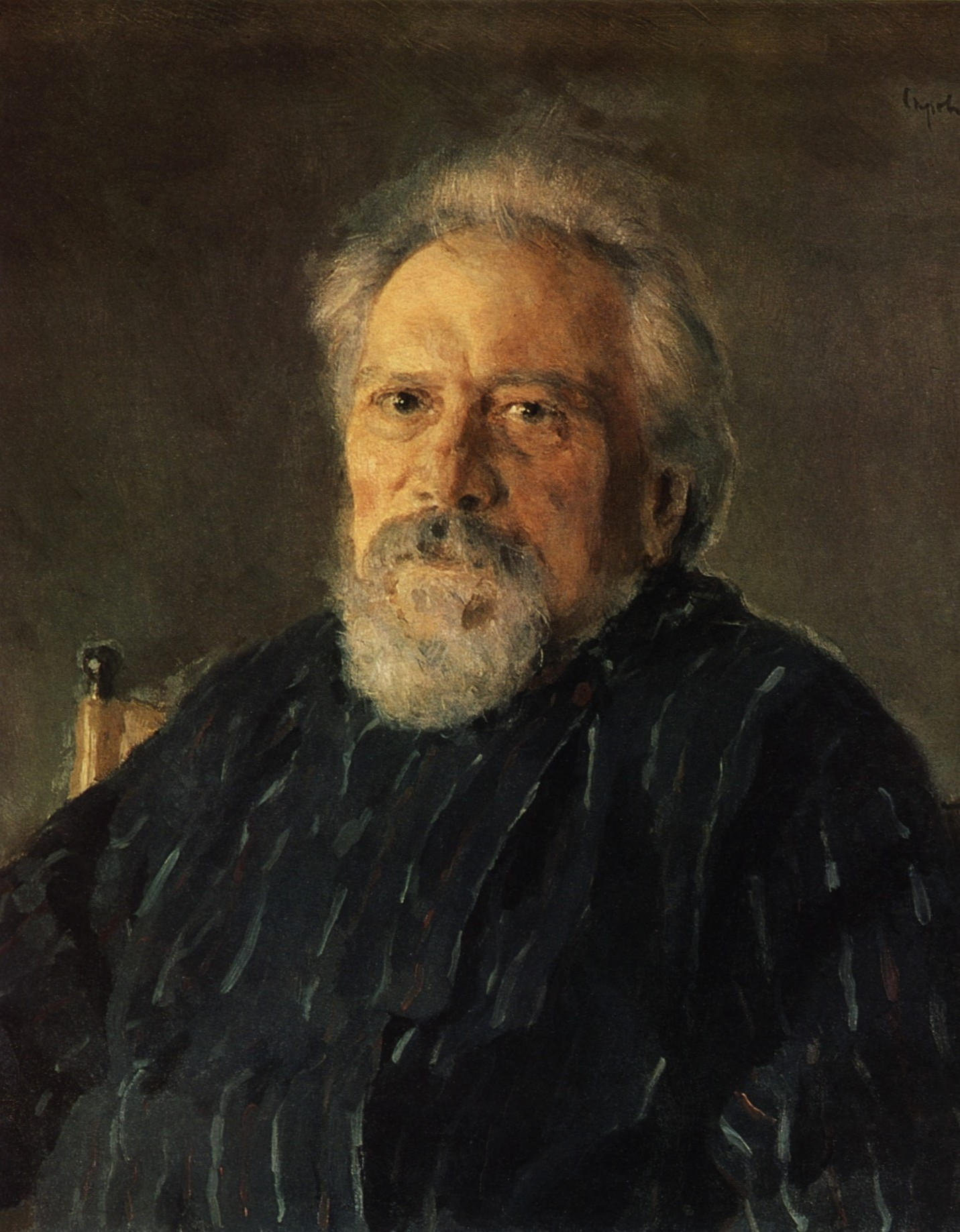
Nikolai Leskov
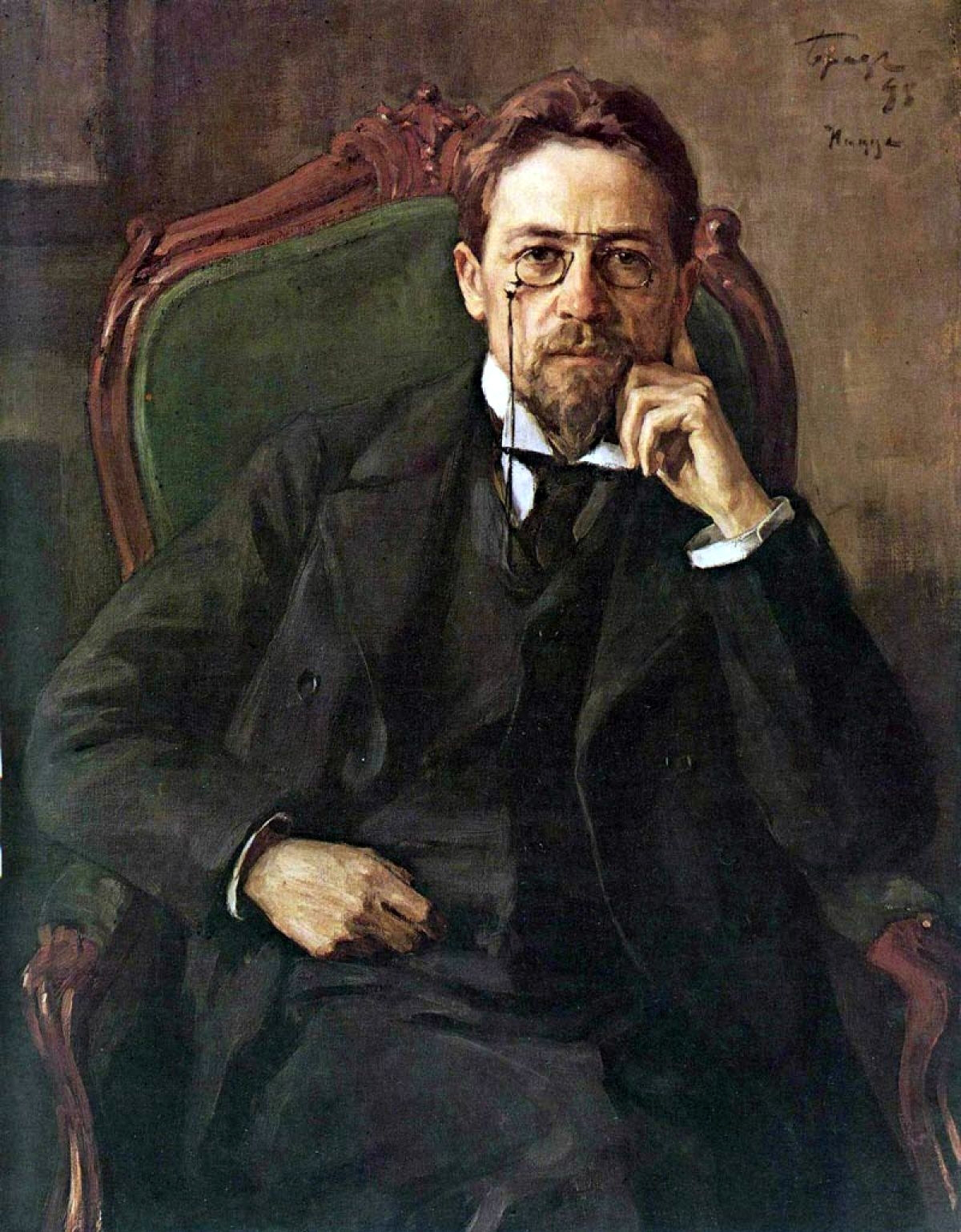
Anton Chekhov

## Thế kỷ 20

### Thời kỳ Bạch kim
Giai đoạn đầu thế kỷ 20 được coi là Thời kỳ Bạch kim hay Thời kỳ Bạc của thơ ca Nga. Những nhà thơ nổi tiếng trong thời kỳ này là Maksim Gorky, Alexander Blok, Sergei Yesenin, Valery Bryusov, Konstantin Balmont, Mikhail Kuzmin, Igor Severyanin, Sasha Chorny, Nikolay Gumilyov, Maximilian Voloshin, Innokenty Annensky, Zinaida Gippius. Các nhà thơ gắn liền nhất với Thời kỳ Bạc còn có Anna Akhmatova, Marina Tsvetaeva, Osip Mandelstam và Boris Pasternak. 
Dù Thời kỳ Bạc được xem là sự phát triển của truyền thống văn học Nga trong thế kỉ 19, một số nhà thơ tiên phong cố gắng thay đổi hoàn toàn thời kỳ này: Velimir Khlebnikov, David Burliuk, Aleksei Kruchenykh và Vladimir Mayakovsky.
Không chỉ nổi tiếng với thơ ca, Thời kỳ Bạc còn sinh ra những tiểu thuyết gia và nhà văn chuyên thể loại truyện ngắn hàng đầu như Aleksandr Kuprin, nhà văn đoạt giải Nobel Ivan Bunin, Leonid Andreyev, Fedor Sologub, Aleksey Remizov, Yevgeny Zamyatin, Dmitry Merezhkovsky và Andrei Bely, dù thực tế hầu hết họ sáng tác cả thơ vẫn văn xuôi. 

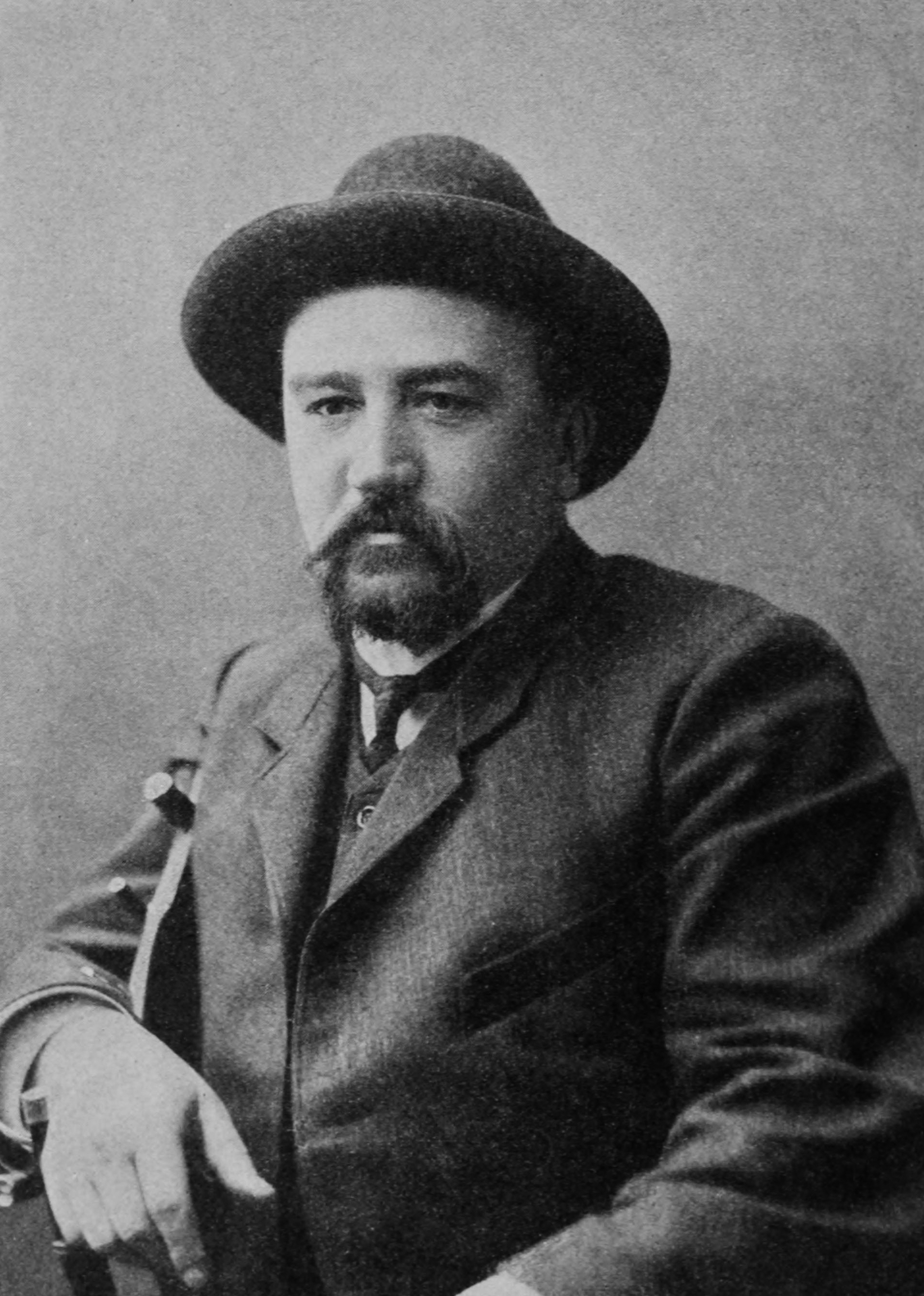
Aleksandr Kuprin
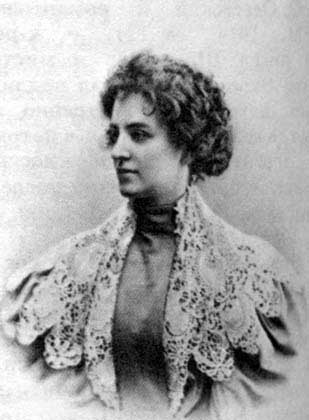
Zinaida Gippius
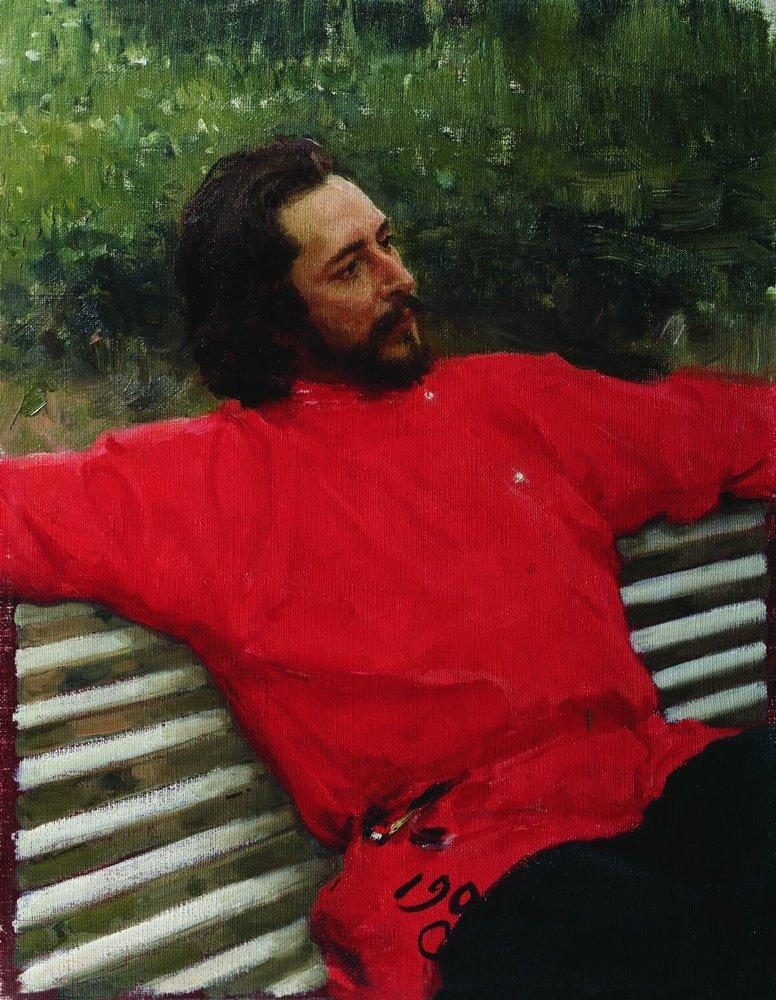
Leonid Andreyev
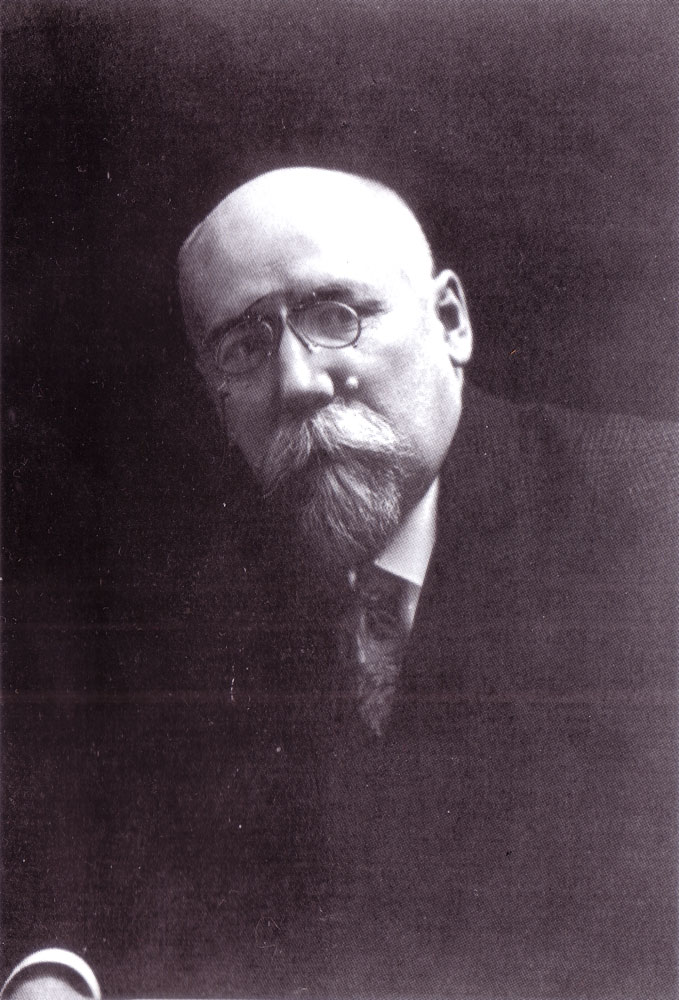
Fyodor Sologub
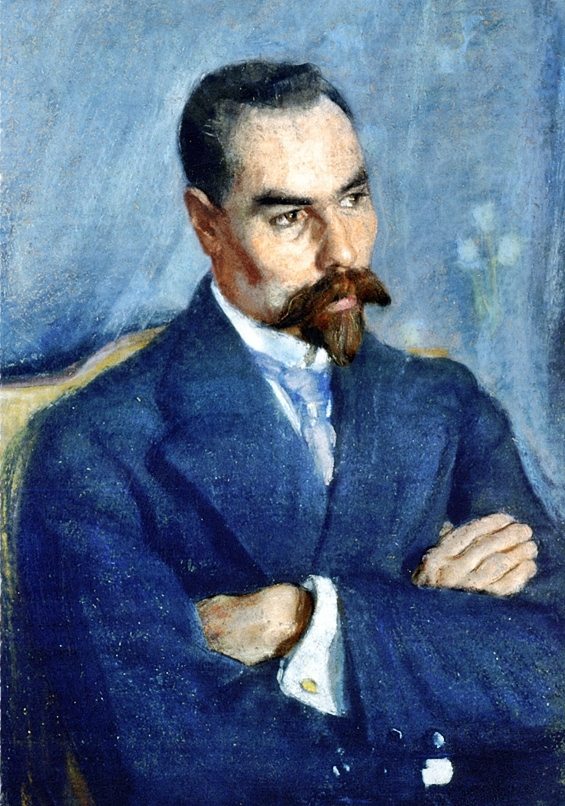
Valery Bryusov
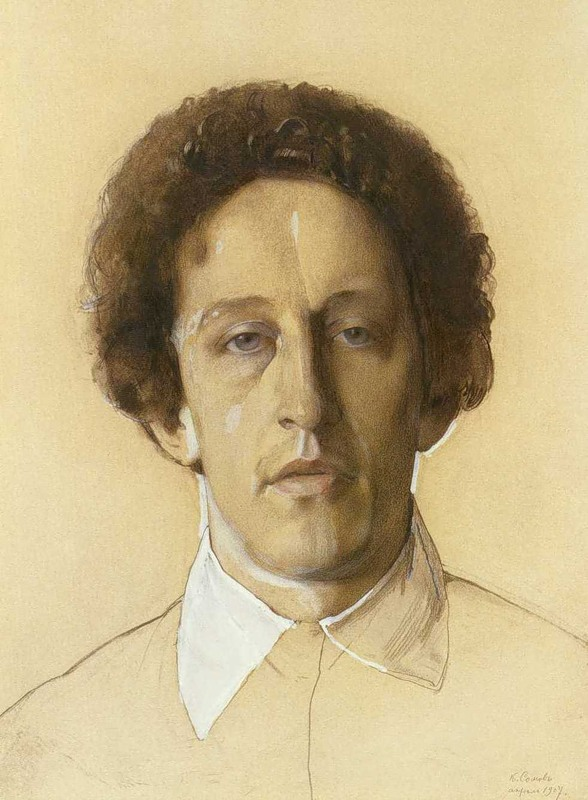
Alexander Blok
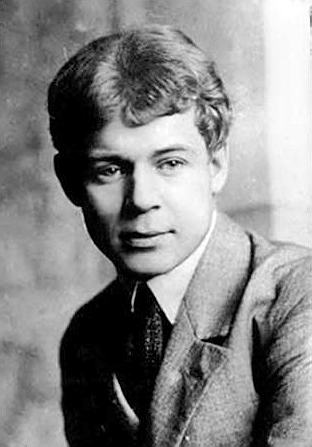
Sergei Yesenin
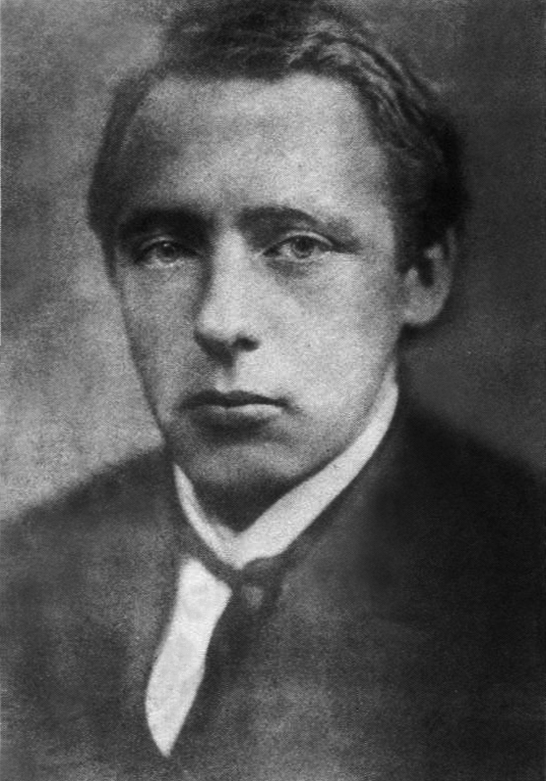
Velemir Khlebnikov

### Thời Lênin
Cùng với sự thành lập của chính quyền Bolshevik sau Cách mạng Tháng Mười năm 1917, Mayakovsky bắt tay vào giải thích những tính chất của thực tại mới. Các tác phẩm của ông như Thơ ca ngợi Cách mạng và Hành khúc bên trái (đều ra đời năm 1918) mang tới luồng gió mới cho thi ca. Trong Hành khúc bên trái, Mayakovsky kêu gọi đấu tranh chống lại kẻ thù của Cách mạng Nga. Bài thơ 150,000,000 thảo luận vai trò tiên phong của quần chúng trong cách mạng. Trong bài thơ Vladimir Ilyich Lenin (1924), Mayakovsky hướng tới cuộc đời và sự nghiệp của lãnh tụ Cách mạng Nga. Còn ở bài thơ Tốt lắm, ông coi xã hội theo mô hình chủ nghĩa xã hội là "mùa xuân của nhân loại". Mayakovsky đóng vai trò quan trọng trong sự ra đời của thể loại thơ ca mới, mà ở đó chính trị là nhân tố chính yếu. 

Tượng đài nhà văn Maxim Gorky ở Nizhny Novgorod

### Thời Stalin
Vào thập niên 1930, hiện thực xã hội chủ nghĩa trở thành xu hướng chiếm ưu thế tại Nga, với nhân vật chủ chốt là Maxim Gorky. Ông là người đặt nền móng cho thể loại này thông qua cuốn tiểu thuyết Người mẹ và vở kịch Bọn địch thù (cả hai ra đời năm 1906). Bộ ba cuốn sách tự truyện: Thời thơ ấu của tôi (1913-1914), Kiếm sống (1916) và Những trường đại học của tôi (1923), kể lại hành trình từ nghèo khó cho tới thời kỳ phát triển nhận thức chính trị của tác giả. Cuốn tiểu thuyết Sự nghiệp của Artamanov (1925) và vở kịch Egor Bulyshov (1932) mô tả sự tan rã và sụp đổ không thể tránh khỏi của giai cấp thống trị ở nước Nga. Gorky định nghĩa hiện thực xã hội chủ nghĩa là "chủ nghĩa hiện thực của những người đang tái thiết thế giới" và khẳng định hiện thực xã hội chủ nghĩa nhìn quá khứ "từ trên đỉnh cao của những thành quả trong tương lai". Theo Gorky, trách nhiệm chính của các nhà văn là phải góp sức vào sự nghiệp phát triển con người mới trong xã hội của chủ nghĩa xã hội. Hình tượng anh hùng cách mạng của Gorky là Pavel Vlasov trong tiểu thuyết Người mẹ, đó là người sống quên mình, giàu lòng thương cảm những người lao động nghèo, cũng như kỷ luật và dâng hiến. Các tác phẩm của Gorky đóng vai trò quan trọng trong sự phát triển của văn học Nga và có ảnh hưởng sâu rộng tới nhiều nơi trên thế giới. 
Tiểu thuyết Thép đã tôi thế đấy (1932-1934) của Nikolay Ostrovsky nằm trong số những tác phẩm thành công nhất của văn học Nga, với 10 triệu bản được in bằng nhiều ngôn ngữ trên thế giới. Ở Trung Quốc, các phiên bản của cuốn sách này bán được hơn 10 triệu bản. Tại Nga hơn 35 triệu bản sách được phát hành.Thép đã tôi thế đấy là cuốn tiểu thuyết tự truyện về chính cuộc đời của Nikolay Ostrovsky: tuổi thơ vất vả, trở thành đoàn viên Komsomol vào tháng 7 năm 1919 và tình nguyện tham gia Hồng Quân. Nhân vật chính trong tiểu thuyết, Pavel Korchagin, tượng trưng cho "anh hùng trẻ tuổi" trong văn học Nga: anh cống hiện cả đời cho sự nghiệp chính trị, nhờ đó anh vượt qua vô vàn thương đau. Cuốn tiểu thuyết là nguồn truyền cảm hứng tới thế hệ trẻ khắp thế giới và đóng vai trò thúc đẩy tinh thần trong cuộc Chiến tranh Vệ quốc vĩ đại của nước Nga.
Alexander Fadeyev (1901–1956) dã đạt được thành công rực rỡ tại Nga, với 10 triệu bản sách được phát hành tại Nga và nhiều nơi trên thế giới. Nhiều tác phẩm của Alexander Fadeyev được chuyển thể thành phim và dịch sang nhiều ngôn ngữ tại Nga và khắp thế giới. Fadeyev là thư ký của Hội nhà văn Liên Xô và là tổng thư ký hội từ năm 1946 đến 1954. Nhà nước Liên bang Xô viết trao tặng Fadeyev hai huân chương Lênin và nhiều huân chương cao quý khác. Cuốn tiểu thuyết "Chiến bại" (1927) kể về cuộc đấu tranh du kích tại Viễn Đông Nga trong thời kỳ Cách mạng Nga và Nội chiến 1917-1922. Chủ đề được thể hiện trong tiểu thuyết này được Fadeyev miêu tả như một "cuộc cách mạng" chuyển biến quần chúng nhân dân. Nhân vật chính của tiểu thuyết là Levinson, một nhà cách mạng Bolshevik có nhận thức chính trị sâu sắc. Cuốn tiểu thuyết "Đội cận vệ thanh niên" (1946), giành được Giải thưởng Liên bang của Liên Xô vào năm 1946, kể về một nhóm đoàn viên Komsomol hoạt động ngầm ở Krasnodon, Ukraine và cuộc đấu tranh họ thực hiện nhằm chống lại sự chiếm đóng của phát xít.
Những năm đầu của chế độ Xô viết, từ năm 1917 trở về sau, nở rộ các nhóm văn học tiên phong. Một trong những nhóm quan trọng nhất là phong trào Oberiu (1928-thập niên 1930), với sự góp mặt của những tên tuổi nổi tiếng nhất như Daniil Kharms (1905–1942), Konstantin Vaginov (1899–1934), Alexander Vvedensky (1904–1941) và Nikolay Zabolotsky (1903–1958). Nhiều tác giả danh tiếng khác thực hiện các thí nghiệm với ngôn ngữ, gồm có tiểu thuyết gia Yuri Olesha (1899–1960) và Andrei Platonov (1899–1951) và  hai nhà văn chuyên viết truyện ngắn là Isaak Babel (1894–1940) và Mikhail Zoshchenko (1894–1958). Nhóm các nhà phê bình văn học OPOJAZ , còn được gọi là chủ nghĩa hình thức Nga, ra đời năm 1916, có quan hệ gần gũi với chủ nghĩa vị lai Nga. Viktor Shklovsky (1893–1984) và Yury Tynyanov (1893–1943) là hai thành viên tiêu biểu của nhóm đã sáng tác những tác phẩm văn học có sức ảnh hưởng lớn. Nhiều tác phẩm của Viktor Shklovsky thách thức thể loại văn học thông qua tiểu thuyết kết hợp giữa tự sự, tự truyện và bình luận mỹ học cũng như bình luận xã hội. Trong khi đó, Yuri Tynyanov sử dụng kiến thức về lịch sử văn học nga để viết nên những tiểu thuyết lịch sử chủ yếu về thời đại Pushkin.  

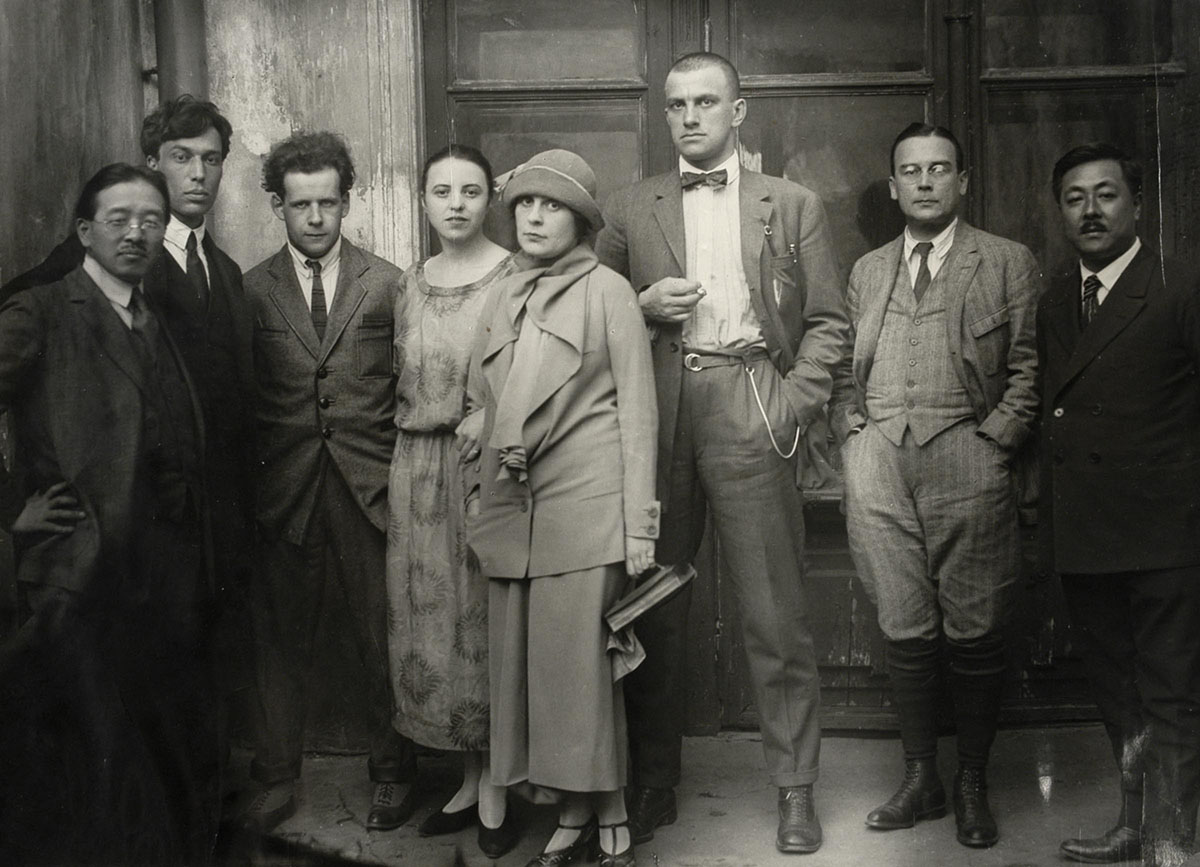
Nhà văn Pasternak (thứ hai từ trái sang) với bạn bè, gồm có Lilya Brik, nhà làm phim Eisenstein (thứ ba từ trái sang) và nhà thơ Mayakovsky (đứng giữa). Ở bên trái là nhà văn Nhật Bản Tomizi Tamiji Naito (1885-1965). Mát-xcơ-va, ngày 11/05/1924

Nhiều nhà văn, chẳng hạn như thành viên của nhóm Anh em Serapion (1921– ) - những người khăng khăng khẳng định quyền của tác giả khi được tự do viết về ý thức hệ chính trị, bị nhà cầm quyền buộc phải từ bỏ quan điểm và chấp nhận các nguyên tắc hiện thực xã hội chủ nghĩa. Các nhà văn của thập niên 1930, như Mikhail Bulgakov (1891–1940), tác giả của tiểu thuyết Nghệ nhân và Margarita (viết năm 1928–1940, xuất bản năm 1966), và nhà văn giành giải Nobel, Boris Pasternak (1890–1960) với tiểu thuyết  Bác sĩ Zhivago (viết năm 1945–1955, xuất bản năm 1957) tiếp tục đi theo truyền thống văn học Nga, không hy vọng được phép xuất bản. Các tác phẩm chính của họ bị cấm xuất bản mãi cho tới thời Khrushchev, thậm chí chính quyền Liên Xô còn buộc Pasternak không được nhận giải Nobel năm 1958. 

### Những nhà văn di cư
Trong khi đó, những nhà văn tị nạn ở nước ngoài, như nhà thơ Vladislav Khodasevich (1886–1939), Georgy Ivanov (1894–1958) và Vyacheslav Ivanov (1866–1949); tiểu thuyết gia Mark Aldanov (1880s–1957), Gaito Gazdanov (1903–1971) và Vladimir Nabokov (1899–1977) và nhà văn chuyên thể loại truyện ngắn từng đoạt giải Nobel Ivan Bunin (1870–1953), tiếp tục sáng tác tại nơi xứ người. 

### Cuối thời Xô viết
Thời kỳ tan băng Khrushchev (khoảng năm 1954 – khoảng năm 1964) thổi luồng gió tươi mới vào văn học. Thơ ca trở thành hiện tượng văn hóa đại chúng: Bella Akhmadulina (1937–2010), Robert Rozhdestvensky (1932–1994), Andrei Voznesensky (1933–2010), và Yevgeny Yevtushenko (1933–2017), đọc thơ của họ trên sân vận động, thu hút rất nhiều khán thính giả đến tham dự.  
Một số tác giả cả gan chống lại ý thức hệ Xô viết, như nhà văn chuyên viết truyện ngắn Varlam Shalamov (1907–1982), tiểu thuyết gia đoạt giải Nobel Aleksandr Solzhenitsyn (1918–2008) - người dám viết về cuộc sống trong trại gulag, hay Vasily Grossman (1905–1964) miêu tả các sự kiện trong thế chiến II trái ngược với lịch sử chính thống của Liên Xô. Những nhà văn này, còn gọi là "những người bất đồng chính kiến", không được phép xuất bản các tác phẩm chính mãi cho tới thập niên 1960.  
Song thời kỳ tan băng đó không kéo dài lâu. Trong những năm 1970, một số tên tuổi tiêu biểu nhất không chỉ bị cấm xuất bản mà còn bị khởi tố vì quan điểm chống Xô viết, hoặc vì tội "ăn bám" (parasitism). Solzhenitsyn bị trục xuất khỏi tổ quốc. Nhiều người khác, bao gồm cả nhà thơ đoạt giải Nobel Joseph Brodsky (1940–1996), tiểu thuyết gia Vasily Aksyonov (1932–2009), Eduard Southern (1943–2020), Sasha Sokolov (1943–), Vladimir Voinovich (1932–2018); và nhà văn chuyên viết truyện ngắn Sergei Dovlatov (1941–1990), phải di cư sang phương Tây, trong khi đó Oleg Accessories (1943–1992) và Venedikt Yerofeyev (1938–1990) "chọn con đường" rượu chè say xỉn. Sách của họ không được phép xuất bản chính thức mãi cho tới thời kỳ cải tổ (perestroika) trong thập niên 1980, cho độc giả hâm mộ họ tiếp tục in ấn sách thủ công theo phương pháp "samizdat" (tự xuất bản). 

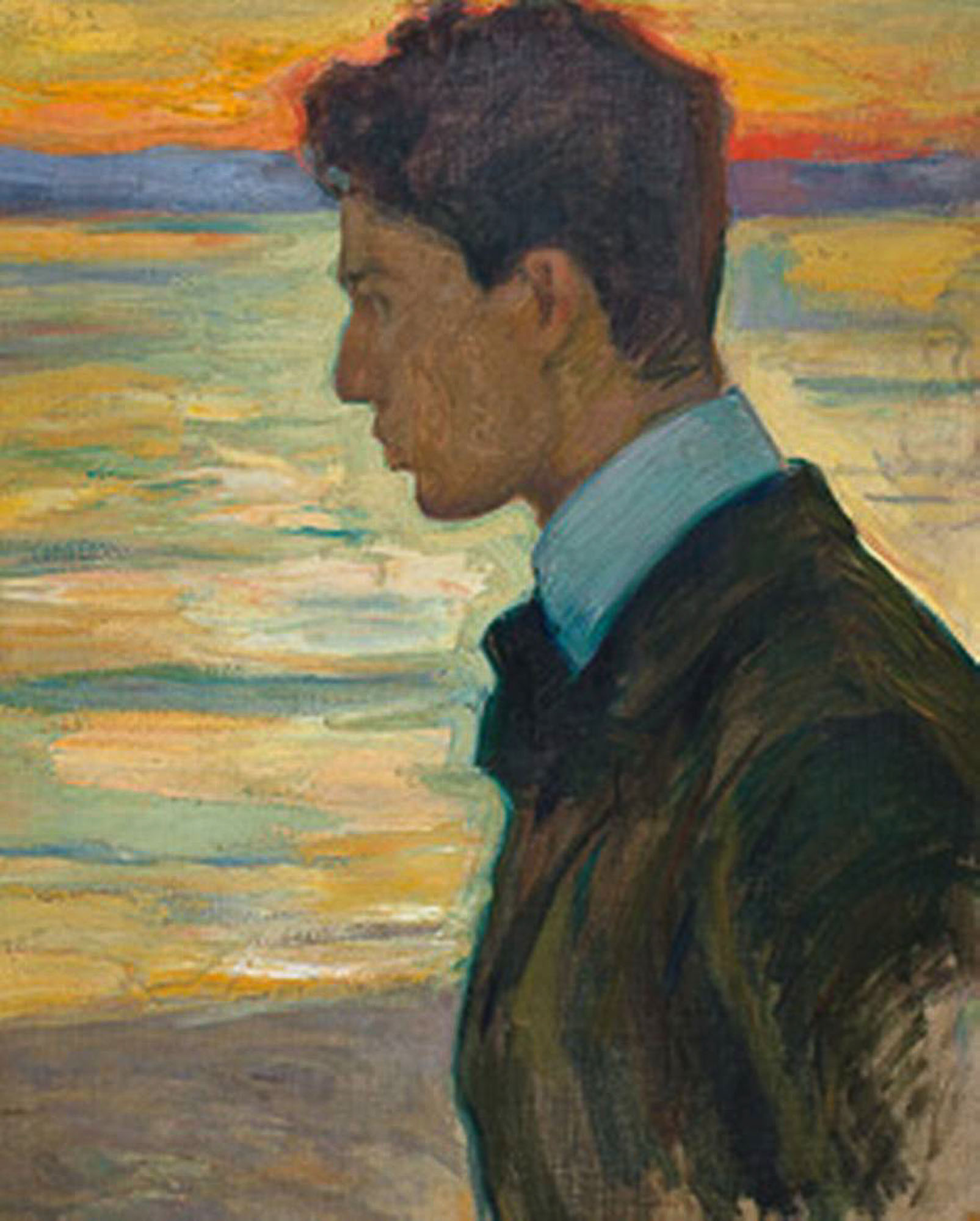
Boris Pasternak
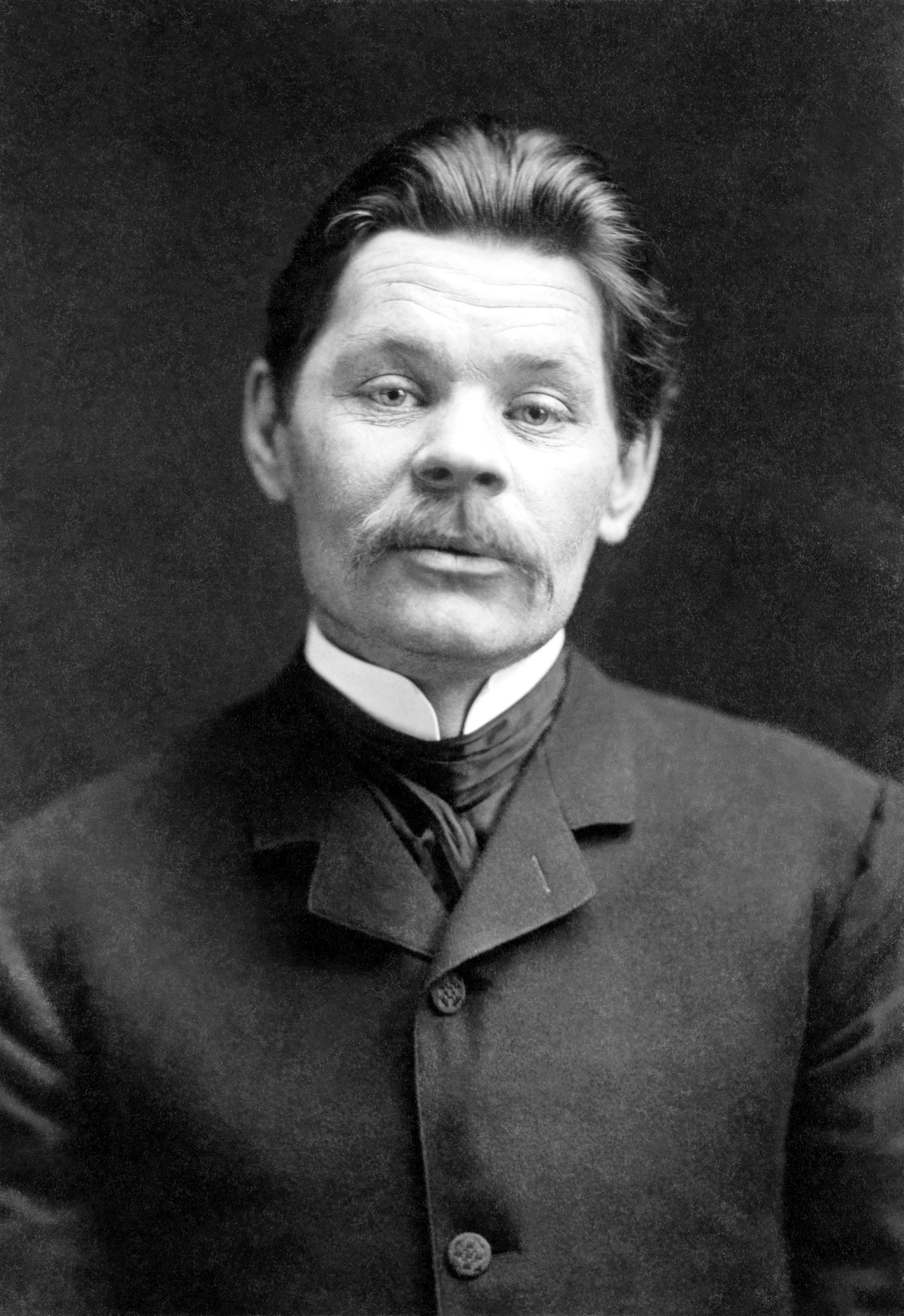
Maxim Gorky
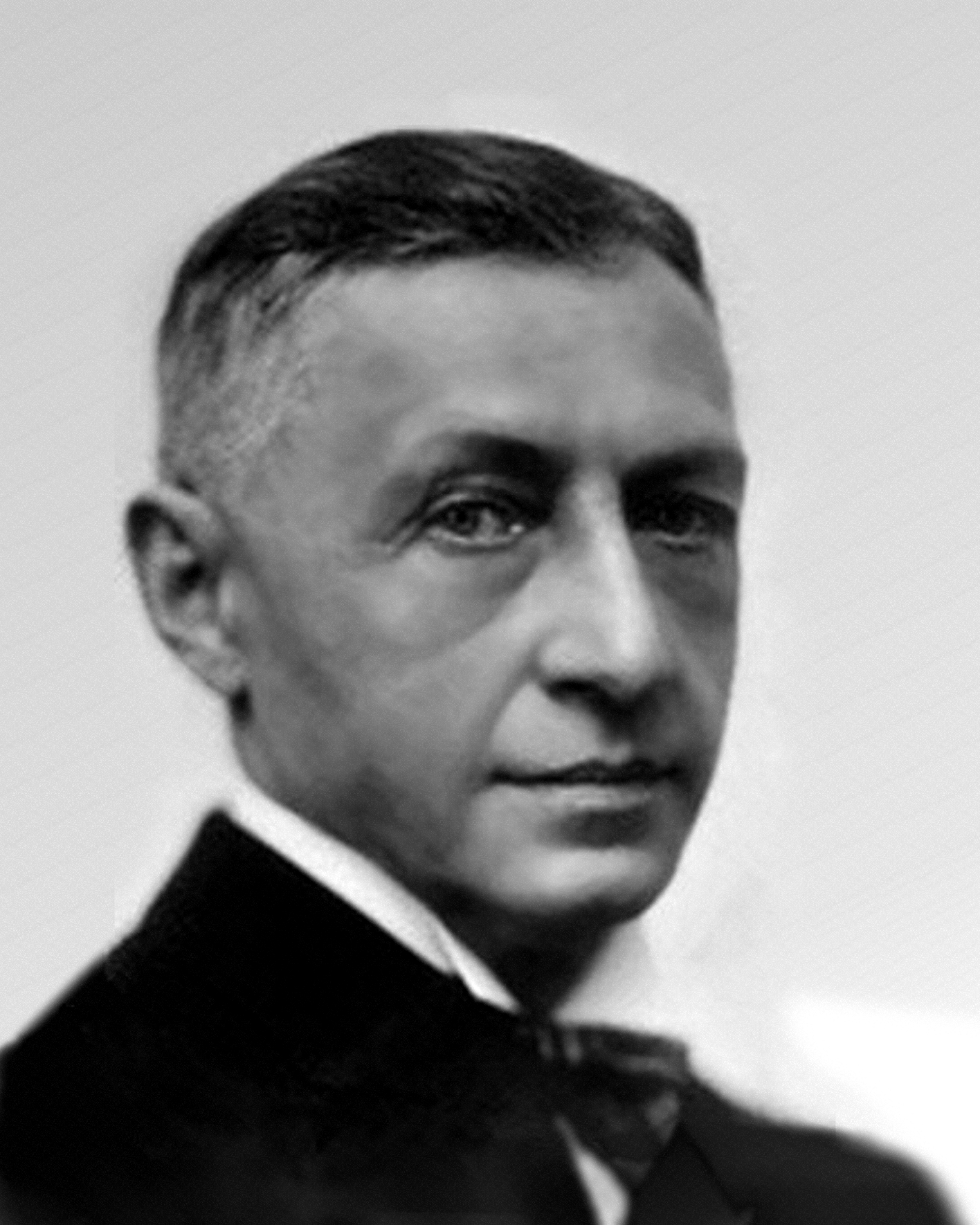
Ivan Bunin
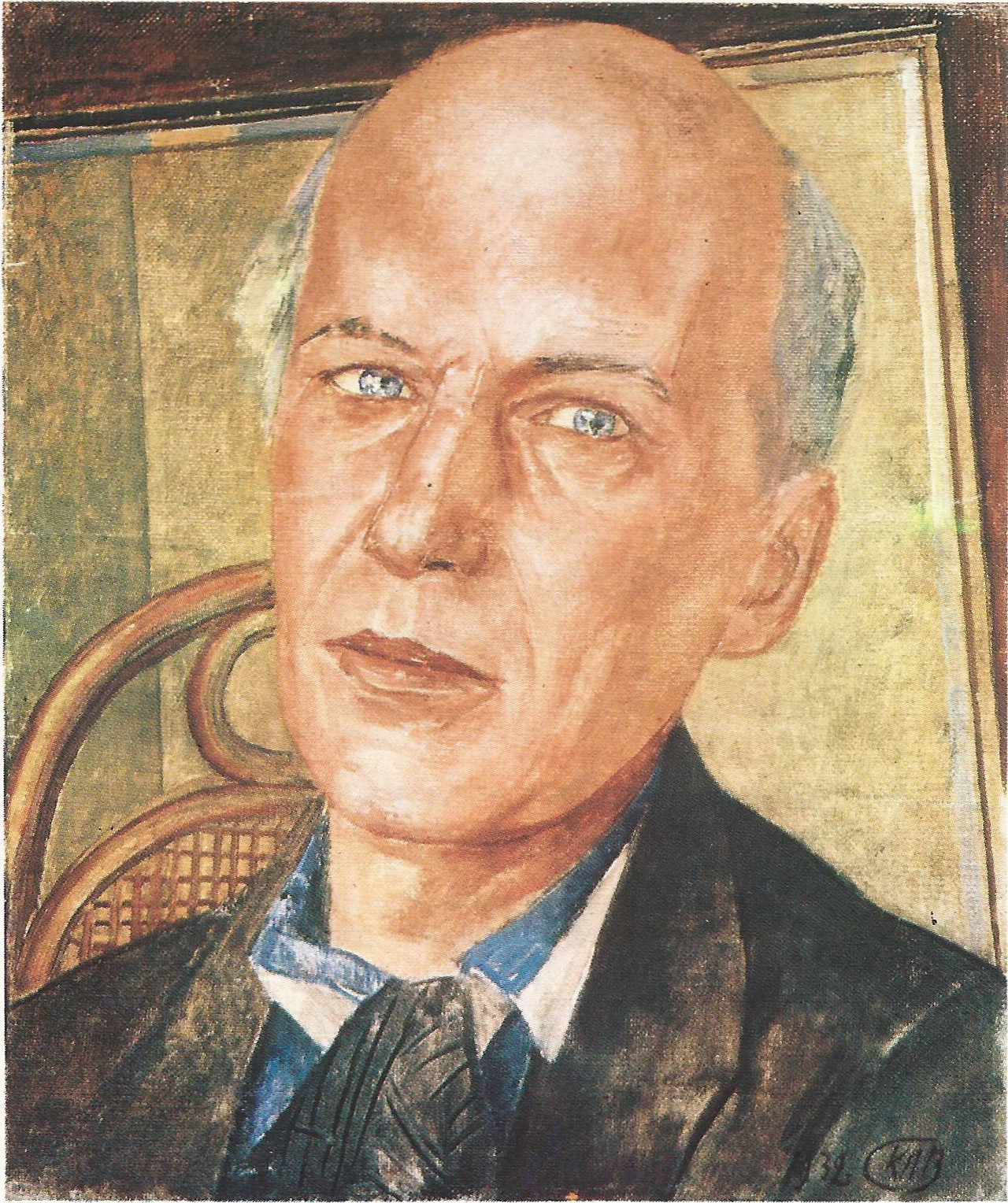
Andrey Bely
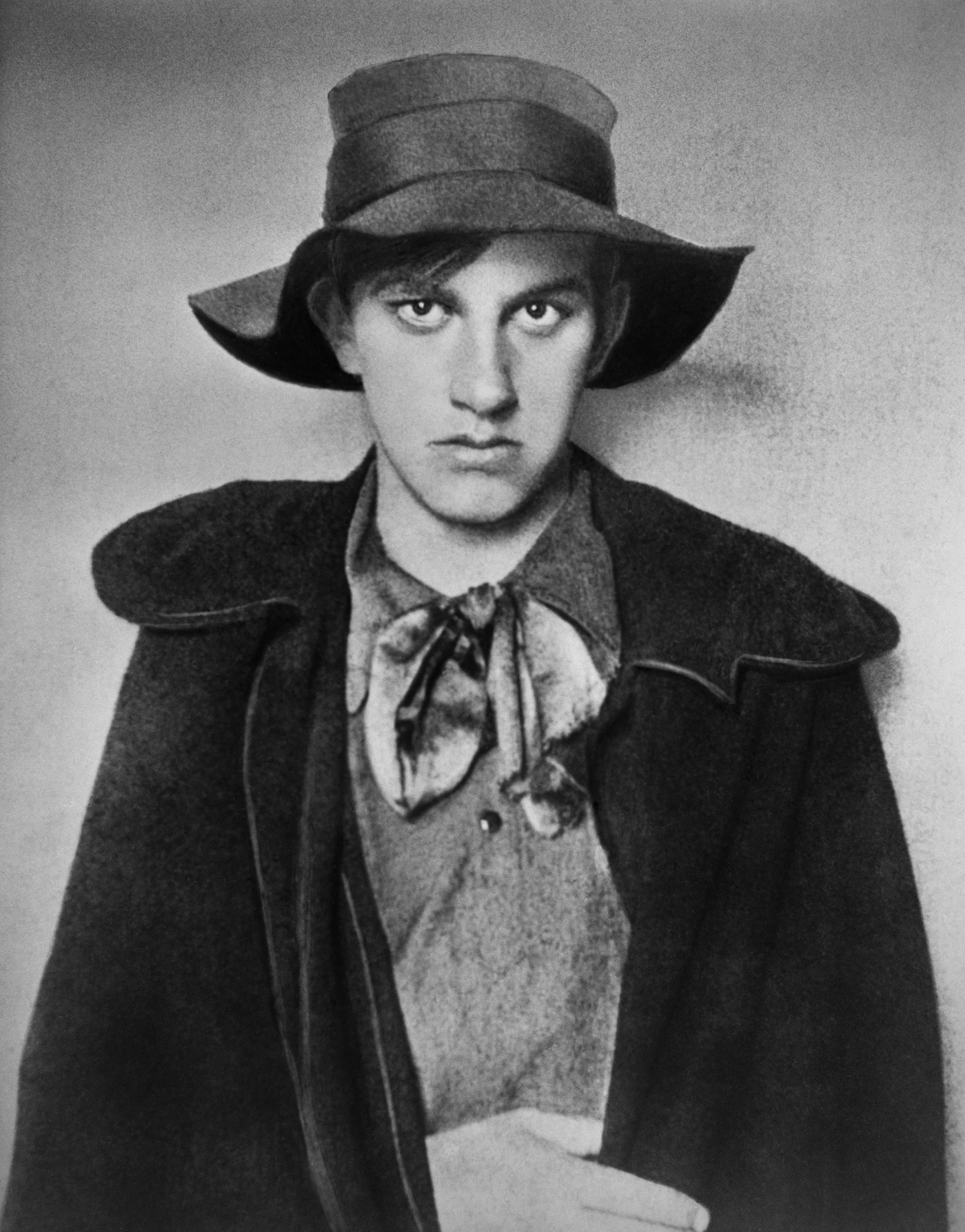
Vladimir Mayakovsky
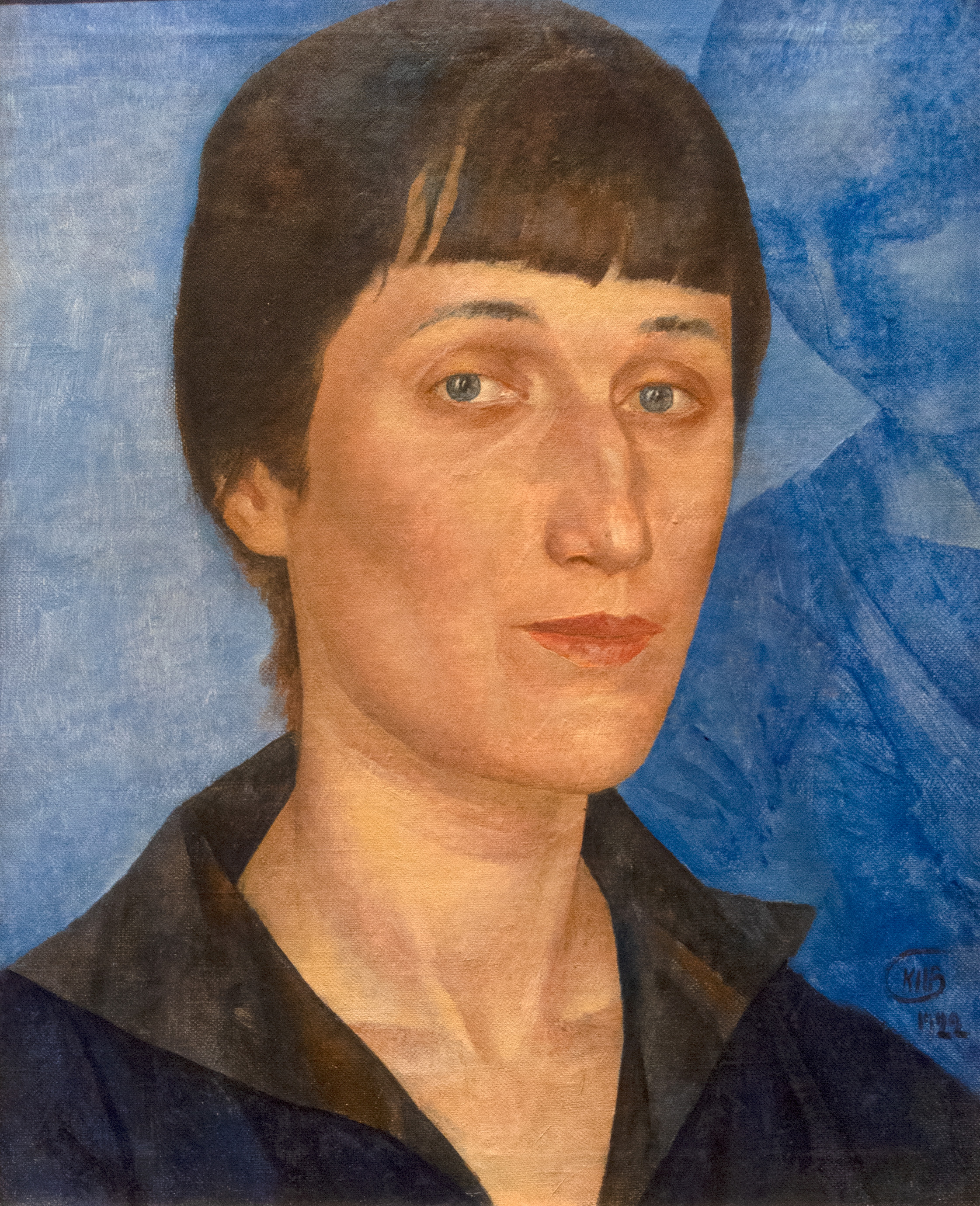
Anna Akhmatova
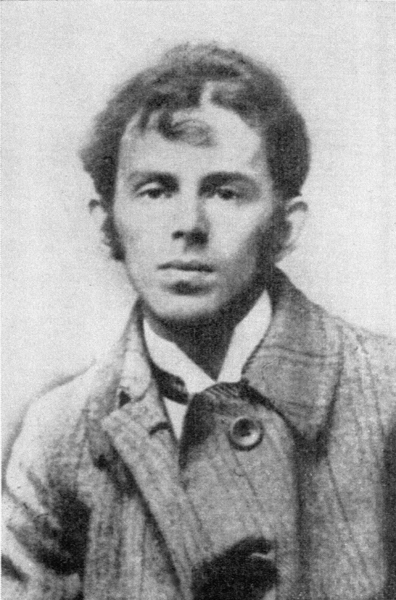
Osip Mandelstam
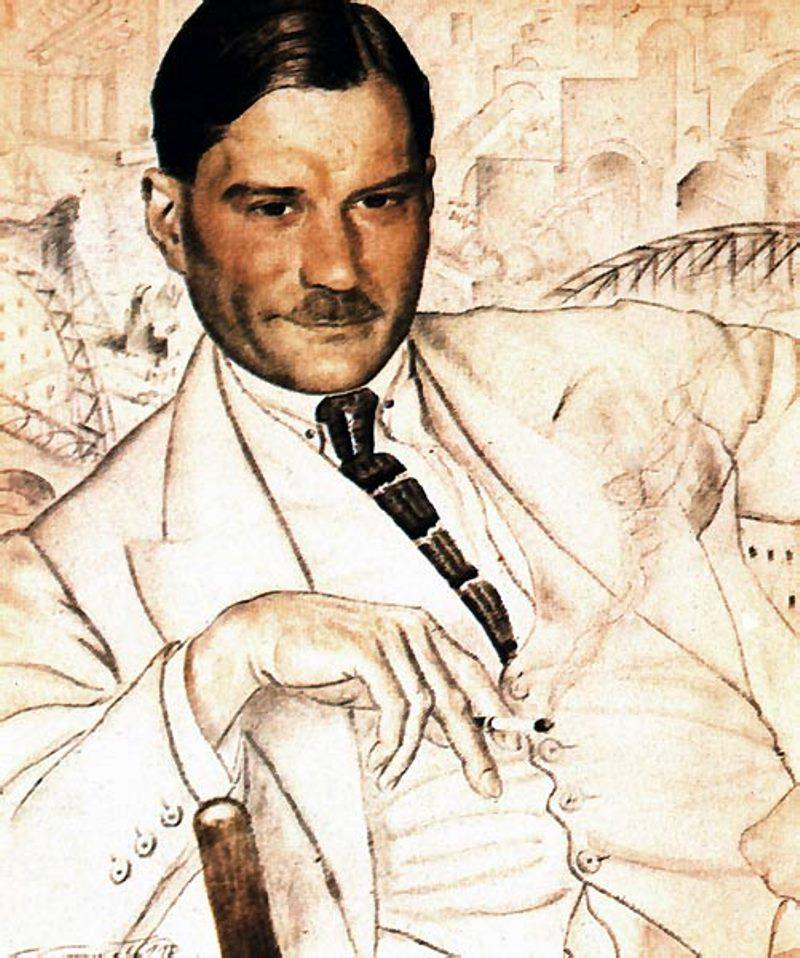
Yevgeny Zamyatin
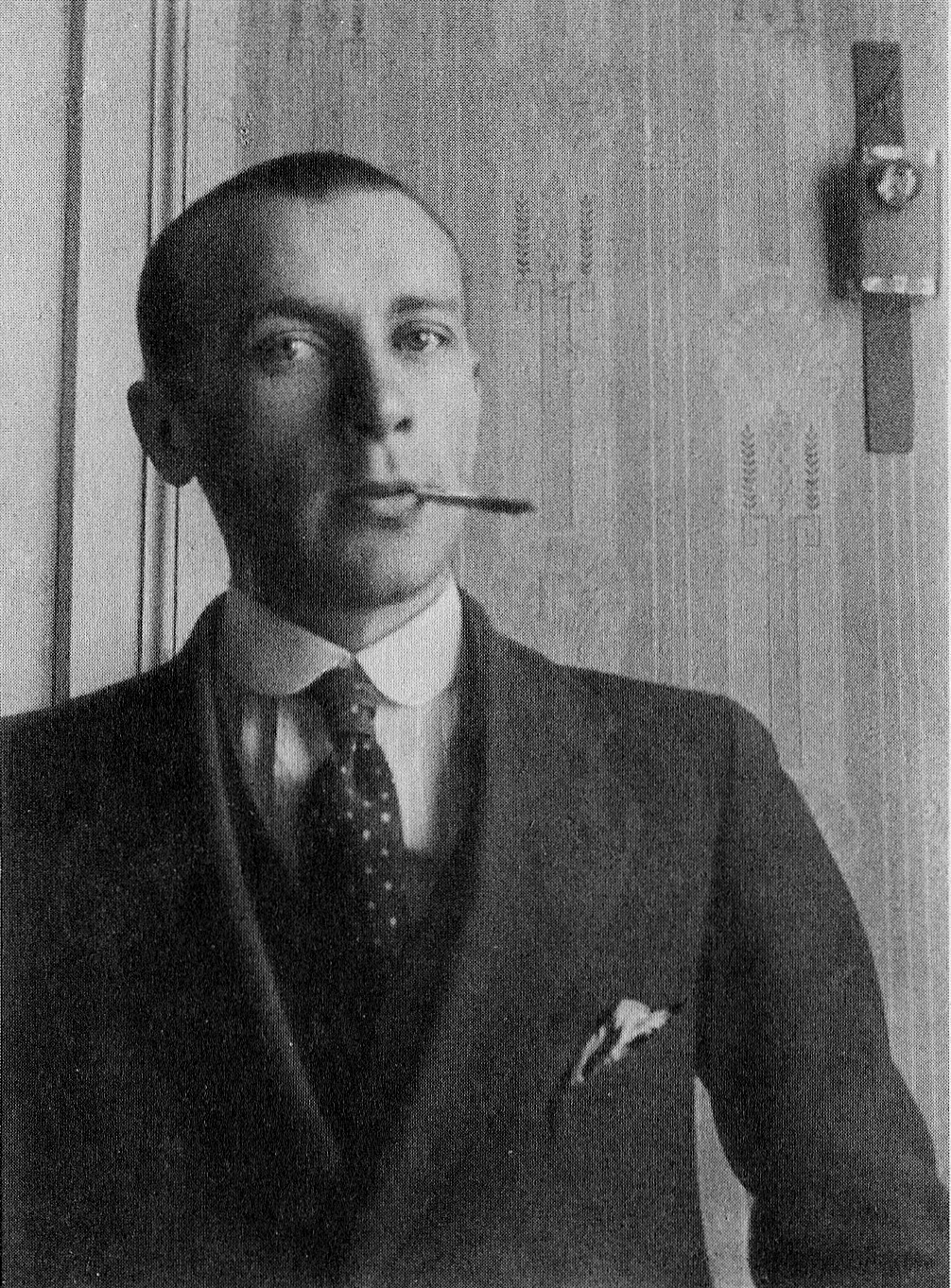
Mikhail Bulgakov
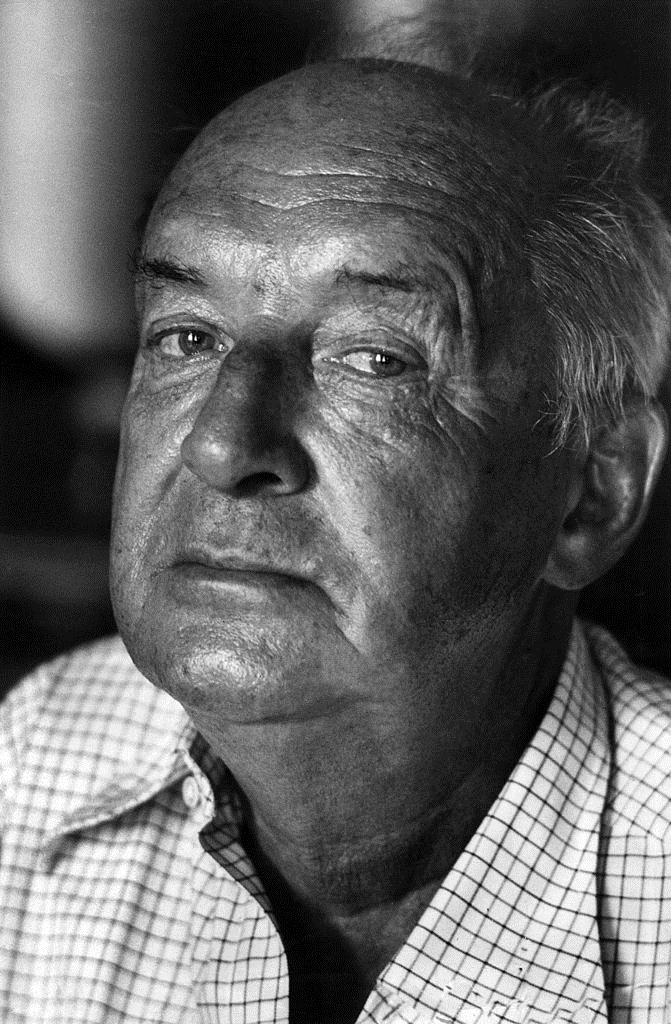
Vladimir Nabokov
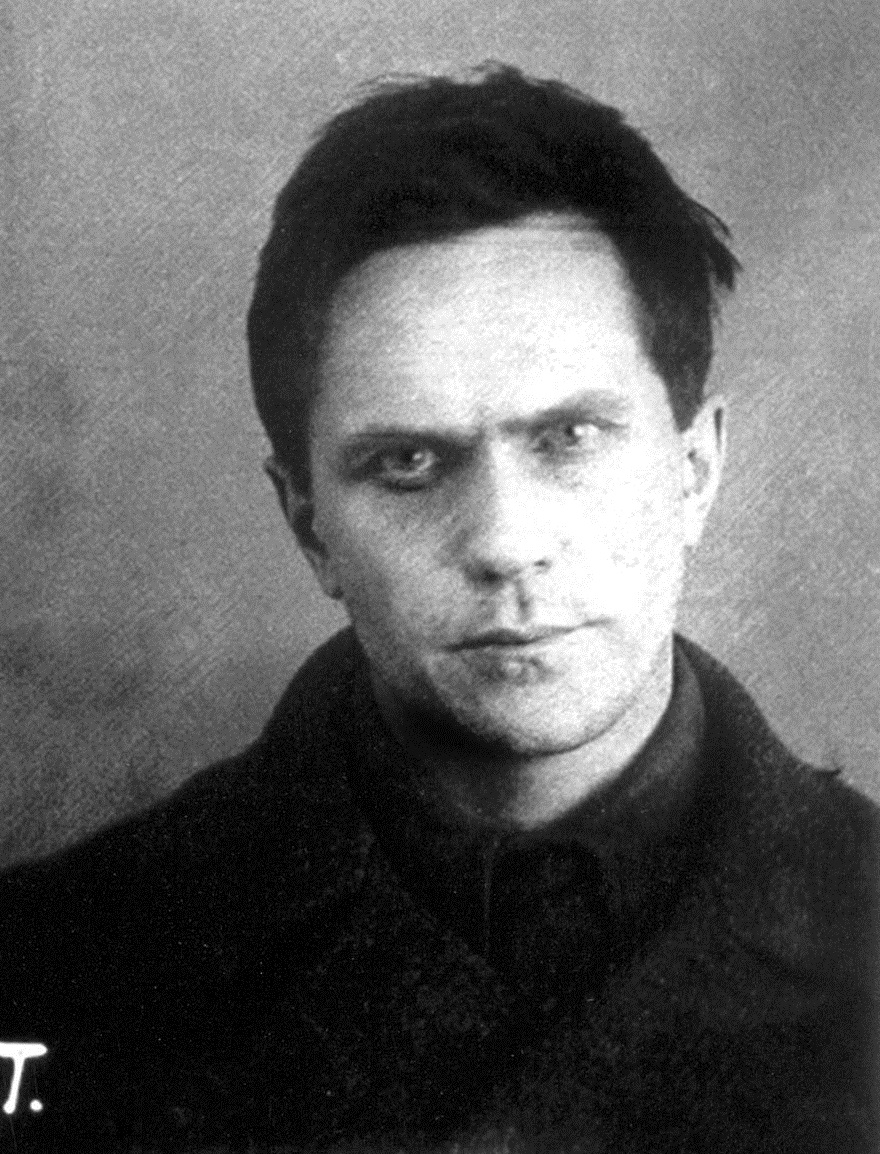
Varlam Shalamov
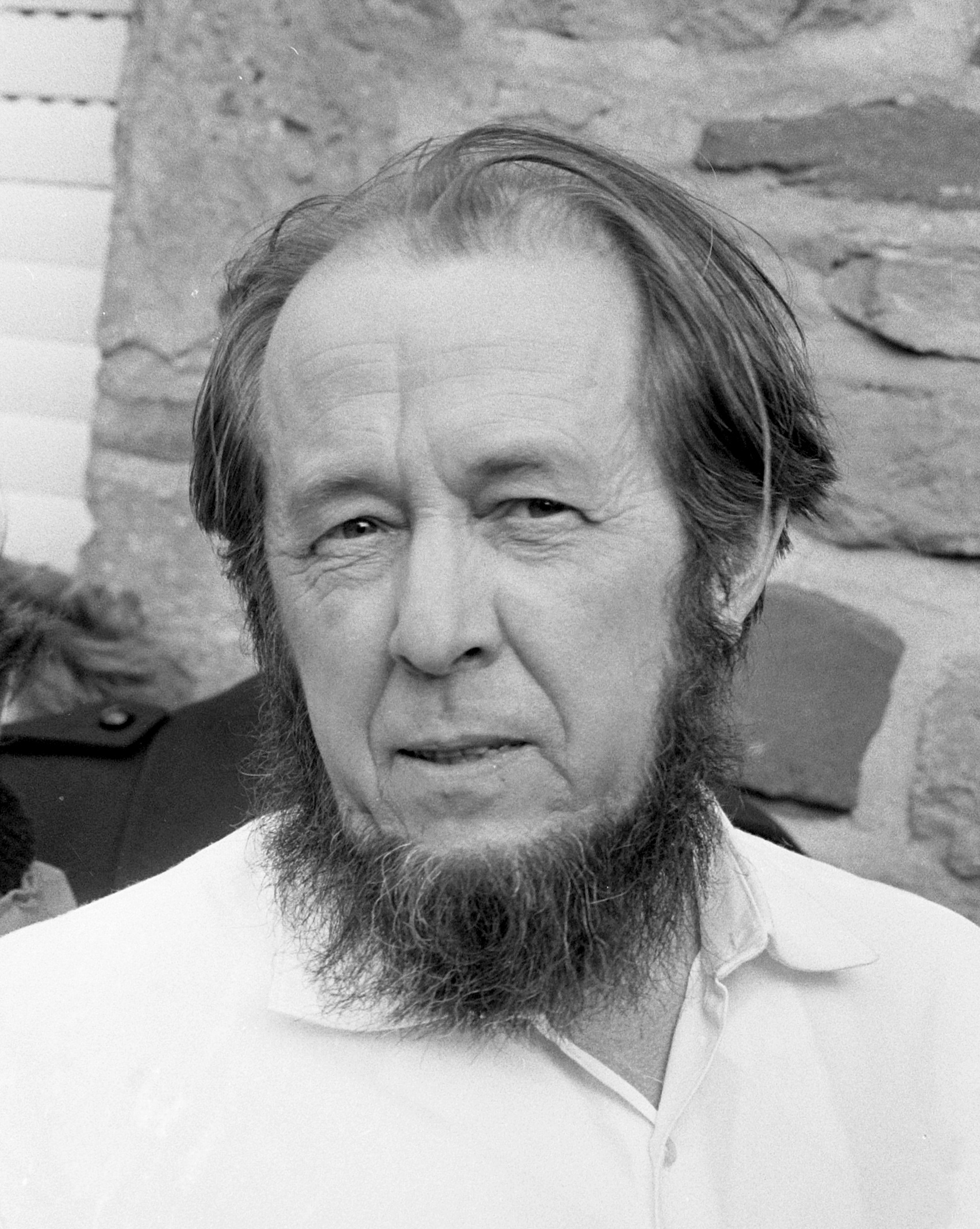
Aleksandr Solzhenitsyn
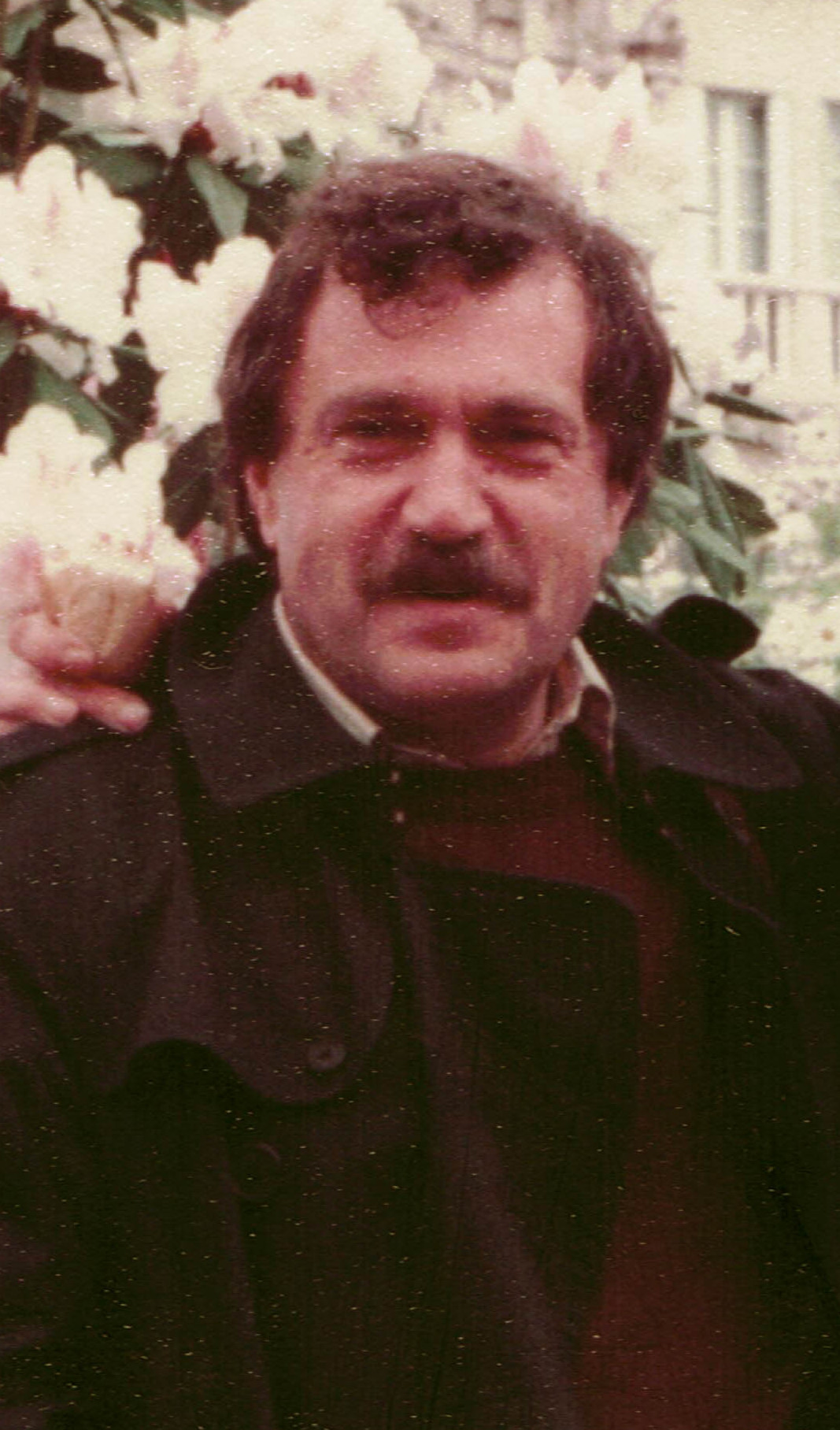
Vasily Aksyonov
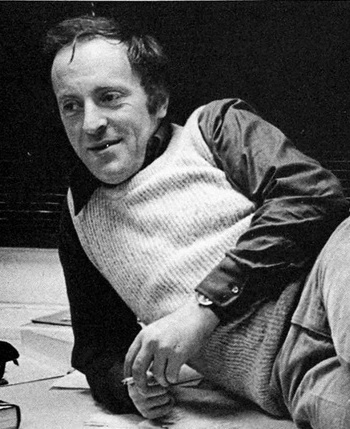
Joseph Brodsky

### Thể loại chủ yếu thời Xô viết
Văn học thiếu nhi của Liên Xô chiếm một phần quan trọng do vai trò giáo dục mà thể loại này mang lại. Chiếm số lượng lớn trong kho tàng sách thiếu nhi Liên Xô thời kỳ đầu là tác phẩm thơ: Korney Chukovsky (1882–1969), Samuil Marshak (1887–1964) và  Agnia Barto (1906–1981) nằm trong số những tác giả được ưa chuộng nhất. Các nhà thơ "dành cho người lớn" như Mayakovsky hay Sergey Mikhalkov (1913–2009) cũng đóng góp cho thể loại này. Một số tác phẩm văn xuôi Liên Xô thời kỳ đầu là các truyện viết phỏng theo cổ tích nước ngoài chưa được người Nga biết tới ở thời điểm bấy giờ.  Alexey N. Tolstoy (1882–1945) viết Buratino, phiên bản hài hước và ngắn gọn hơn của truyện Pinocchio (tác giả: Carlo Collodi).  Alexander Volkov (1891–1977) giới thiệu văn học kỳ ảo cho trẻ em Liên Xô thông qua bản dịch thoáng của tác phẩm Phù thủy xứ Oz của L. Frank Baum, xuất bản dưới cái tên Phù thủy của Thành phố Ngọc lục bảo năm 1939. Về sau, Volkov tiếp tục sáng tác thêm 5 tập truyện, hoàn toàn độc lập với Baum. Các tác giả tiêu biểu khác còn có Nikolay Nosov (1908–1976), Lazar Lagin (1903–1979), Vitaly Bianki (1894–1959) và Vladimir Suteev (1903–1993).
Trong khi truyện cổ tích thường không liên quan gì đến xung đột ý thức hệ, thì văn xuôi hiện thực dành cho trẻ em dưới thời Stalin mang đậm dấu ấn ý thức hệ và thường nhằm mục tiêu giáo dục lòng yêu nước và tinh thần cộng sản cho trẻ em. Nhà văn tiêu biểu của thể loại này là Arkady Gaydar (1904–1941), một chỉ huy (đại tá) trong lực lượng Hồng quân trong thời Nội chiến Nga. Các truyện và vở kịch của ông viết về Timur, một nhóm thiếu niên tình nguyện giúp đỡ người già và chống lại du côn. Thể loại truyện anh hùng tiên phong thể hiện nhiều điểm tương đồng với thể loại thánh sử Thiên Chúa giáo. Tuy vậy, dưới thời Khrushchov (Bí thư thứ nhất Ban Chấp hành Trung ương Đảng Cộng sản Liên bang Xô viết từ năm 1953 đến 1964) và Brezhnev (nắm quyền trong giai đoạn 1966-1982), áp lực đã giảm bớt. Sách dành cho thiếu nhi giai đoạn giữa và cuối Liên Xô viết bởi Eduard Uspensky, Yuri Entin, Viktor Dragunsky không còn dấu hiệu của sự tuyên truyền. Trong những năm 1970, nhiều sách thiếu nhi, cũng như truyện do nhà văn thiếu nhi nước ngoài viết, đã được chuyển thể thành phim hoạt hình. 
Thể loại khoa học viễn tưởng nở rộ, nhờ được cuộc cách mạng khoa học, công nghiệp hóa và công cuộc tiên phong khám phá vũ trụ truyền cảm hứng. Nhưng chỉ số ít vượt qua được vòng kiểm duyệt. Các tác giả khoa văn viễn tưởng thời kỳ đầu, như Alexander Belyayev, Grigory Adamov, Vladimir Obruchev, Aleksey Nikolayevich Tolstoy luẩn quẩn với khoa học "cứng", và thương coi H. G. Wells hay Jules Verne là hình mẫu để đi theo. Hai người tiêu biểu không đi theo xu hướng này là Yevgeny Zamyatin, tác giả của tiểu thuyết "phản địa đàng" (dystopian) We, và Mikhail Bulgakov với tác phẩm Quả tim chó, Quả trứng định mệnh và Ivan Vasilyevich, dù thực ra Bulgakov quan tâm việc châm biếm xã hội hơn là thành quả của khoa học. Cả hai tác giả này đều gặp vấn đề trong việc xuất bản sách ở Liên bang Xô viết. 
Kể từ thời kỳ tan băng những năm 1950, thể loại khoa học viễn tưởng của Liên Xô bắt đầu hình thành phong cách riêng. Triết học, luân lý học, ý tưởng về utopia và dystopia trở thành cốt lõi của thể loại này, khoa học viễn tưởng xã hội là tiểu thể loại phổ biến nhất. Sách của anh em Arkady và Boris Strugatsky, hoặc Kir Bulychev, cùng với nhiều người khác, gợi người đọc nhớ tới các vấn đề xã hội và thường chứa yếu tố châm biếm xã hội Xô viết đương thời. Ivan Yefremov, ngược lại, tạo dựng nên tên tuổi nhờ quan điểm "không tưởng" (utopia) về tương lai cũng như về Hy Lạp cổ đại trong các tiểu thuyết lịch sử mà ông viết. Strugatskies cũng nổi tiếng nhờ bộ ba tác phẩm Thứ Hai bắt đầu vào Thứ Bảy - những tác phẩm thuộc tiểu thể loại khoa học kỳ ảo đầu tiên của Liên Xô. Một số nhà văn khoa học viễn tưởng tiêu biểu khác là Vladimir Savchenko, Georgy Gurevich, Alexander Kazantsev, Georgy Martynov, Yeremey Parnov.  Nhạc kịch vũ trụ (space opera) ít phát triển hơn, bởi vì cả bộ phận kiểm duyệt lẫn các nhà văn đều không ưa chuộng tiểu thể loại này cho lắm. Tuy nhiên, vẫn có một số thành công trong việc đưa nhạc kịch vũ trụ của phương Tây vào Liên Xô. Đầu tiên là vở "Griada" của Alexander Kolpakov, sau đó là vở "Con người giống như Chúa" của Sergey Snegov. 
Một nhánh kết hợp giữa khoa học viễn tưởng và sách thiếu nhi xuất hiện ở giữa thời Xô viết, đó là khoa học viễn tưởng thiếu nhi. Thể loại này vừa nhằm mục tiêu giáo dục, vừa giúp trẻ em giải trí. Ngôi sao hàng đầu của thể loại này là Bulychov. Cùng với các tác phẩm dành cho người lớn, ông sáng tác loạt truyện phiêu lưu vũ trụ dành cho thiếu nhi về cô bé đến từ tương lai Alisa Selezneva. Các giá khác có thể kể đến Nikolay Nosov (với các tác phẩm về người lùn Neznayka), Evgeny Veltistov (viết về cậu bé rô-bốt Electronic), Vladislav Krapivin và Vitaly Gubarev.
Truyện bí ẩn là một thể loại phổ biến khác. Các truyện trinh thám của hai anh em Arkady và Georgy Vayner, cùng với tiểu thuyết gián điệp của Yulian Semyonov nằm trong danh sách bán chạy nhất. Nhiều tác phẩm của họ được chuyển thể thành phim điện ảnh và phim truyền hình trong thập niên 1970, 1980. 
Văn xuôi đồng quê là một thể loại miêu tả cuộc sống nông thôn khiến người đọc lưu luyến. Proshchaniye s Matyoroy (Tạm biệt Matyora), tiểu thuyết Valentin Rasputin viết năm 1976, khắc họa hình ảnh làng quê đối mặt với sự tàn phá của nhà máy thủy điện. 
Phần lớn văn học lấy đề tài lịch sử ở thời kỳ đầu Liên Xô là các hồi ức, được văn chương hóa hoặc không. Valentin Katayev và Lev Kassil sáng tác sách bán-tự truyện về cuộc sống của trẻ em dưới thời Sa hoàng Nga. Vladimir Gilyarovsky viết tác phẩm Mát-xcơ-va và người Mát-xcơ-va, nói về cuộc sống thời kỳ tiền cách mạng ở Mát-xcơ-va. Văn học lịch sử Xô viết thời kỳ sau đa số là tiểu thuyết và truyện ngắn về Thế chiến II với các tác giả như Boris Vasilyev, Viktor Astafyev, Boris Polevoy, Vasil Bykaŭ. Họ, cùng với nhiều tác giả khác, thường dựa trên trải nghiệm thời chiến của chính họ để viết nên tác phẩm. Vasily Yan và Konstantin Badygin nổi tiếng nhất với các tiểu thuyết về nước Nga thời Trung cổ. Valentin Pikul, chịu ảnh hưởng phong cách viết của Alexander Dumas, viết về nhiều thời kỳ và quốc gia khác nhau. Trong thập niên 1970, xuất hiện thể loại tương đối độc lập gọi là Văn xuôi làng quê, đại diện tiêu biểu nhất là Viktor Astafyev và Valentin Rasputin.
Bất kỳ thể loại văn học hư cấu nào liên quan đến sự huyền bí, từ kinh dị, kỳ ảo dành cho người lớn cho đến hiện thực huyền ảo, đều không được chào đón ở Liên bang Xô viết. Mãi cho tới thập niên 1980, rất ít sách ở những thể loại này được viết, và số sách được xuất bản còn ít hơn, dù những sách loại này được viết trước đây không hề bị cấm, chẳng hạn tác phẩm của Gogol. Nằm trong số ngoại lệ hiếm hoi có tác phẩm Nghệ nhân và Margarita của Bulgakov (không được xuất bản khi tác giả còn sống) và Thứ Hai bắt đầu vào Thứ Bảy của Strugatskies. Các tác phẩm này đưa các sinh vật ma thuật và huyền bí vào thực tại Liên xô đương thời để phê phán nhà nước Liên Xô. Một ngoại lệ khác là nhà văn Xô viết thời đầu Alexander Grin, cha đẻ các truyện lãng mạn, cả kỳ ảo lẫn hiện thực. 

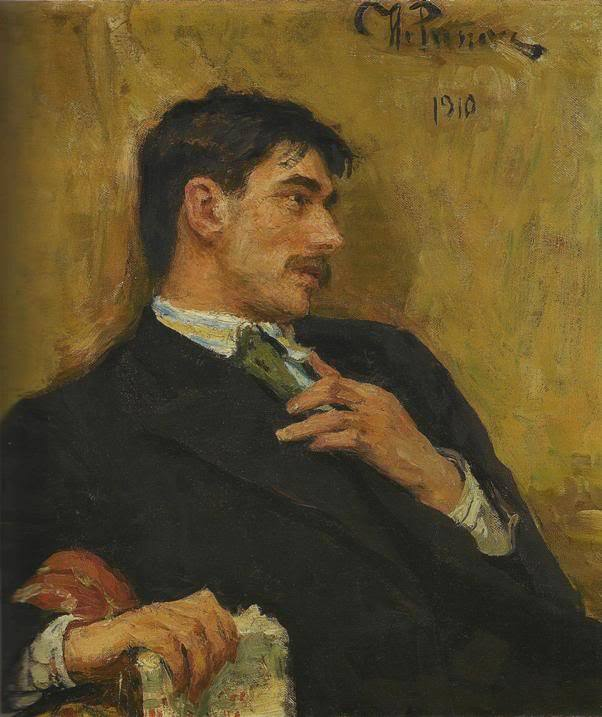
Korney Chukovsky
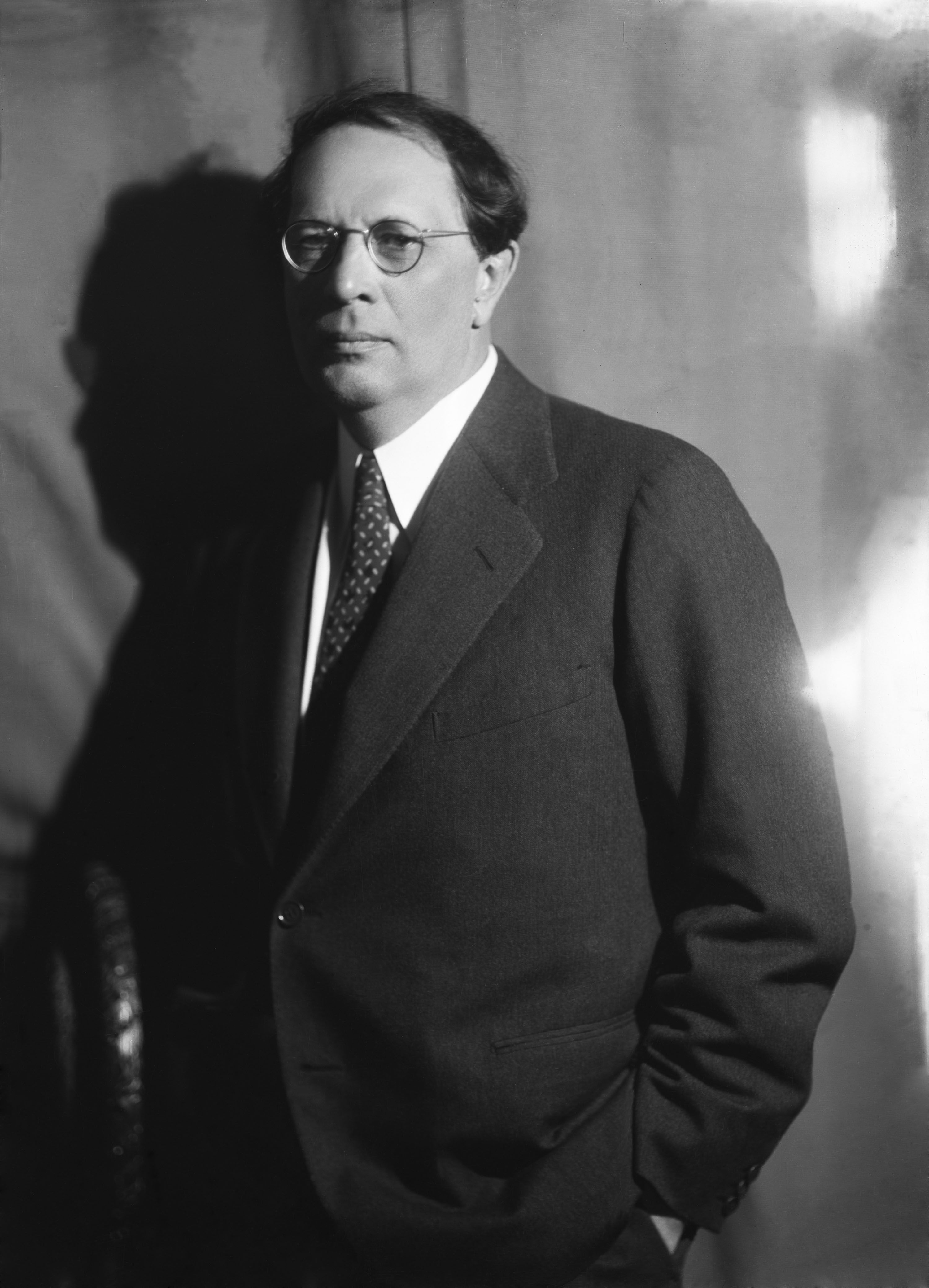
Aleksey Tolstoy
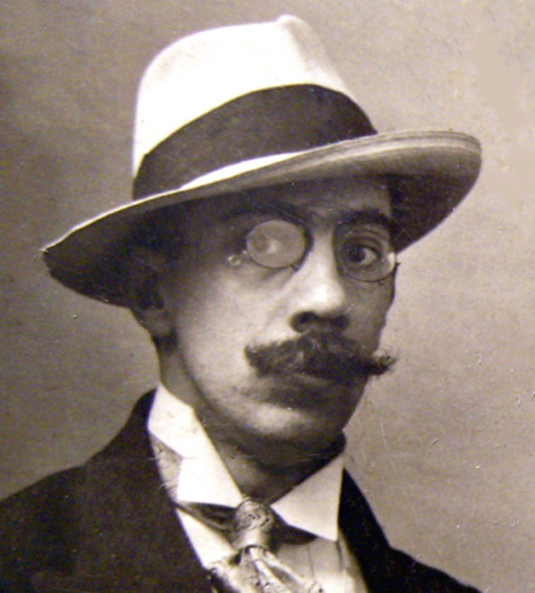
Alexander Belayev
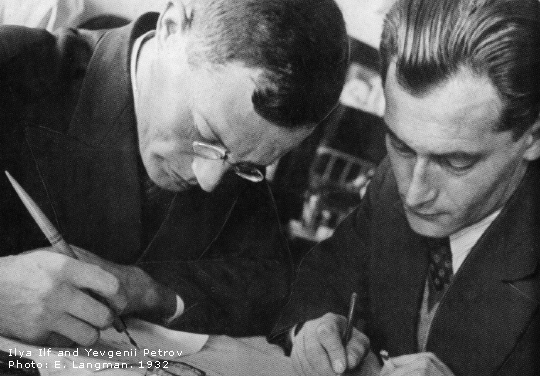
Ilya Ilf and Yevgeny Petrov
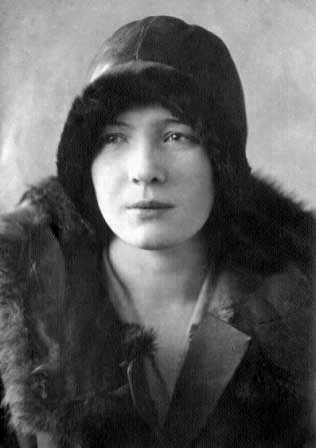
Olga Bergholz
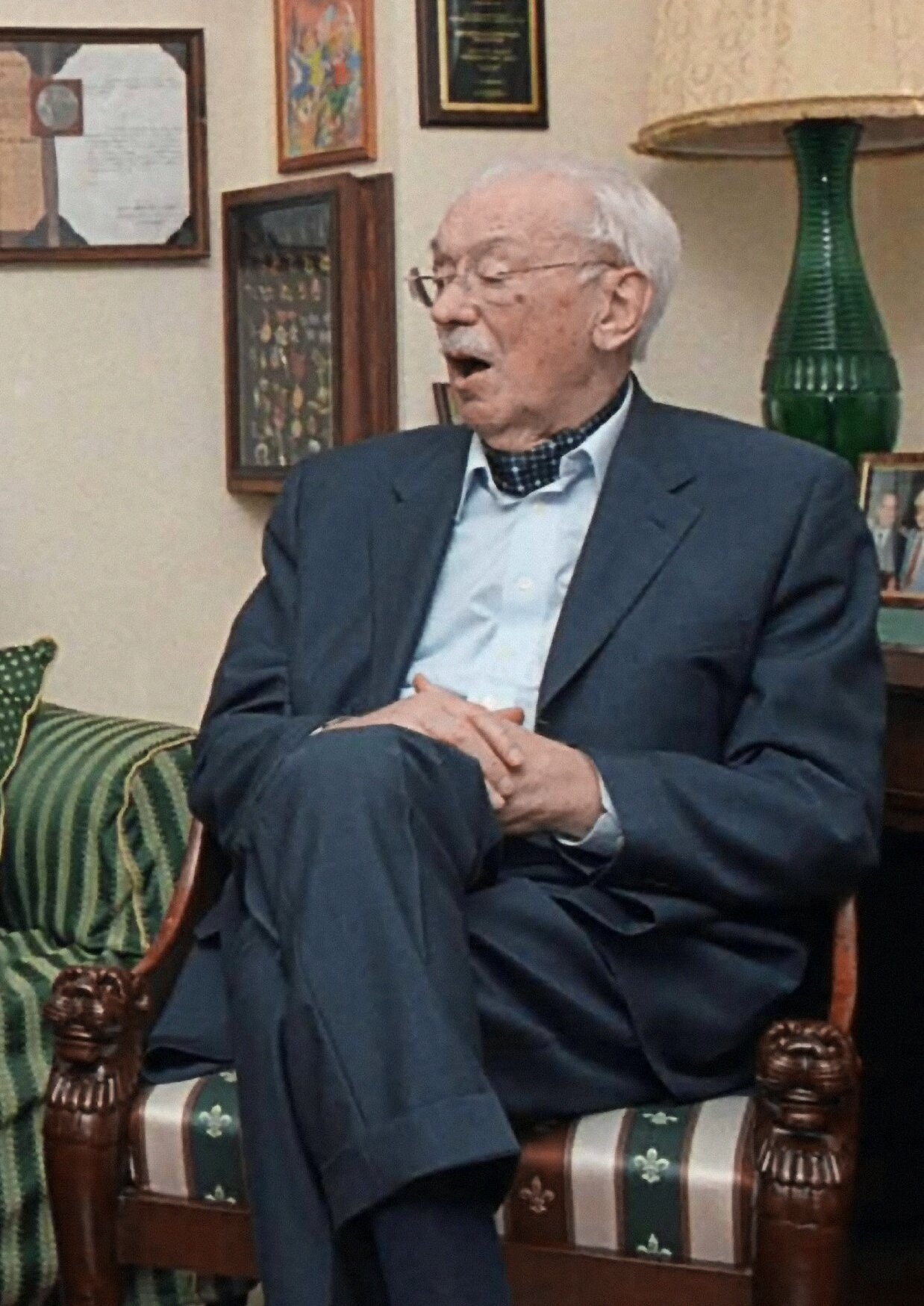
Sergey Mikhalkov
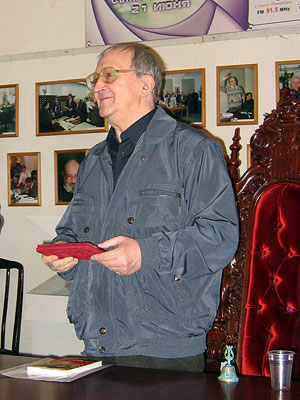
Boris Strugatsky

## Thời kỳ hậu Xô viết
Cuối thế kỷ 20 là giai đoạn khó khăn với văn học Nga với khá ít tên tuổi nổi bật. Tuy chế độ kiểm duyệt đã bị bãi bỏ, nhà văn giờ đây có thể tự do nói tên suy nghĩ của mình, nhưng khủng hoảng kinh tế chính trị những năm 1990 phủ bóng đen lên thị trường sách và văn học. Ngành công nghiệp sách rơi vào khủng hoảng, sô lượng sách in ra tụt vài lần so với thời Xô viết, và cần phải mất một thập kỷ mới hồi phục được. 
Trong số những tác giả được nhắc tới nhiều nhất trong giai đoạn này có Victor Pelevin, quen thuộc với công chúng nhờ các truyện ngắn đầu tay và sau đó là nhiều tiểu thuyết, ngoài ra còn có tiểu thuyết gia kiêm nhà soạn kịch Vladimir Sorokin và nhà thơ Dmitry Prigov. Một xu hướng tương đối mới nổi lên trong văn học Nga là hai nhà văn nữ chuyên viết truyện ngắn Tatyana Tolstaya và Lyudmila Petrushevskaya, hay tiểu thuyết gia Lyudmila Ulitskaya và Dina Rubina dần giành được danh tiếng. Truyền thống của tiểu thuyết cổ điển Nga được các tác giả như Mikhail Shishkin và Vasily Aksyonov kế tục. 
Truyện trinh thám và ly kỳ là thể loại rất thành công trong văn học Nga mới. Những năm 1990, tiểu thuyết trinh thám dài kỳ của  Alexandra Marinina, Polina Dashkova và Darya Dontsova được phát hành hàng triệu bản. Thập kỷ sau đó, Boris Akunin, tác giả của loạt tiểu thuyết về mật thám thế kỷ 19 Erast Fandorin,  được bạn đọc khắp đất nước ưa chuộng. 
Khoa học viễn tưởng cũng bán chạy, nhưng vẫn xếp sau văn học kỳ ảo - một thể loại tương đối mới với bạn đọc Nga. Những thể loại này bùng nổ mạnh cuối những năm 1990 với các tác giả tiêu biểu như Sergey Lukyanenko, Nick Perumov, Maria Semenova, Vera Kamsha, Alexey Alexa, Anton Vilgotsky và Vadim Panov. Một phần sách khoa học viễn tưởng Nga hiện đại ra đời ở Ukraina, đặc biệt là ở Kharkiv - quê hương của H. L. Oldie, Alexander Zorich, Yuri Nikitin và Andrey Android. Nhiều tác giả khác làm việc ở Kiev, như Marina và Sergey Dyachenko, cũng như Vladimir Arenev. Hai tác giả người Ukraina, Andrey Dashkov và Alexander Vargo, đóng góp rất nhiều cho thể loại văn học kinh dị Nga.  
Thơ ca Nga thời kỳ này xuất hiện hàng loạt nhà thơ tiên phong. Thành viên của nhóm nhà thơ Lianosovo, tiêu biểu là Genrikh Sapgir, Igor Kholin và Vsevolod Nekrasov, có tầm ảnh hưởng rất lớn, đặc biệt ở Mát-xcơ-va. Mặc dù trước đây dưới thời Xô viết họ chọn hạn chế xuất bản. Gennady Aigi, thi sĩ thử nghiệm bậc thầy, cũng tạo dựng được sức ảnh hưởng mạnh không kém. Nhiều nhà thơ chạy theo xu hướng thơ ca thịnh hành cũng phổ biến không kém, đó là Vladimir Aristov và Ivan Zhdanov ở Câu lạc bộ thơ ca và Konstantin Kedrov cùng Elena Katsuba đến từ DOOS, rất thích sử dụng nghệ thuật ẩn dụ theo cách họ gọi là "siêu-ẩn dụ". Ở St.Petersburg, thành viên của Trường phái thơ Leningrad mới, không chỉ có nhà thơ nổi tiếng Joseph Brodsky, mà còn có Victor Krivulin, Sergey Stratanovsky và Elena Shvarts, nổi tiếng từ "thế giới ngầm [của thơ ca]" thời Xô viết, và sau đó hòa nhập vào dòng chảy thơ ca chủ đạo 
Một số nhà thơ như Sergey Gandlevsky và Dmitry Vodennikov nổi tiếng nhờ phong cách viết "retro", qua đó phản ánh việc mô phỏng mẫu hình và thể thức thơ ca phát triển ở Nga từ hồi thế kỷ 19. 

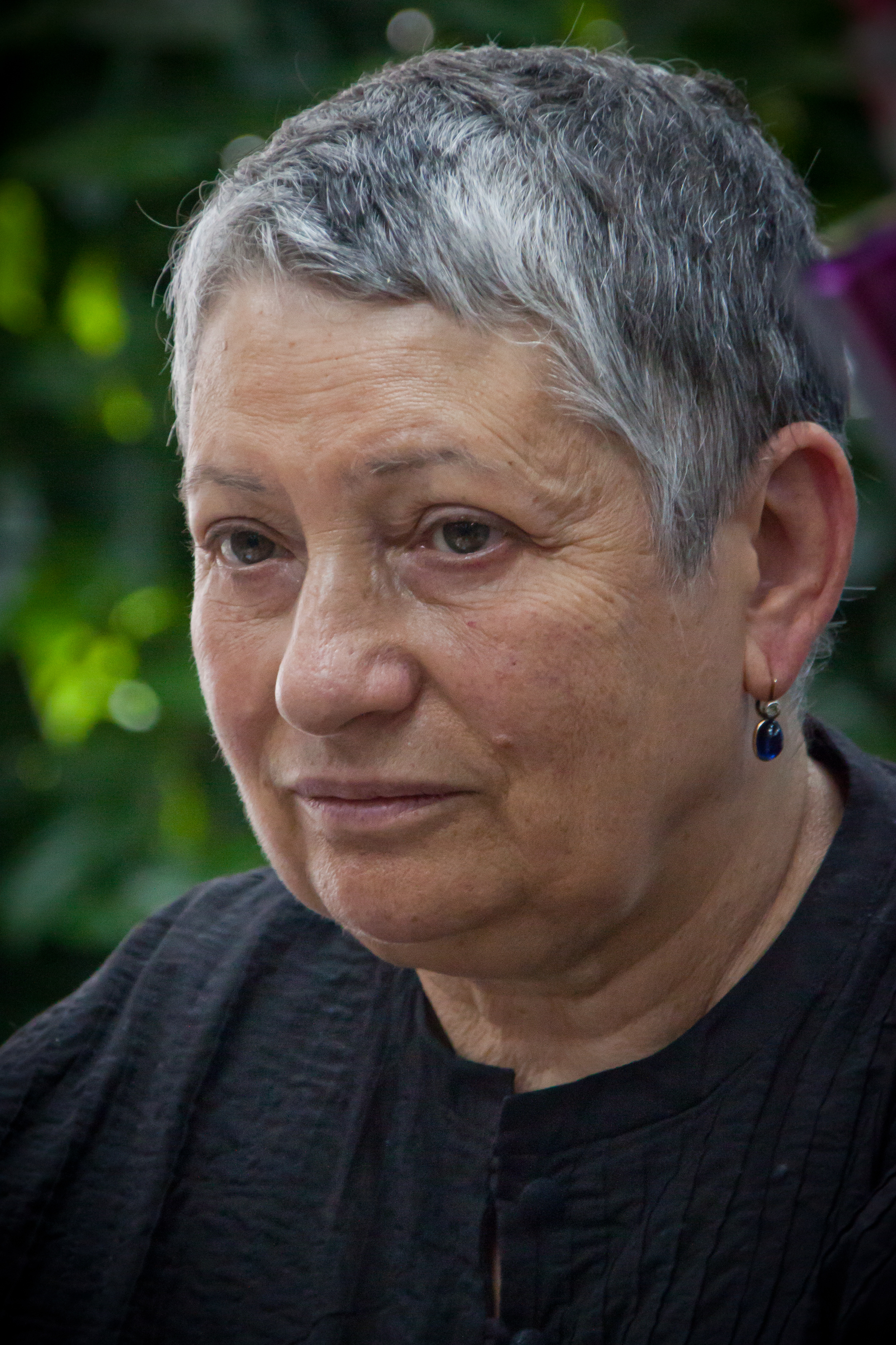
Lyudmila Ulitskaya
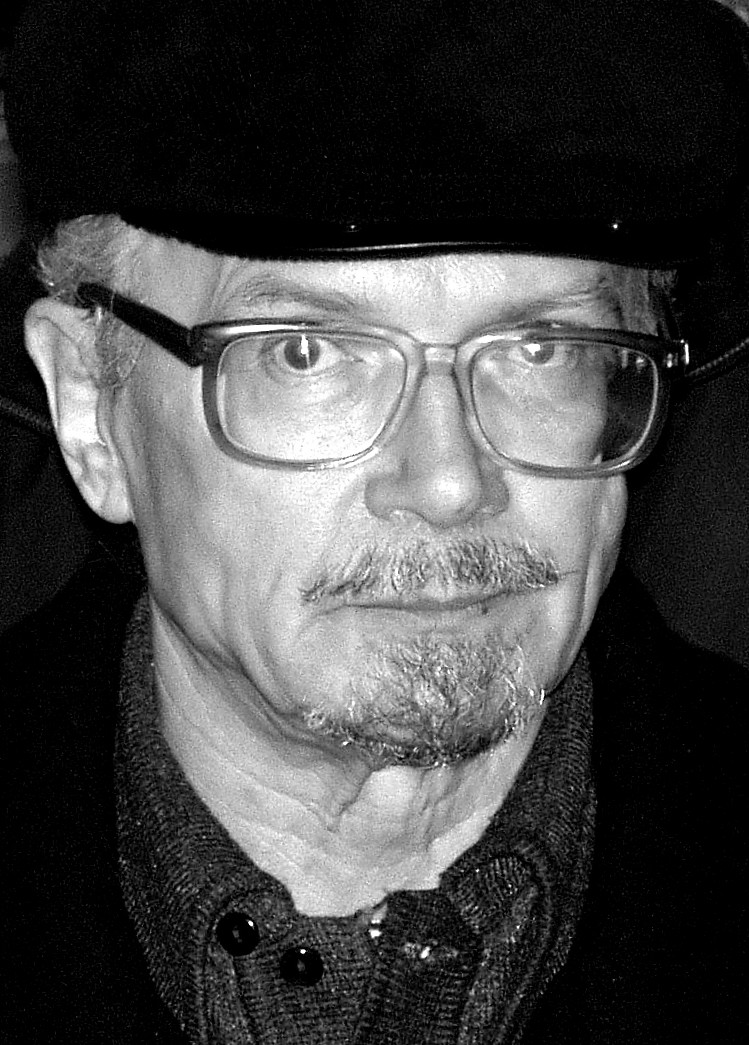
Eduard Limonov
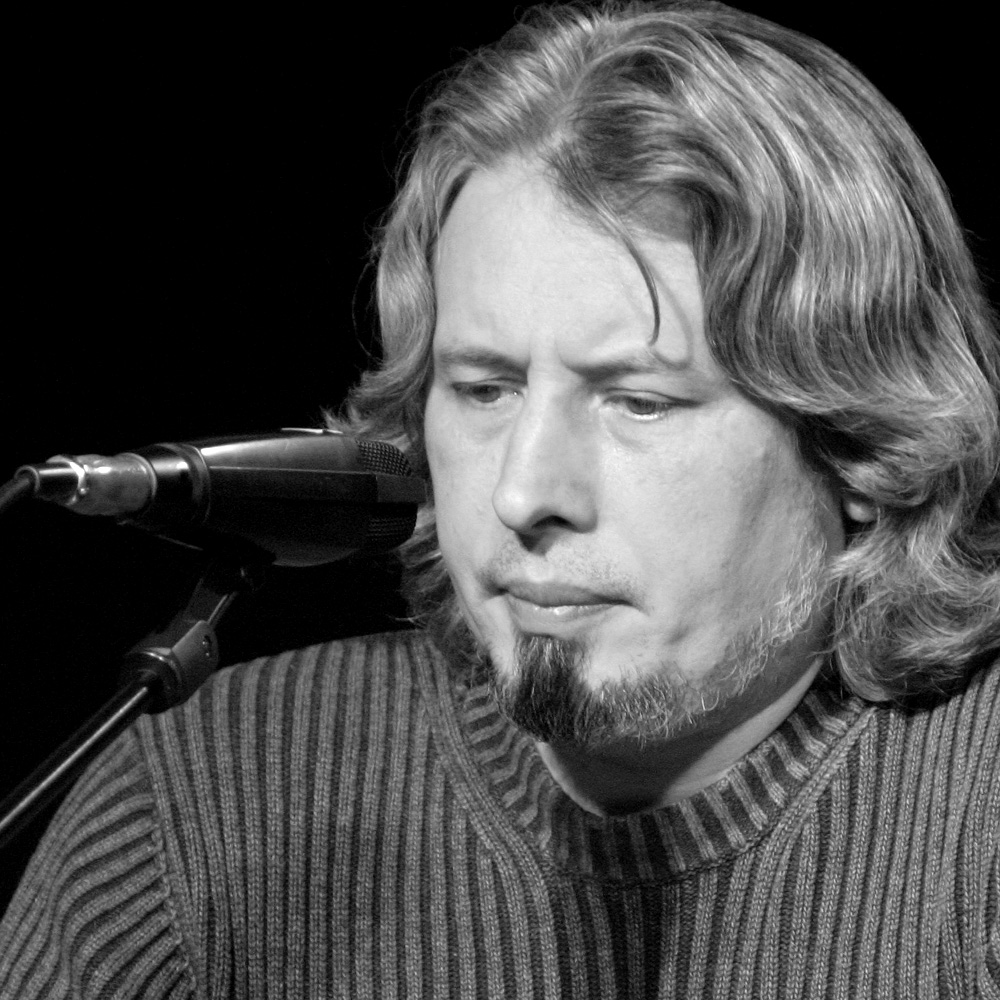
Vladimir Sorokin
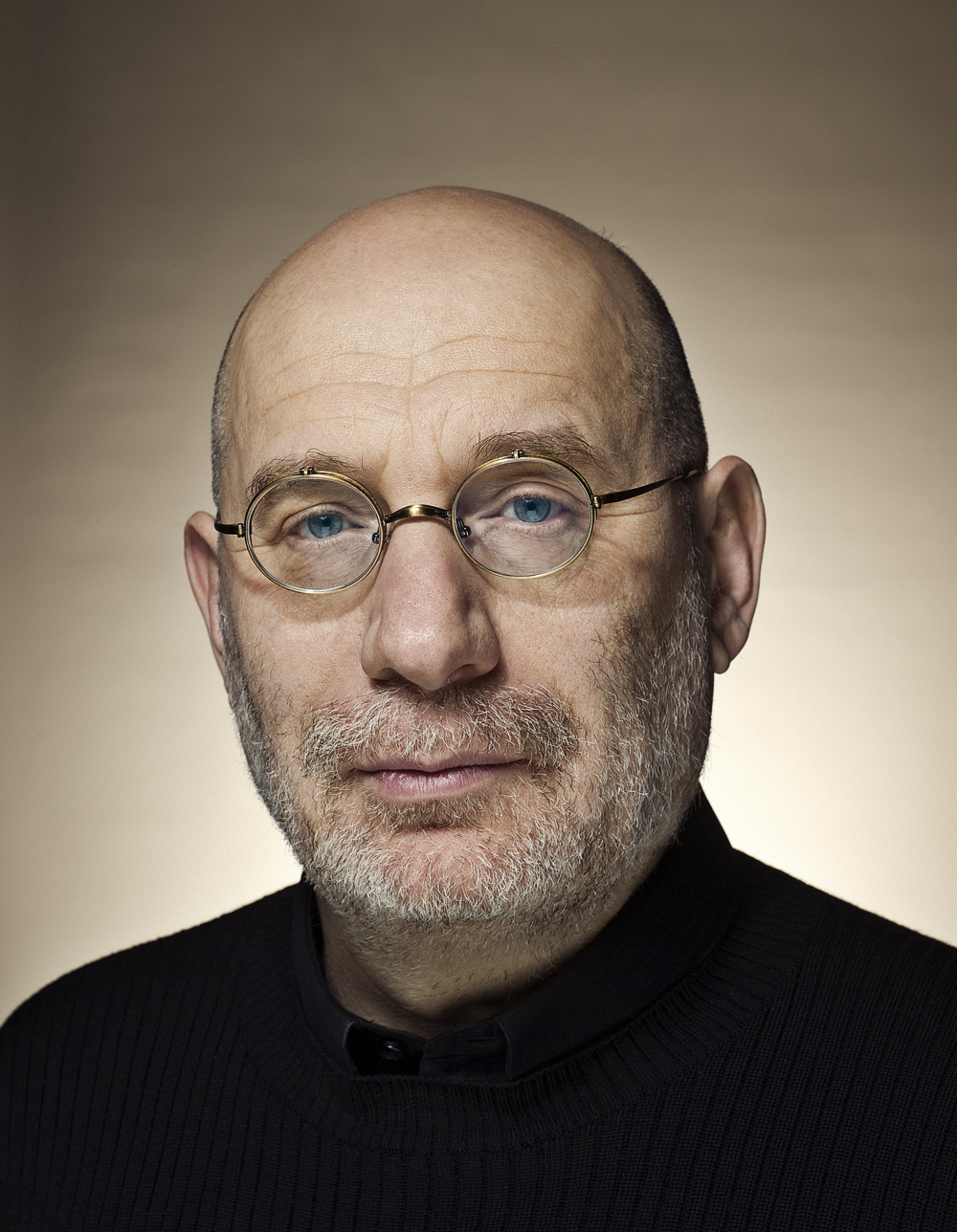
Boris Akunin
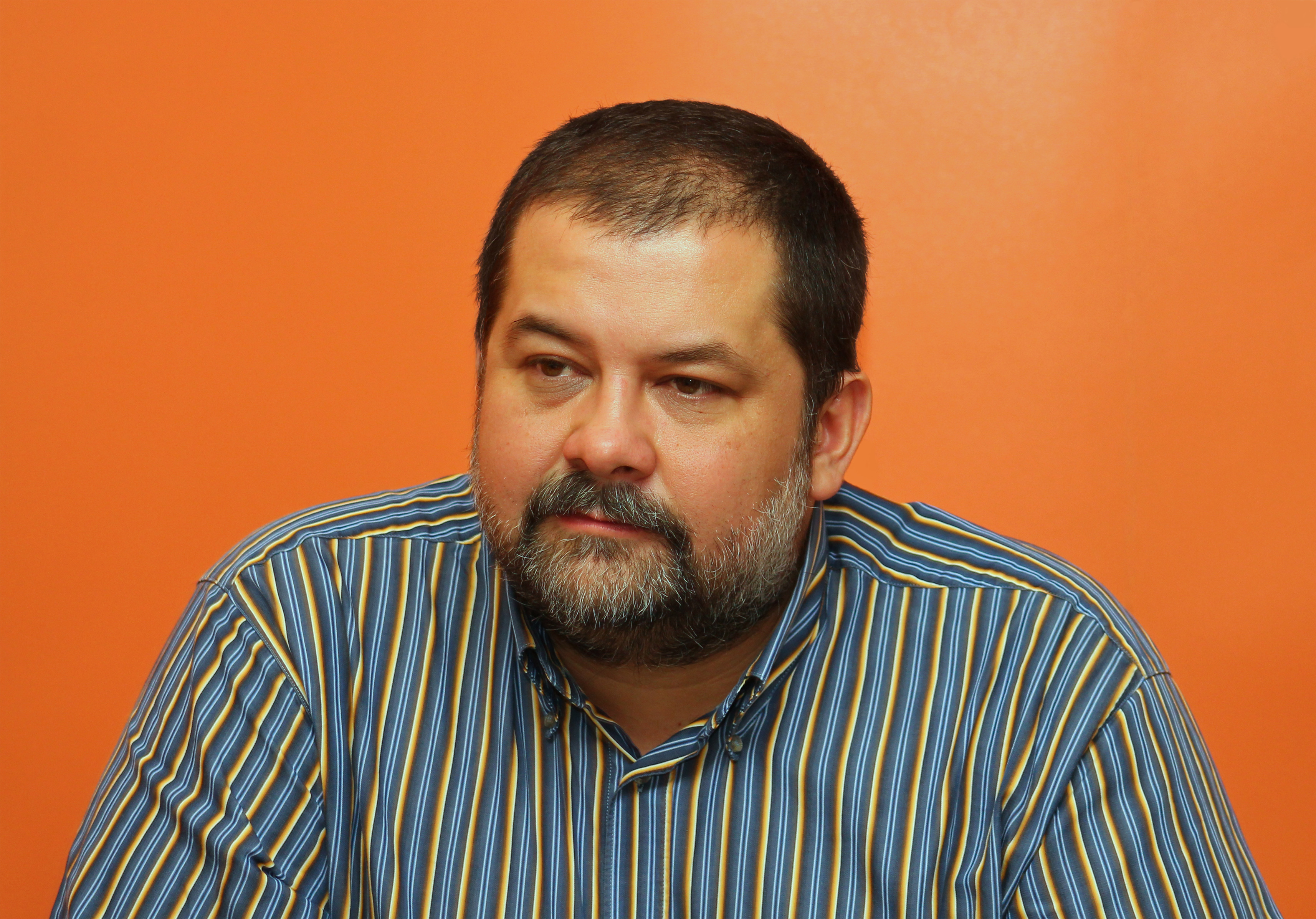
Sergei Lukyanenko

## Thế kỷ 21
Ở thế kỷ 21, một thế hệ tác giả người Nga mới đã xuất hiện, cực kỳ khác biệt với văn xuôi hậu hiện đại Nga cuối thế kỷ 20. Đặc trưng này khiến giới phê bình dùng đến thuật ngữ "hiện thực chủ nghĩa mới. Trưởng thành sau khi Liên bang Xô viết sụp đổ, "những nhà hiện thực chủ nghĩa mới" viết về cuộc sống hằng ngày, nhưng không hề sử dụng yếu tố bí ẩn và siêu hiện thực như ông cha. 
"Những nhà hiện thực chủ nghĩa mới" này là các nhà văn ủng hộ niềm tin rằng có một vị trí dành cho việc thuyết giảng trong nghề làm báo, trong việc viết về chính trị xã hội và trong truyền thông, nhưng "hành động trực tiếp" (direct action) này là trách nhiệm của cộng đồng xã hội.
Trong số "Những nhà hiện thực chủ nghĩa mới" có thể kể tới iIlja Stogoff, Zakhar Prilepin, Alexander Karasyov, Arkady Babchenko, Vladimir Lorchenkov và Alexander Snegiryov.

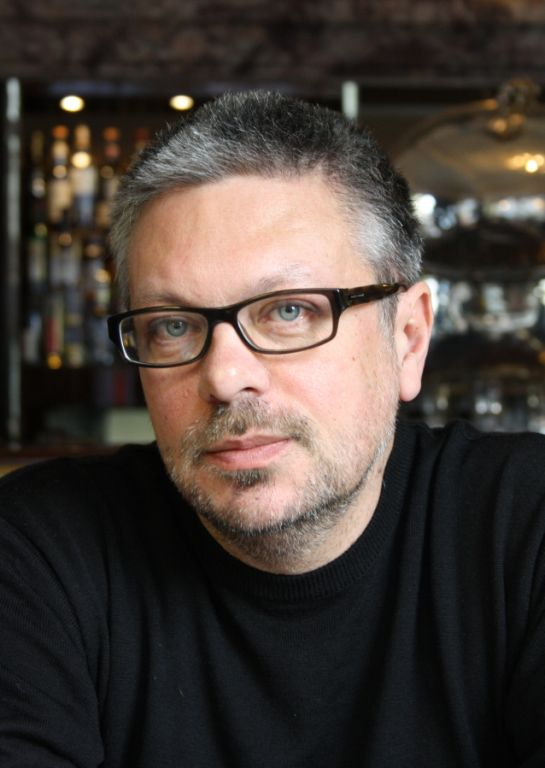
Mikhail Shishkin
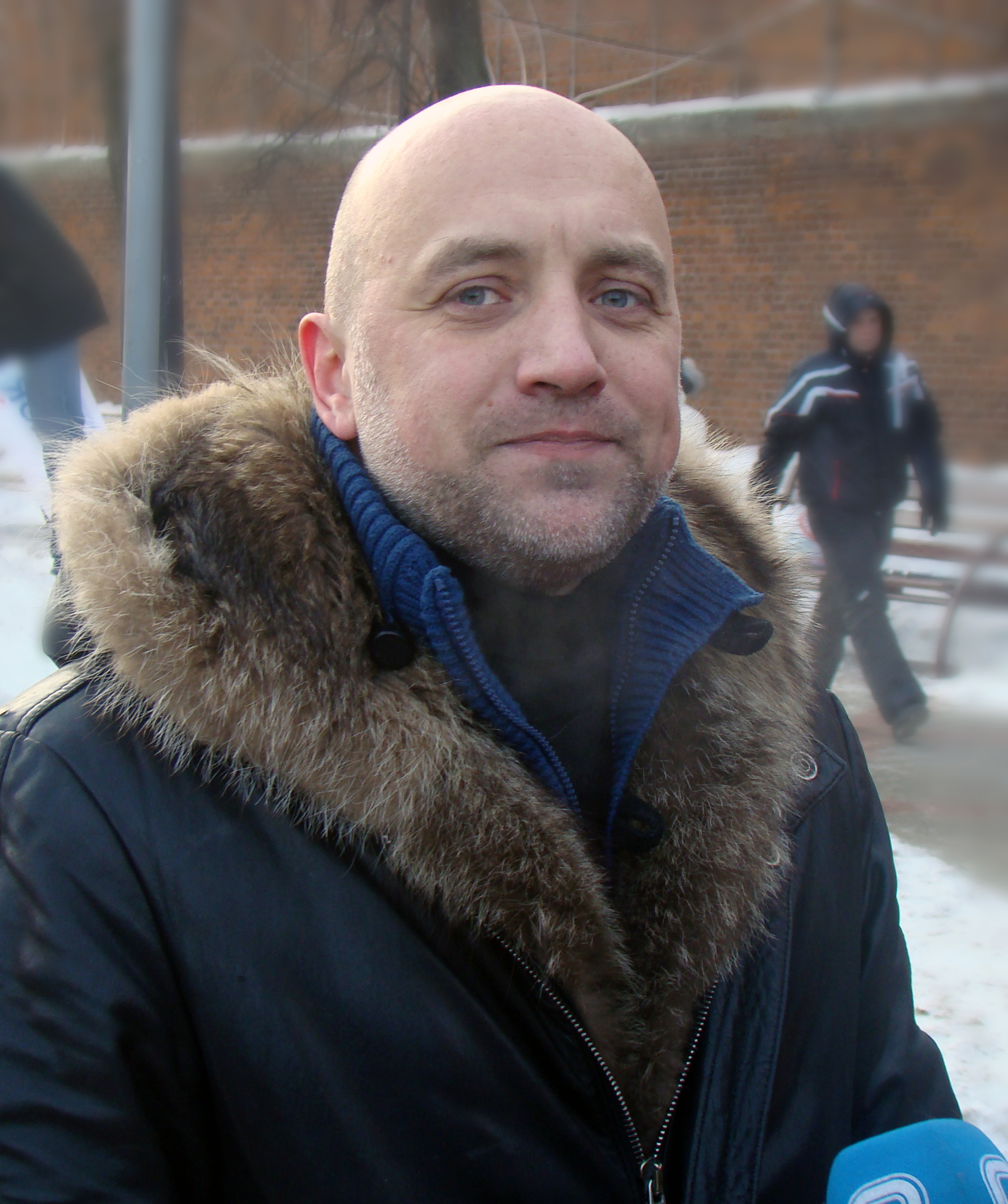
Zakhar Prilepin
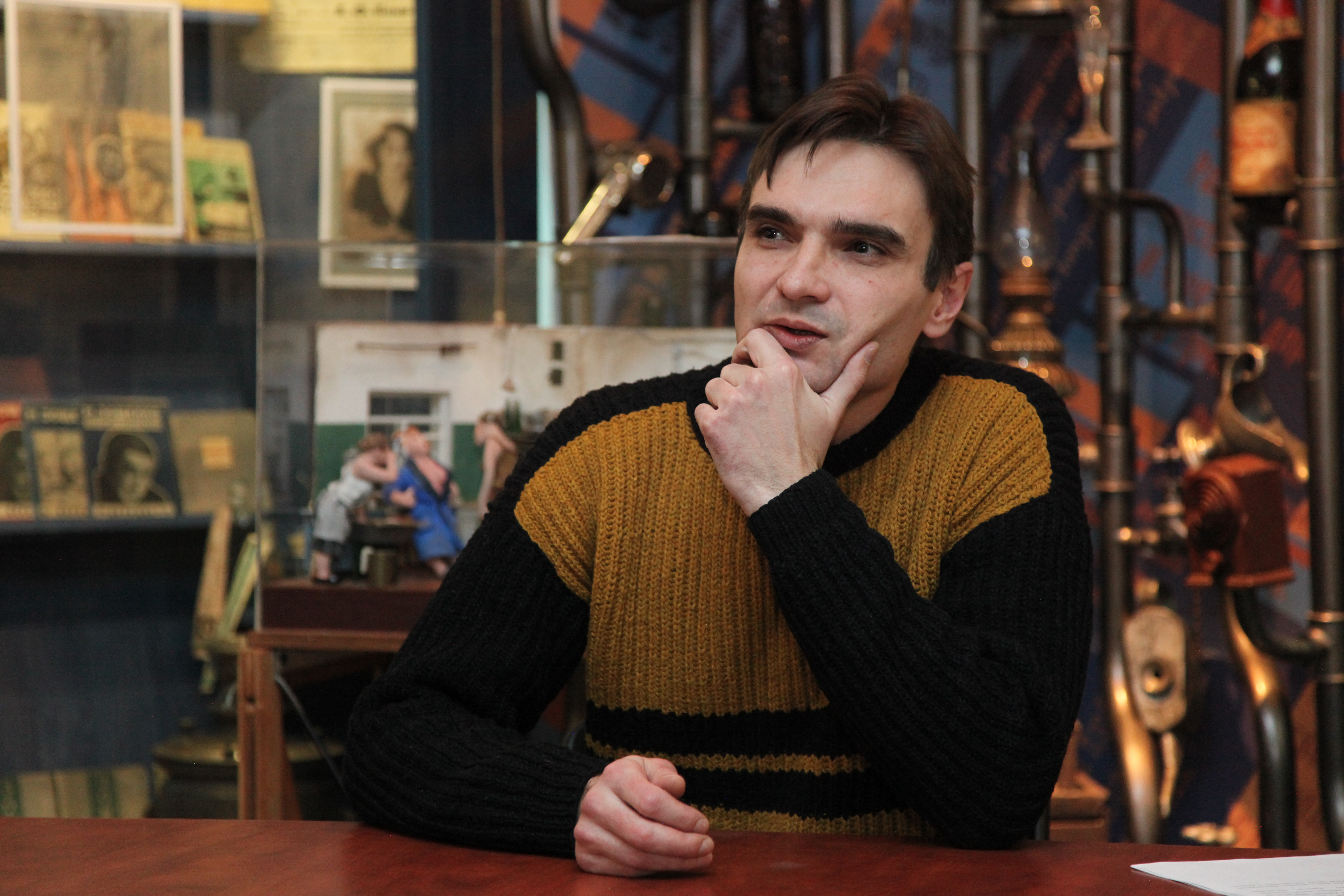
Alexander Karasyov
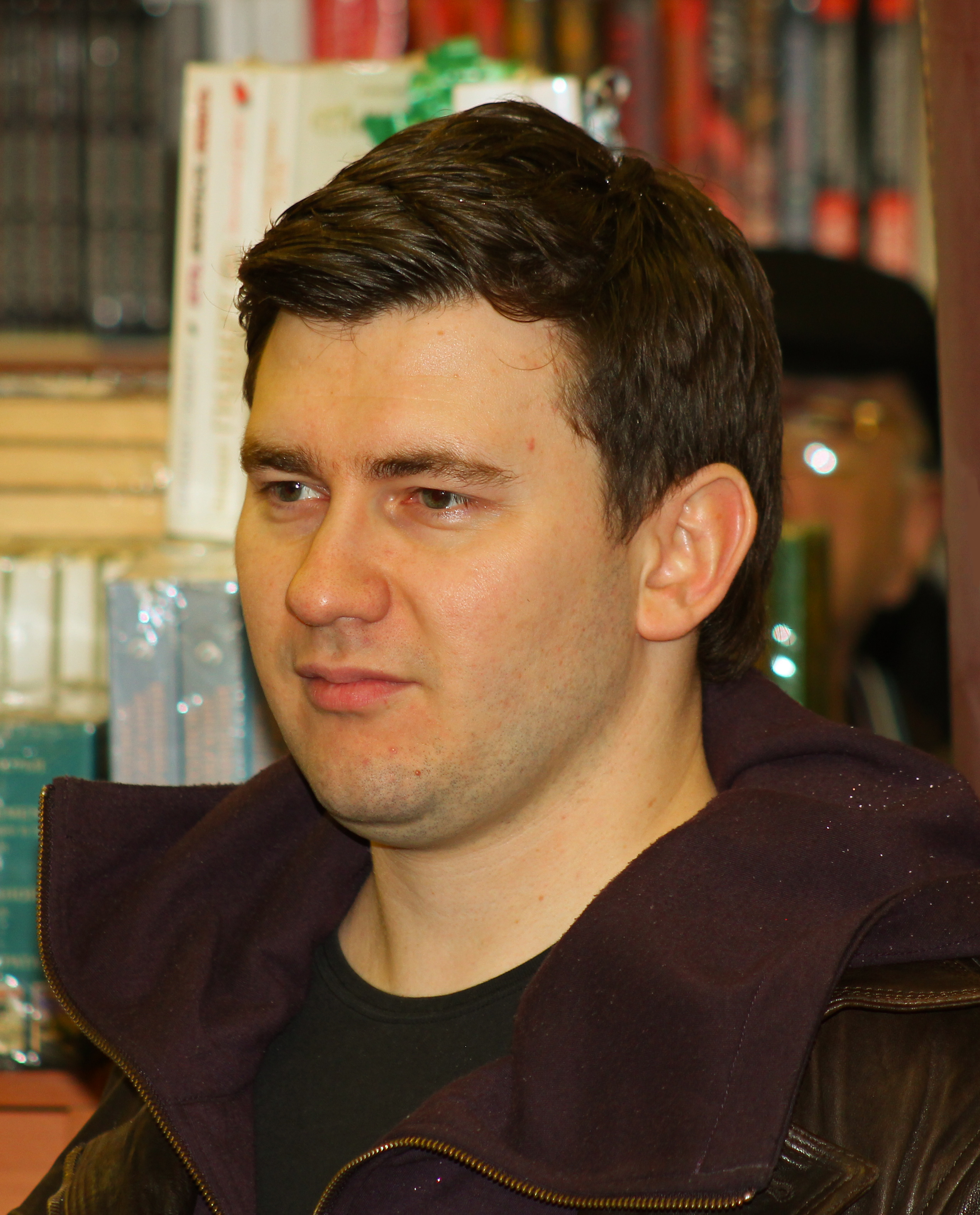
Dmitry Glukhovsky

## Đề tài trong sách Nga

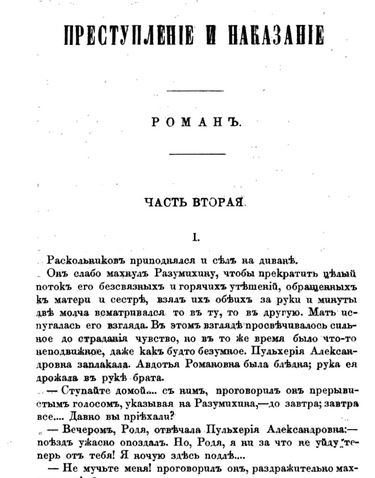
Hình ảnh tiểu thuyết vĩ đại Tội ác và hình phát lần đầu xuất bản trên tạp chí "Người đưa tin Nga" năm 1866.

Thống khổ, thường được coi là một con đường chuộc tội, là chủ đề không bao giờ cũ trong văn học Nga. Tiểu thuyết gia Fyodor Dostoyevsky nổi tiếng với việc khám phá nỗi thống khổ qua các kiệt tác Nhật ký viết dưới hầm và Tội ác và hình phạt. Thiên chúa giáo và biểu tượng Thiên chúa giáo cũng là những đề tài quan trọng, đặc biệt trong các tác phẩm của  Dostoyevsky, Tolstoy và Chekhov.
Trong thế kỷ 20, nỗi thống khổ giống như cơ chế của quỷ dữ, được Solzhenitsyn khám phá trong Quần đảo Gulag. Nhà phê bình văn học Nga hàng đầu thế kỷ 20 Viktor Shklovsky, thông qua tác phẩm Vườn thú hay Không phải những lá thư tình, viết "Văn học Nga có một truyền thống xấu. Văn học Nga nhiệt tình miêu tả những cuộc tình bất thành."

## Người đoạt giải Nobel Văn học
- Ivan Bunin (1933)
- Boris Pasternak (1958)
- Mikhail Sholokhov (1965)
- Aleksandr Solzhenitsyn (1970)
- Joseph Brodsky (1987)
- Svetlana Alexievich (2015)